# 国土交通省直轄ダム

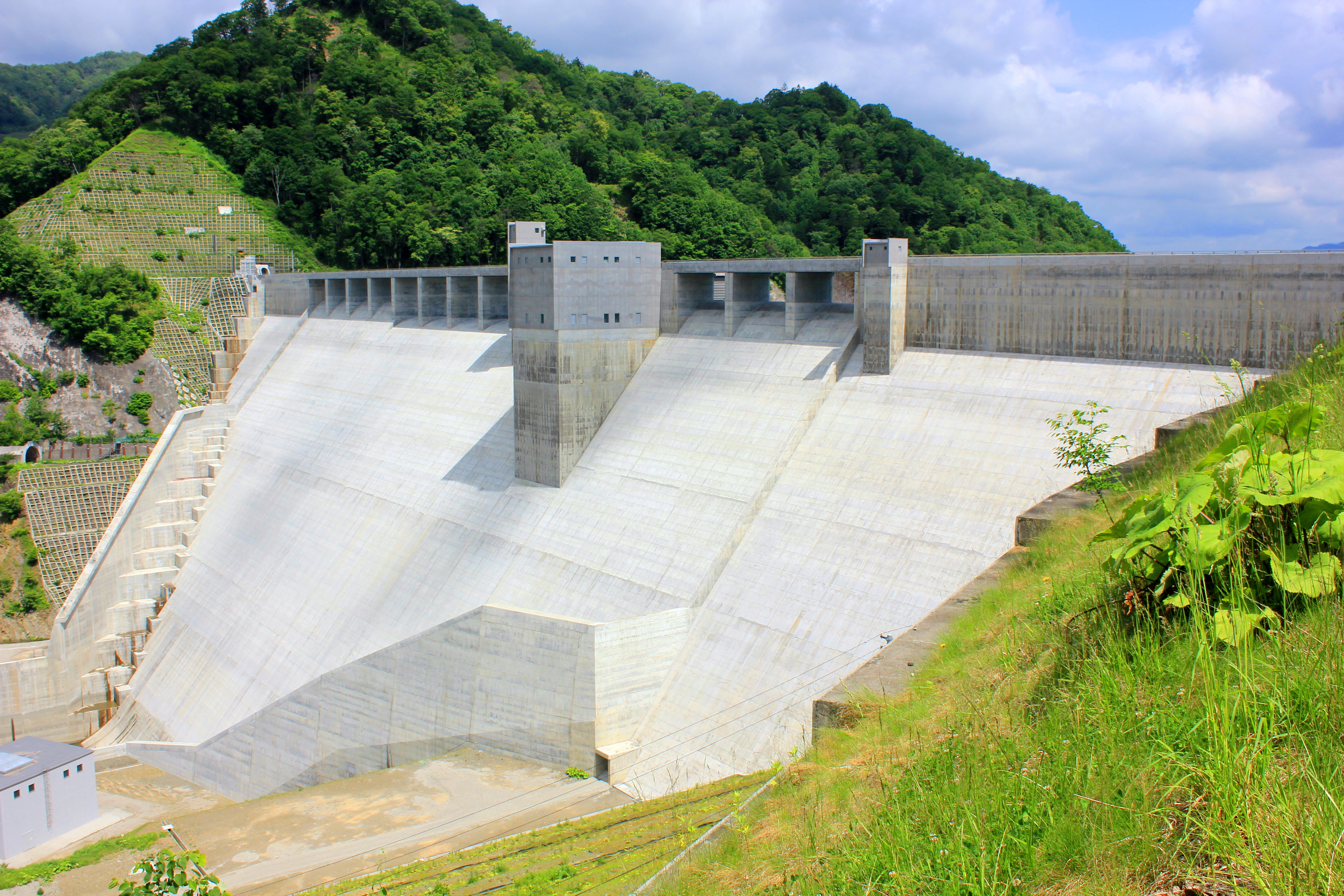
総貯水容量で日本最大の国土交通省直轄ダム、夕張シューパロダム（北海道・夕張川）

国土交通省直轄ダム（こくどこうつうしょうちょっかつダム）は、日本のダムのうち国土交通省により施工、管理が行われているダムまたは堰である。主として河川法、特定多目的ダム法に基づき、国土交通省の各地方整備局および北海道開発局、内閣府沖縄総合事務局（委託管理。後述）が実際の施工・管理業務を担当する。

## 総論
国土交通省が管理や施工を行うダム事業は「河川整備基本計画」または「河川工事実施基本計画」に基づく「河川総合開発事業」として建設される。一部のダムを除き、通常は国土交通大臣によって計画から建設、そして管理まで一元的に行われる特定多目的ダムがほとんどであるが、直轄ダムの中には河川法第17条による「兼用工作物」として管理が複数の利水事業者と行われているダムもある（詳細は「多目的ダム」を参照）。近年では洪水調節のみを目的とした治水ダムも事業計画がなされている。多目的ダムについても、最大の目的は洪水調節、すなわち治水である。
通常一級河川の上流部は都道府県によって委託管理されている（これを指定区間と呼ぶ）。ただし直轄管理されているダムおよびダムに伴って形成された貯水池（人造湖）、さらに上流・下流の一定区間に関しては国土交通大臣による直轄管理がなされる（これを特定水利と呼ぶ）。これは沖縄県の二級河川でも同様に扱われる。
国策として建設されるため水没住民に対する補償対策は特に重視され、1973年（昭和48年）の水源地域対策特別措置法の施行に伴い、特に大規模なダム事業に関してはほぼ例外なく法を適用し、水源地域住民への対応を行っている。さらに国土交通省は従来の閉鎖的管理からの転換を図り、直轄ダム・水資源機構管理ダムを地元の観光資源として積極的に一般に開放する方向へ転換を行った。この施策は1994年（平成6年）に「地域に開かれたダム」施策として実施され、ダムの周辺整備やPR施設の建設、町興しへの積極的参加や社会科見学の誘致等の基本計画を各ダムごとに提出させた。これにより宮ヶ瀬ダム（中津川・神奈川県）や御所ダム（雫石川・岩手県）のように年間100万人を超える観光客が訪問するダムも出てきている。一方で八ッ場ダム（吾妻川・群馬県）や川辺川ダム（川辺川・熊本県）のように地元との間に長年の軋轢（あつれき）を抱えたダムもあり、現在計画が進められているダムの大半は事業が長期化している。また第2次橋本内閣以降強まった公共事業見直しの風潮により、計画中であったダムの相当数が事業中止・凍結された。
なお、茨城県・東京都・山梨県・香川県・宮崎県には、国土交通省が管理・施工しているダムや堰は現在存在しない。また、かつては国土交通省（建設省）が施工したダムの中には各地方自治体に管理を移管したダム、または地方自治体が管理していたダムが国土交通省直轄ダムとなったダムも存在する。2008年（平成20年）5月に福田内閣は都道府県内で完結する一級水系について原則地方自治体へ移管する方針を示したが、今後国土交通省直轄ダムの中にはこうした河川の管理移譲に伴い、都道府県営ダムに管理主体が変更される可能性がある。
2009年（平成21年）10月9日、前原誠司国土交通大臣は、建設中の国土交通省直轄ダム（水資源機構が事業主体となっているダムを含む）56事業のうち、改修事業を除く48事業について「2009年度は（ダム事業を“調査・設計”→“用地買収”→“生活再建工事”→“転流工工事”→“本体工事”という段階に区切った場合における）新たな段階に入らない」ことを表明、ダム建設事業を全面的に見直す立場を示した。今後、事業を継続すべきか否かの妥当性について再検証が行われることとなり、12月に具体的な「凍結」ダム事業が発表された。対象となった直轄ダムはサンル・新桂沢・三笠ぽんべつ・平取・田川・成瀬・鳥海・八ッ場・万座・利賀・設楽・新丸山・足羽川・大戸川・横瀬川・山鳥坂・ななせ・城原川・本明川・立野・七滝・川辺川・奥間の23ダム事業である（導水事業などを除く）。

## 各論

### 一覧表解説
各論におけるダム一覧表の見方については、以下の通りである。ダムデータは財団法人日本ダム協会『ダム便覧』を基礎出典とし、適宜追記する。横線は検証可能な出典での数値提示が不能なものである。
| 所在 | 水系 | 河川 | ダム  | 型式         | 高さ  | 総貯水容量 | 着工 | 完成 | 分類 | 水特法    | 備考       |
| ---- | ---- | ---- | ----- | ------------ | ----- | ---------- | ---- | ---- | ---- | --------- | ---------- |
| A県  | A川  | A川  | Aダム | 重力         | 50.0  | 50,000     | 1960 | 1970 |      |           |            |
| B県  | B川  | B川  | Bダム | ロックフィル | 100.0 | 100,000    | 1990 | 2020 | 兼用 | 指定      | 工事中     |
| C県  | C川  | C川  | Cダム | アーチ       | 150.0 | 200,000    | 2000 | 未定 | 特定 | 9条等指定 | 事業見直し |

- 所在 - ダムが所在する道府県。複数の所在地にまたがる場合はダム便覧に準じ、ダム左岸の所在地に属する。
- 水系 - ダムが所在する水系。沖縄県を除き通常は一級水系である。
- 河川 - ダムが所在する河川。
- 型式 - ダムの型式。詳細は各型式の項目を参照。
- 高さ - ダムの高さ。単位はメートル。
- 総貯水容量 - ダムが貯水できる全ての貯水容量。単位は1,000立方メートル。詳細はダム#諸元を参照
- 着工 - ダム事業が開始される実施計画調査の着手年。
- 完成 - ダムが完成し、運用を開始した年。「未定」は完成予定年度が定まっていない場合に記載する。
- 分類 - 河川関連法規に基づくダムの分類。以下に分ける。

1. 「特定」 - 1957年施行の特定多目的ダム法に基づき国土交通大臣が一貫して施工・管理するダム。詳細は多目的ダム#特定多目的ダムを参照。
2. 「兼用」 - 1964年改定の河川法第17条における特例により、複数の事業者により施工・管理されるダム。詳細は多目的ダム#兼用工作物を参照。
3. 「治水」 - 目的が洪水調節専用の治水ダム。詳細は当該項目を参照。
4. 空欄は特定多目的ダム法施行以前に完成、または同法に拠らない直轄河川総合開発事業に基づき施工されたダム。

- 水特法 - 1973年施行の水源地域対策特別措置法（水特法）に指定されたダム。「9条等指定」は水没物件が多大で、通常より補償を厚くしたダム。詳細は当該項目を参照。
- 備考 - 特記することを記す。

1. 「工事中」 - 工事中・ダム再開発事業中のダム。薄緑色欄で示す。
2. 「事業見直し」 - 国土交通省によるダム事業再検証の対象となっているダム。桃色欄で示す。
3. 「ダム湖百選」 - 財団法人ダム水源地環境整備センターが2005年に選定したダム湖百選に人造湖が選定されたダム。詳細は当該項目を参照。

### 北海道開発局

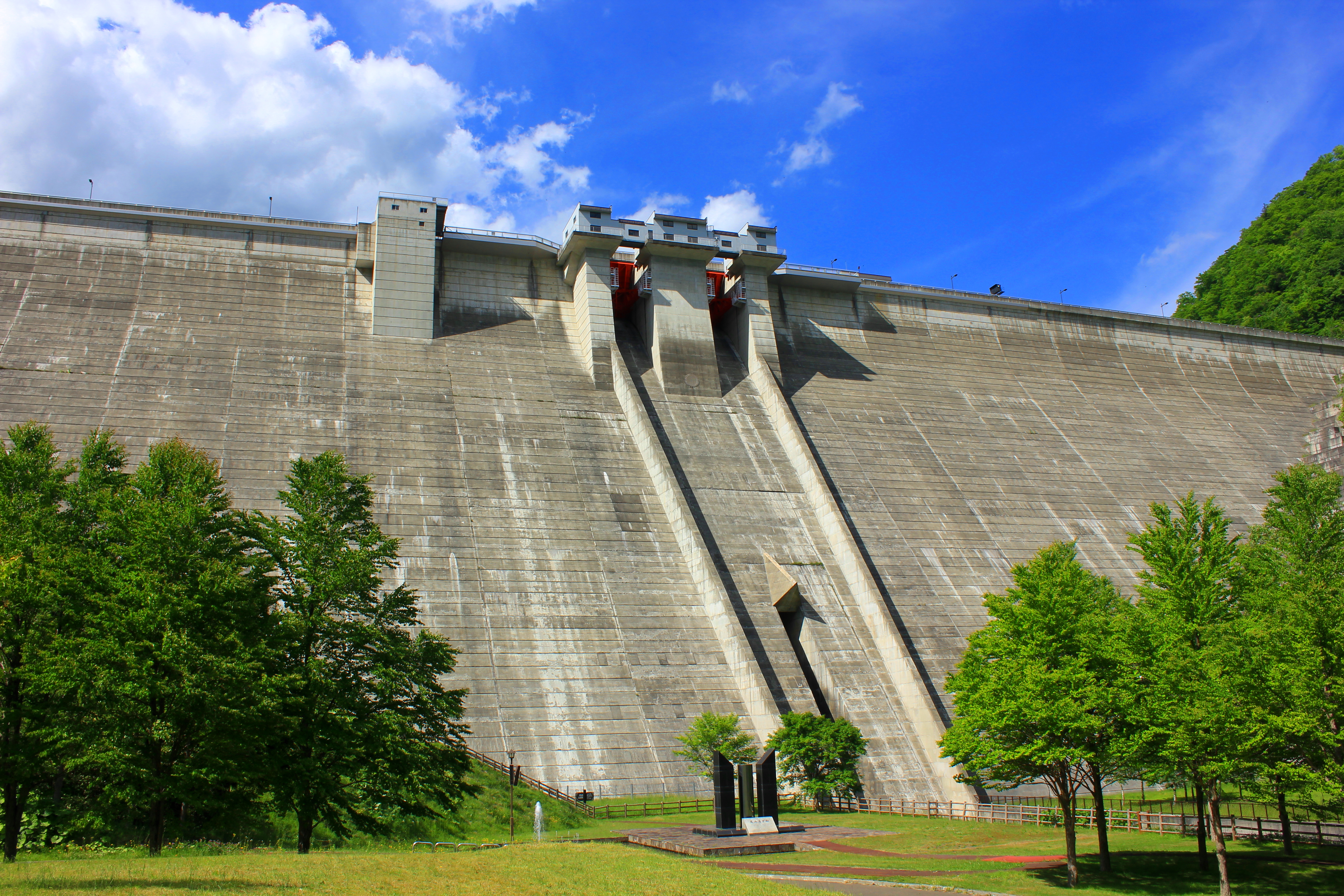
開発局管理ダムでは最も堤高が高い定山渓ダム（小樽内川）

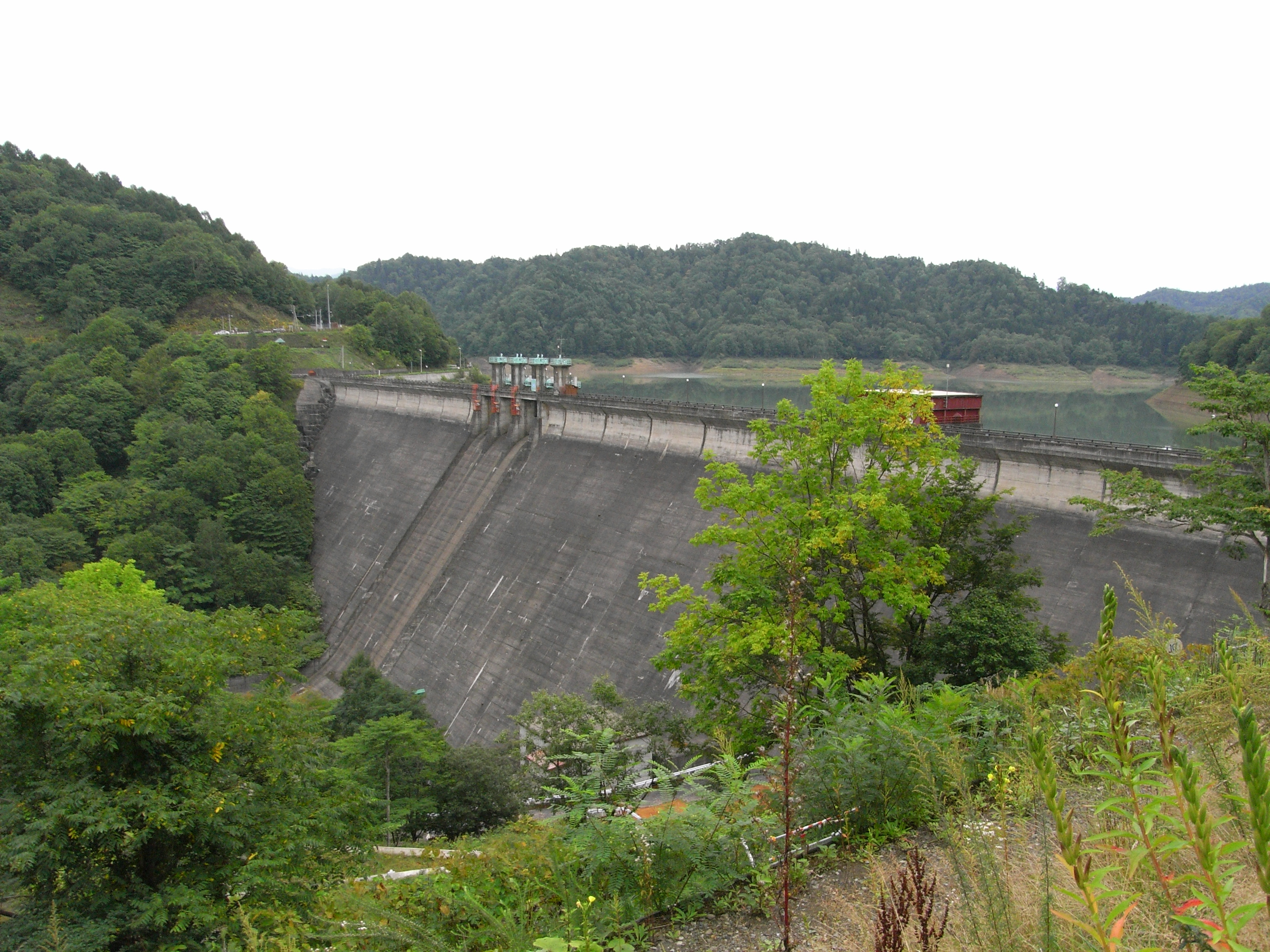
北海道では初の直轄ダムとなった桂沢ダム（幾春別川）。新桂沢ダム完成に伴い非現存。

北海道開発局管内では直轄ダムが運用中21基、施工中1基、再生・再開発事業中3基の計25ダムを管理・施工している。北海道開発局は国土交通省の地方支分部局として国土交通省の発足時に統合されたが、農林水産省の地方農政局機能も担当している。このため土地改良法に基づく国営農業水利事業によって建設された川端ダム（夕張川）も直轄管理しているが川端ダムは農林水産省直轄ダムとしての扱いを受け、国土交通省直轄ダムには該当しない。
北海道は1950年（昭和25年）5月に北海道開発法が施行され、同法に基づき北海道開発庁（1950年6月）と北海道開発局（1951年7月）が設立。以後数次にわたる北海道総合開発計画に沿って河川総合開発事業を展開していた。1952年（昭和27年）からの第一次北海道総合開発計画において道内最大の河川・石狩川水系の河川総合開発事業が初めて盛り込まれ、利水目的の事業として雨竜川の鷹泊ダムが1953年（昭和28年）に完成するが、治水目的として計画されたのが三笠市を流れる幾春別（いくしゅんべつ）川の桂沢ダムと、空知川支流芦別川の芦別ダムである。電源開発などとの共同事業で計画された両ダムは、双方をトンネル導水路で連結して治水のほか上水道供給、灌漑、水力発電を目的とし、1957年（昭和32年）に道内初の直轄ダムとして完成した。
以後石狩川水系の河川開発は石狩川改修全体計画（1953年）、石狩川水系工事実施基本計画（1965年）に基づいて進められ金山ダム（空知川）、大雪ダム（石狩川）、漁川ダム（漁川）が建設されたほか、札幌冬季オリンピック開催を控え人口の増加が顕著となった札幌市の治水安全度と上水道供給向上を図るため豊平川流域の総合開発も計画され、豊平峡ダム（豊平川）が建設された。しかし1981年（昭和56年）の台風14号と寒冷前線による豪雨は石狩川流域で過去最悪となる大洪水を引き起こし、治水計画は根本からの見直しが図られた。この結果、全ての主要支流においてダム計画が立案され、定山渓ダム（小樽内川）、滝里ダム（空知川）、忠別ダム（忠別川）、夕張シューパロダム（夕張川）、新桂沢ダム（幾春別川）が完成し、道内直轄ダム唯一の流水型治水専用ダムとして三笠ぽんべつダム（奔別川）が施工されている。このうち夕張シューパロダムは大夕張ダム、新桂沢ダムは桂沢ダムのダム再開発事業として施工されており、夕張シューパロダムは北海道最大規模のダムとして2015年（平成27年）完成した。ただし夕張シューパロダム完成に伴い大夕張ダムが、新桂沢ダム完成に伴い桂沢ダムが水没した。
石狩川以外では日本第4の大河である天塩川水系で本流に岩尾内ダムが1971年（昭和46年）に、支流名寄川流域にはサンルダム（サンル川）が2019年（平成31年）にそれぞれ完成。十勝川水系では電源開発による十勝糠平系電源一貫開発計画に基づく水力発電事業が先行していたが、1962年（昭和37年）の大水害を契機に十勝川水系の総合開発計画が実施され、本流に十勝ダム、支流札内川に札内川ダムが完成したほか、十勝川中流部の洪水流下阻害要因となっていた千代田堰堤地点の流下能力強化を図るため放水路である千代田新水路と、水路の水位調節を図る千代田分流堰が2006年（平成18年）に完成した。
またオホーツク海に注ぐ常呂川では北見市などの治水安全度と上水道供給向上を目的に鹿ノ子ダム（常呂川）が、日高では沙流川流域に二風谷ダム（沙流川）と支流の額平川に平取ダム、清流として知られる後志利別川には美利河ダムがそれぞれ完成している。留萌川水系では1988年（昭和63年）の洪水で留萌市全世帯の4分の1が浸水した大水害を契機にダム計画が進められ、支流のチバベリ川に留萌ダムが完成している。
施工中のダムとしては石狩川水系と十勝川水系でダム再生事業がある。石狩川水系では最初に河川総合開発に着手しながら治水目的を有するダムが存在しなかった雨竜川流域において、2000年以降頻発する水害に備えるため北海道電力が管理する雨竜第一ダム（雨竜川）と雨竜第二ダム（ウツナイ川）に治水目的を付加する雨竜川ダム再生事業が2018年（平成30年）より事業が着手された。具体的には雨竜第一ダムでは貯水池である朱鞠内湖の容量配分を変更し治水容量を新設、雨竜第二ダムでは2.4メートルダム本体をかさ上げして貯水池である宇津内湖の容量を増やし、増加分を治水容量に充てるというものである。
また十勝川水系では1956年（昭和31年）に十勝糠平系電源一貫開発計画の中心事業として電源開発が建設した糠平ダム（音更川）について治水目的を追加して多目的ダム化する糠平ダム再生事業が2024年（令和6年）に着手された。十勝川水系最大の貯水容量を有する糠平ダムを6メートルかさ上げして治水容量を増設し、音更川と合流先の十勝川に対する洪水調節を行い帯広市など流域の治水安全度を高めるという事業計画である。完成すれば糠平ダム（糠平湖）は総貯水容量が2億3300立方メートルと高見ダム（高見湖）を超える北海道第三の規模を擁する人造湖となる
ダム事業に対する地元との摩擦については二風谷ダムにおいて萱野茂と貝沢正が起こしたダム建設差し止め訴訟が知られる。ダム建設差し止め自体は却下されたがアイヌ民族の先住性が裁判で認められ、1997年（平成9年）には差別的法律であった北海道旧土人保護法の廃止とアイヌ文化振興法の制定につながった。なお、北海道開発局が管轄する一級河川のうち渚滑川、湧別川、網走川、釧路川、鵡川、尻別川の各水系には直轄ダムが建設されておらず、このうち渚滑川と釧路川は本支流の何れにもダムが全く建設されていない。
| 水系       | 河川         | ダム               | 型式         | 高さ  | 総貯水容量 | 着工 | 完成 | 分類 | 水特法    | 備考             |
| ---------- | ------------ | ------------------ | ------------ | ----- | ---------- | ---- | ---- | ---- | --------- | ---------------- |
| 石狩川     | 芦別川       | 芦別ダム           | 重力         | 22.8  | 1,598      | 1947 | 1957 |      |           |                  |
| 石狩川     | 漁川         | 漁川ダム           | ロックフィル | 45.5  | 15,300     | 1971 | 1980 | 特定 |           |                  |
| 天塩川     | 天塩川       | 岩尾内ダム         | 重力         | 58.0  | 107,700    | 1963 | 1970 | 特定 |           |                  |
| 石狩川     | 雨竜川       | 雨竜第一ダム       | 重力         | 45.5  | 244,700    | 1939 | 1943 |      |           | 再生事業中       |
| 石狩川     | ウツナイ川   | 雨竜第二ダム       | 重力         | 35.7  | 21,600     | 1939 | 1943 |      |           | 再生事業中       |
| 石狩川     | 空知川       | 金山ダム           | 中空重力     | 57.3  | 150,450    | 1959 | 1967 | 特定 |           | ダム湖百選       |
| 常呂川     | 常呂川       | 鹿ノ子ダム         | 重力         | 55.5  | 39,800     | 1972 | 1983 | 特定 |           |                  |
| 十勝川     | 札内川       | 札内川ダム         | 重力         | 114.0 | 54,000     | 1981 | 1998 | 特定 |           |                  |
| 天塩川     | サンル川     | サンルダム         | 台形CSG      | 46.0  | 57,200     | 1988 | 2019 | 特定 |           |                  |
| 石狩川     | 小樽内川     | 定山渓ダム         | 重力         | 117.5 | 82,300     | 1974 | 1989 | 特定 |           |                  |
| 石狩川     | 幾春別川     | 新桂沢ダム         | 重力         | 75.5  | 147,300    | 1985 | 2024 | 特定 |           | 桂沢ダム再開発   |
| 石狩川     | 石狩川       | 大雪ダム           | ロックフィル | 86.5  | 66,000     | 1965 | 1975 | 特定 |           |                  |
| 石狩川     | 空知川       | 滝里ダム           | 重力         | 50.0  | 108,000    | 1979 | 1999 | 特定 | 9条等指定 |                  |
| 石狩川     | 忠別川       | 忠別ダム           | 複合         | 86.0  | 93,000     | 1977 | 2006 | 特定 | 指定      |                  |
| 十勝川     | 千代田新水路 | 千代田分流堰       | 堰           | -     | -          | 1995 | 2006 |      |           |                  |
| 十勝川     | 十勝川       | 十勝ダム           | ロックフィル | 84.3  | 112,000    | 1970 | 1984 | 特定 |           |                  |
| 沙流川     | 沙流川       | 二風谷ダム         | 重力         | 32.0  | 31,500     | 1973 | 1997 | 特定 | 指定      |                  |
| 十勝川     | 音更川       | 糠平ダム           | 重力         | 82.0  | 233,300    | 2024 | 未定 |      |           | 再生事業中       |
| 沙流川     | 額平川       | 平取ダム           | 重力         | 56.5  | 45,800     | 1973 | 2022 | 特定 | 指定      |                  |
| 後志利別川 | 後志利別川   | 美利河ダム         | 複合         | 40.0  | 18,000     | 1975 | 1991 | 特定 | 指定      |                  |
| 石狩川     | 豊平川       | 豊平峡ダム         | アーチ       | 102.5 | 47,100     | 1965 | 1972 | 特定 |           | ダム湖百選       |
| 石狩川     | 奔別川       | 三笠ぽんべつダム   | 台形CSG      | 53.0  | 8,620      | 1985 | 2030 | 治水 |           | 流水型ダム       |
| 石狩川     | 夕張川       | 夕張シューパロダム | 重力         | 110.6 | 427,000    | 1991 | 2015 | 兼用 | 9条等指定 | 大夕張ダム再開発 |
| 留萌川     | チバベリ川   | 留萌ダム           | ロックフィル | 41.2  | 23,300     | 1984 | 2009 | 特定 |           |                  |

#### 北海道開発局の中止事業

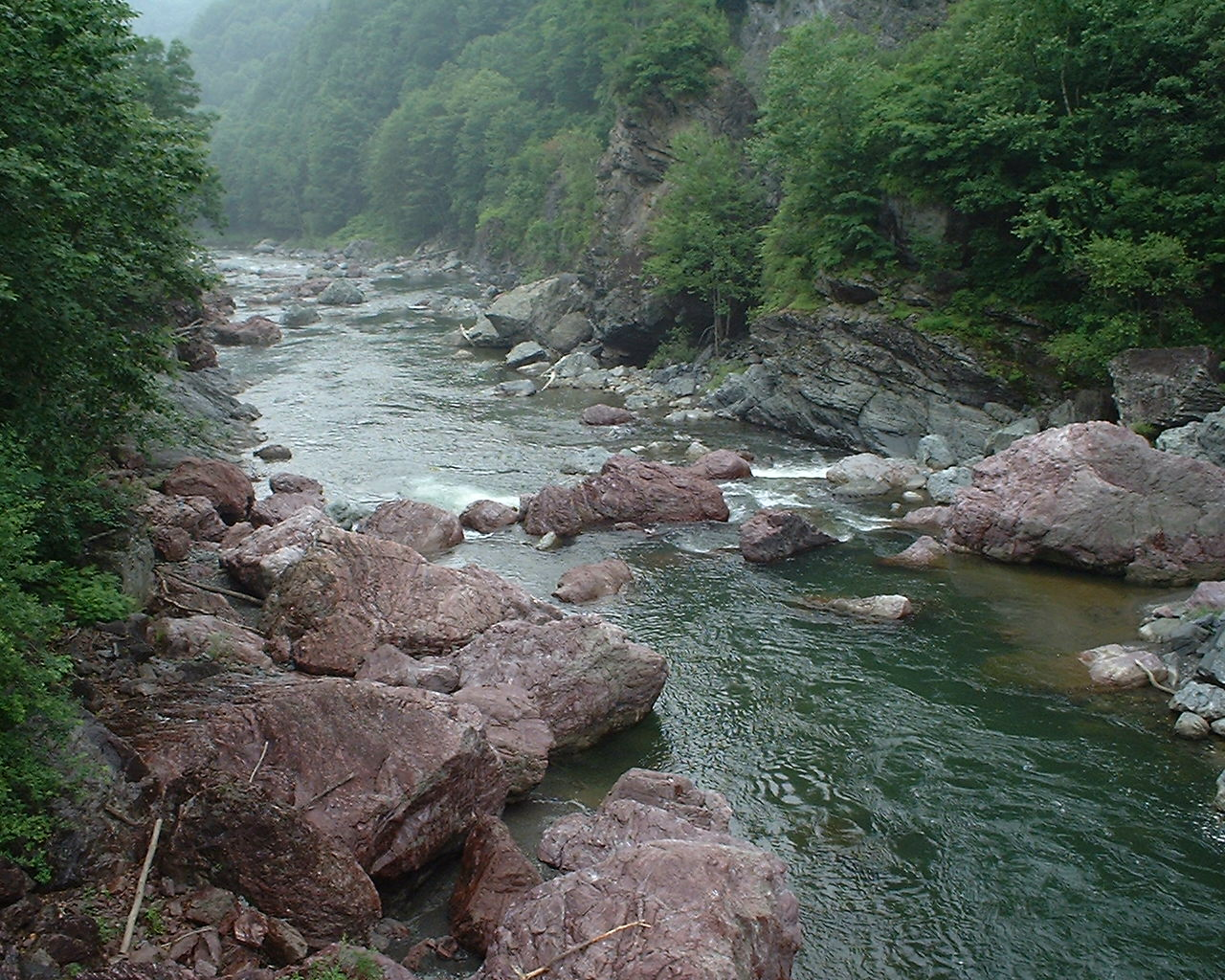
鵡川の赤岩青巌峡（占冠村）。赤岩ダムが当地に計画されていたが中止されている。

北海道開発局において、中止となった直轄ダム事業としては鵡川本流に計画されていた赤岩ダムと、石狩川本流に計画されていた石狩ダムがある。
赤岩ダムについては1950年代、鵡川上流にある景勝地・赤岩青巌峡の一番瀬付近に高さ103メートルの重力式コンクリートダムを計画。治水と日高電源一貫開発計画に沿った形での水力発電目的を以って計画が行われていた。完成すれば総貯水容量が3億5000万立方メートルに達し朱鞠内湖を越える大人造湖が出現するが、トマム・ニニウを含め占冠村の大部分が水没するため占冠村官民挙げて反対運動が巻き起こった。最終的に1961年（昭和36年）に開発局が計画を白紙撤回し、中止された。
一方石狩ダムは大雪ダムの前身として、北海道電力との共同事業として1960年代より層雲峡に計画されていた。高さ118.2メートル、有効貯水容量1億4200万立方メートルの中空重力式コンクリートダムとして計画され、完成すれば石狩川水系最大規模の多目的ダムであったが、その後の計画変更により現在の大雪ダム地点にダム計画が移転し、1975年（昭和50年）に現在の規模で完成している。
| 水系   | 河川   | ダム     | 型式         | 高さ  | 総貯水容量 | 分類 | 備考               | 出典                 |
| ------ | ------ | -------- | ------------ | ----- | ---------- | ---- | ------------------ | -------------------- |
| 鵡川   | 鵡川   | 赤岩ダム | 重力         | 103.0 | 350,000    |      |                    | [ 20 ]               |
| 石狩川 | 石狩川 | 石狩ダム | 中空重力     | 118.2 | 147,000    |      | 容量は有効貯水容量 | [ 21 ] [ 22 ]        |
| 石狩川 | 美瑛川 | 美瑛ダム | ロックフィル | 49.0  | 106,800    | 特定 | 容量は有効貯水容量 | [ 23 ] [ 24 ] [ 25 ] |

### 東北地方整備局

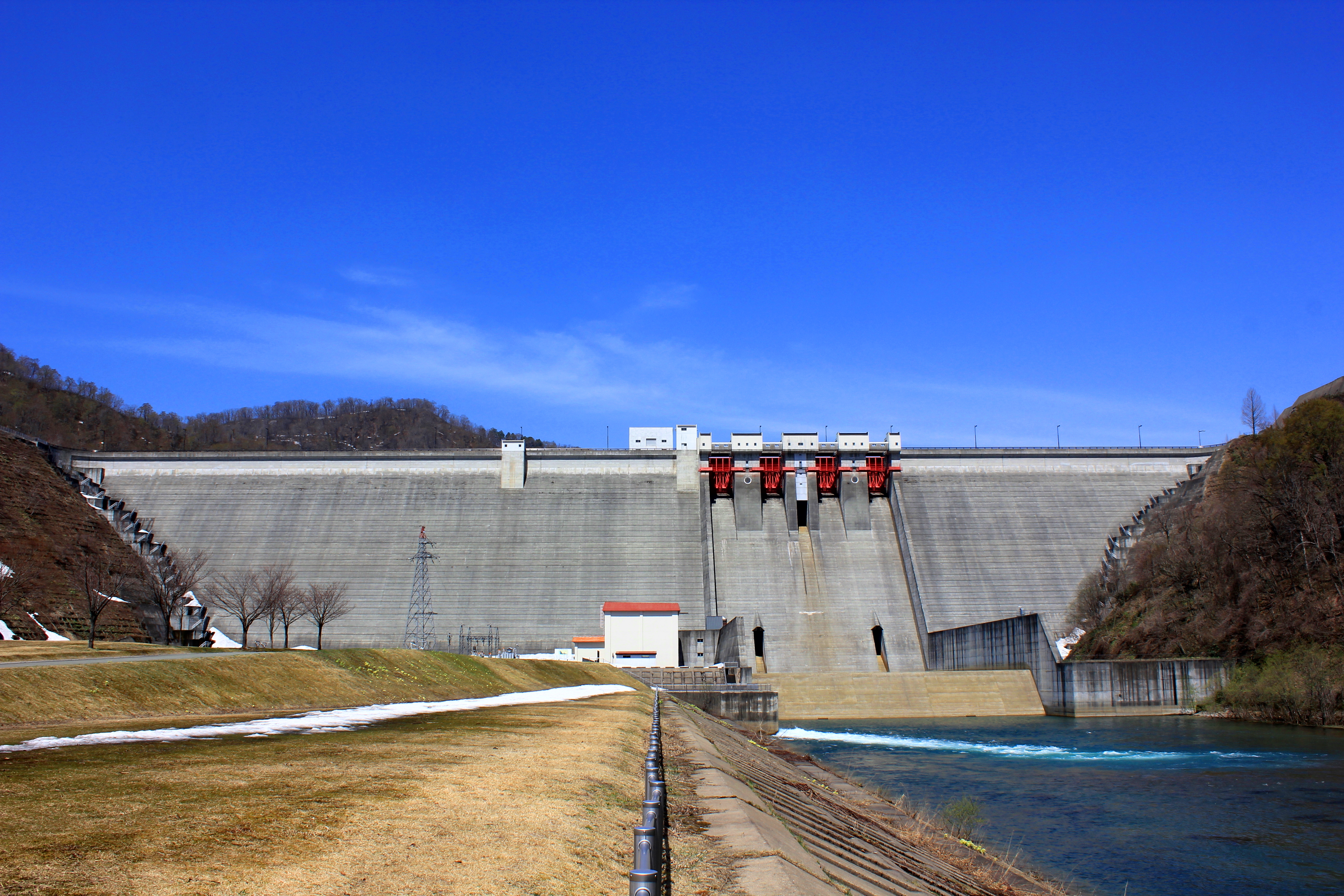
東北地方整備局管理ダムでは最大の総貯水容量を有する玉川ダム（玉川・秋田県）

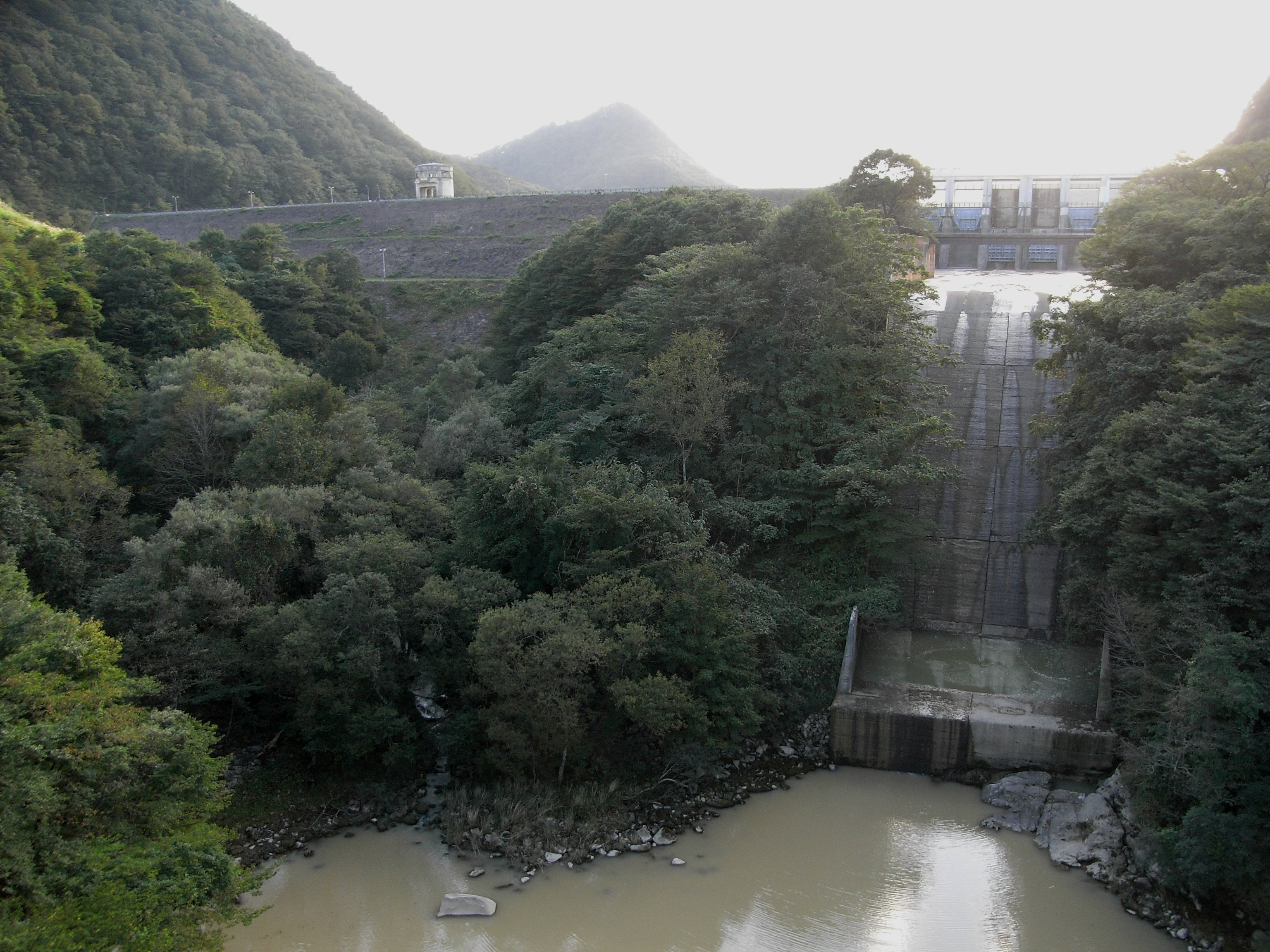
日本のロックフィルダム施工第一号だった石淵ダム（胆沢川）。2013年に胆沢ダムが完成し水没した。

東北地方整備局管内では既設ダム・堰21基、施工中ダム3基、再生・再開発事業中ダム3基のの合計27基を直轄管理・施工している。これは全ての地方整備局の中で最多である。また、総貯水容量が1億立方メートルを超える大人造湖を擁するダムが8基あり、これもまた地方整備局の中では随一である。ただし東北地方の直轄ダムにおいて、阿賀野川水系と荒川水系にあるダム（大川ダム、横川ダム）については本流河口が新潟県に位置するため、水系一貫管理の観点から北陸地方整備局の管理となっている。なお仙台市などの水源でもある釜房ダム（碁石川）の人造湖である釜房湖はダム湖としては唯一、湖沼水質保全特別措置法（湖沼法）に指定されており、厳重な水質管理が行われている。事業については河川法第17条に基づく兼用工作物として鳴瀬川中流堰（鳴瀬川）が国土交通省と農林水産省の共同事業として建設されている。
東北地方は日本でも早期より多目的ダムによる河川総合開発事業が積極的に進められていた。青森県は多目的ダムとして日本最初の施工例となった沖浦ダム（浅瀬石川）や十和田湖の総合開発事業を1938年（昭和13年）より実施。河川総合開発の父である物部長穂の故郷・秋田県も田沢湖・玉川の総合開発を1939年（昭和14年）より実施するなど他の都道府県に先駆けて河川開発を進めていた。当時河川行政を管轄した内務省も1941年より国直轄の河川総合開発を計画し、北上川と名取川が東北では対象とされ田瀬ダム（猿ヶ石川）が直轄ダム日本第一号として施工を開始、さらに田瀬ダムなど5ダムを北上川本支流に建設する北上川五大ダム計画（田瀬、石淵、湯田、四十四田、御所）がこの時成立した。また釜房ダムの計画も進められたが、太平洋戦争により事業は中断した。
戦後東北では1947年のカスリーン台風、翌1948年のアイオン台風で北上川や名取川、雄物川などが致命的な水害を引き起こし多数の死者を出した。治水対策が急務となった建設省は北上川と支流の江合川、および鳴瀬川を対象とした河川改訂改修計画を立案しダムによる治水を盛り込む。さらに戦後の食糧・電力不足にも対応するため1950年の国土総合開発法に基づく特定地域総合開発計画が実施され、東北では岩木川・奥入瀬川を対象とした「十和田岩木川」、北上川・鳴瀬川を対象とした「北上」、名取川を対象とした「仙塩」、米代川・雄物川を対象とした「阿仁田沢」、最上川・赤川を対象とした「最上」そして阿賀野川・只見川・信濃川を対象とした「只見」と東北6県全てが特定地域の対象となった。これに基づき北上川五大ダムなど多数の直轄ダムが建設され、一部は所在地方自治体へ管理を移管させた（後述）。さらに東北自動車道や東北新幹線開通などによる人口の増加に伴う治水安全度の低下や水需要の増大、羽越豪雨などの深刻な水害を機に阿武隈川水系や最上川水系で直轄ダム事業が進められ、阿武隈川水系では七ヶ宿ダム（白石川）、三春ダム（大滝根川）、摺上川ダム（摺上川）が、最上川水系では白川ダム（置賜白川）、寒河江ダム（寒河江川）、長井ダム（置賜野川）が、赤川水系に月山ダム（梵字川）が建設された。また、東北の直轄ダムで最も総貯水容量の多い玉川ダム（玉川）は事業の一環として玉川の酸性水を中和する施設を建設、ダム湖を利用して粒状石灰石と中和させることで長年流域住民を苦しめた玉川毒水を大きく改善させた。
直轄ダムで施工中のダムは6基あるが、鳥海ダム（子吉川）、成瀬ダム（成瀬川）は何れもダム事業再検証の対象となったが事業再開されている。また鳴瀬川ダム（筒砂子川）は田川ダムを統合拡大する形で計画され、宮城県営の漆沢ダム（鳴瀬川）は多目的ダムから流水型の治水専用ダムへと再開発する（次節参照）。さらに四十四田ダムかさ上げと御所ダム貯水容量配分変更を軸とした北上川上流ダム再生事業が着手されている。ダム再開発事業として既存のダムを水没させて再開発させたダムも多く、浅瀬石川ダム（浅瀬石川）により沖浦ダムが、長井ダムにより管野ダム（置賜野川）が、胆沢ダム（胆沢川）により石淵ダムが、津軽ダム（岩木川）により目屋ダムがそれぞれ湖底に水没した。ダム事業と住民の摩擦については住民軽視の補償交渉が後年批判の的となった石淵ダム補償問題のほか、胆沢ダムと津軽ダムでは石淵・目屋ダムで移転を余儀なくされた住民が、再び移転を余儀なくされる例も現れている。また、度重なる大地震による施設被害も起こり、岩手・宮城内陸地震では石淵ダムの堤体が損傷、東日本大震災では沿岸を襲った大津波が河川を遡上したことで北上大堰（北上川）、阿武隈大堰（阿武隈川）、馬淵大堰（馬淵川）などが被害を受けている。
なお、東北の直轄ダムにおける技術的特徴として、石淵ダムはロックフィルダム施工の日本第一号であり、鳴子ダム（江合川）は日本人だけで手掛けられた最初のアーチ式コンクリートダムである。また堰では鳴瀬堰（鳴瀬川）は大河川を堰き止めた最初のゴム引布製起伏堰（ラバーダム）であり、最上川さみだれ大堰（最上川）はゴム引布製起伏堰として日本最大級である。
| 所在 | 水系     | 河川     | ダム               | 型式         | 高さ  | 総貯水容量 | 着工 | 完成 | 分類 | 水特法    | 備考                  |
| ---- | -------- | -------- | ------------------ | ------------ | ----- | ---------- | ---- | ---- | ---- | --------- | --------------------- |
| 青森 | 岩木川   | 浅瀬石川 | 浅瀬石川ダム       | 重力         | 91.0  | 53,100     | 1971 | 1988 | 特定 | 9条等指定 | 沖浦ダム再開発        |
| 青森 | 岩木川   | 岩木川   | 津軽ダム           | 重力         | 97.2  | 140,900    | 1988 | 2016 | 特定 | 9条等指定 | 目屋ダム再開発        |
| 青森 | 馬淵川   | 馬淵川   | 馬淵大堰           | 堰           | -     | -          | 1973 | 1980 |      |           | [ 41 ] [ 42 ]         |
| 岩手 | 北上川   | 胆沢川   | 胆沢ダム           | ロックフィル | 132.0 | 143,000    | 1983 | 2013 | 特定 | 指定      | 石淵ダム再開発        |
| 岩手 | 北上川   | 雫石川   | 御所ダム           | 複合         | 52.5  | 65,000     | 1967 | 1981 | 特定 | 9条等指定 | ダム湖百選 再生事業中 |
| 岩手 | 北上川   | 北上川   | 四十四田ダム       | 複合         | 50.0  | 47,100     | 1960 | 1968 | 特定 |           | 再生事業中            |
| 岩手 | 北上川   | 猿ヶ石川 | 田瀬ダム           | 重力         | 81.5  | 146,500    | 1938 | 1954 |      |           | ダム湖百選            |
| 岩手 | 北上川   | 和賀川   | 湯田ダム           | 重力アーチ   | 89.5  | 114,610    | 1953 | 1964 | 特定 |           | ダム湖百選            |
| 宮城 | 阿武隈川 | 阿武隈川 | 阿武隈大堰         | 堰           | -     | -          | 1973 | 1982 |      |           | [ 43 ]                |
| 宮城 | 鳴瀬川   | 鳴瀬川   | 漆沢ダム           | ロックフィル | 80.0  | 18,000     | 1968 | 1980 |      |           | 再開発中              |
| 宮城 | 名取川   | 碁石川   | 釜房ダム           | 重力         | 45.5  | 45,300     | 1964 | 1970 | 特定 |           | 湖沼法指定 ダム湖百選 |
| 宮城 | 北上川   | 北上川   | 北上大堰           | 堰           | -     | -          | 1968 | 1979 |      |           | [ 44 ]                |
| 宮城 | 阿武隈川 | 白石川   | 七ヶ宿ダム         | ロックフィル | 90.0  | 109,000    | 1973 | 1991 | 特定 | 9条等指定 | ダム湖百選            |
| 宮城 | 北上川   | 江合川   | 鳴子ダム           | アーチ       | 94.5  | 50,000     | 1951 | 1958 |      |           |                       |
| 宮城 | 鳴瀬川   | 筒砂子川 | 鳴瀬川ダム         | 台形CSG      | 105.0 | 45,700     | 2013 | 2036 | 特定 |           | 田川ダム計画の後身    |
| 宮城 | 鳴瀬川   | 鳴瀬川   | 鳴瀬川中流堰       | 堰           | -     | -          | 1997 | 2001 | 兼用 |           | [ 27 ]                |
| 宮城 | 鳴瀬川   | 鳴瀬川   | 鳴瀬堰             | ラバーダム   | -     | -          | 1982 | 1991 |      |           | [ 39 ]                |
| 秋田 | 雄物川   | 玉川     | 玉川ダム           | 重力         | 100.0 | 254,000    | 1973 | 1990 | 特定 | 指定      | ダム湖百選            |
| 秋田 | 子吉川   | 子吉川   | 鳥海ダム           | 台形CSG      | 81.0  | 46,800     | 1993 | 2028 | 特定 |           |                       |
| 秋田 | 雄物川   | 成瀬川   | 成瀬ダム           | 台形CSG      | 113.5 | 78,700     | 1983 | 2026 | 特定 | 指定      | [ 46 ]                |
| 秋田 | 米代川   | 小又川   | 森吉山ダム         | ロックフィル | 89.9  | 78,100     | 1973 | 2012 | 特定 | 9条等指定 |                       |
| 山形 | 赤川     | 梵字川   | 月山ダム           | 重力         | 123.0 | 65,000     | 1976 | 2001 | 特定 |           |                       |
| 山形 | 最上川   | 寒河江川 | 寒河江ダム         | ロックフィル | 112.0 | 109,000    | 1972 | 1990 | 特定 | 指定      | ダム湖百選            |
| 山形 | 最上川   | 置賜白川 | 白川ダム           | ロックフィル | 66.0  | 50,000     | 1968 | 1981 | 特定 |           |                       |
| 山形 | 最上川   | 置賜野川 | 長井ダム           | 重力         | 125.5 | 51,000     | 1979 | 2011 | 特定 |           | 管野ダム再開発        |
| 山形 | 最上川   | 最上川   | 最上川さみだれ大堰 | ラバーダム   | -     | -          | 1989 | 1995 |      |           | [ 40 ]                |
| 福島 | 阿武隈川 | 摺上川   | 摺上川ダム         | ロックフィル | 105.0 | 153,000    | 1982 | 2006 | 特定 | 9条等指定 |                       |
| 福島 | 阿武隈川 | 大滝根川 | 三春ダム           | 重力         | 65.0  | 42,800     | 1972 | 1997 | 特定 | 9条等指定 |                       |

#### 東北地方整備局の中止事業

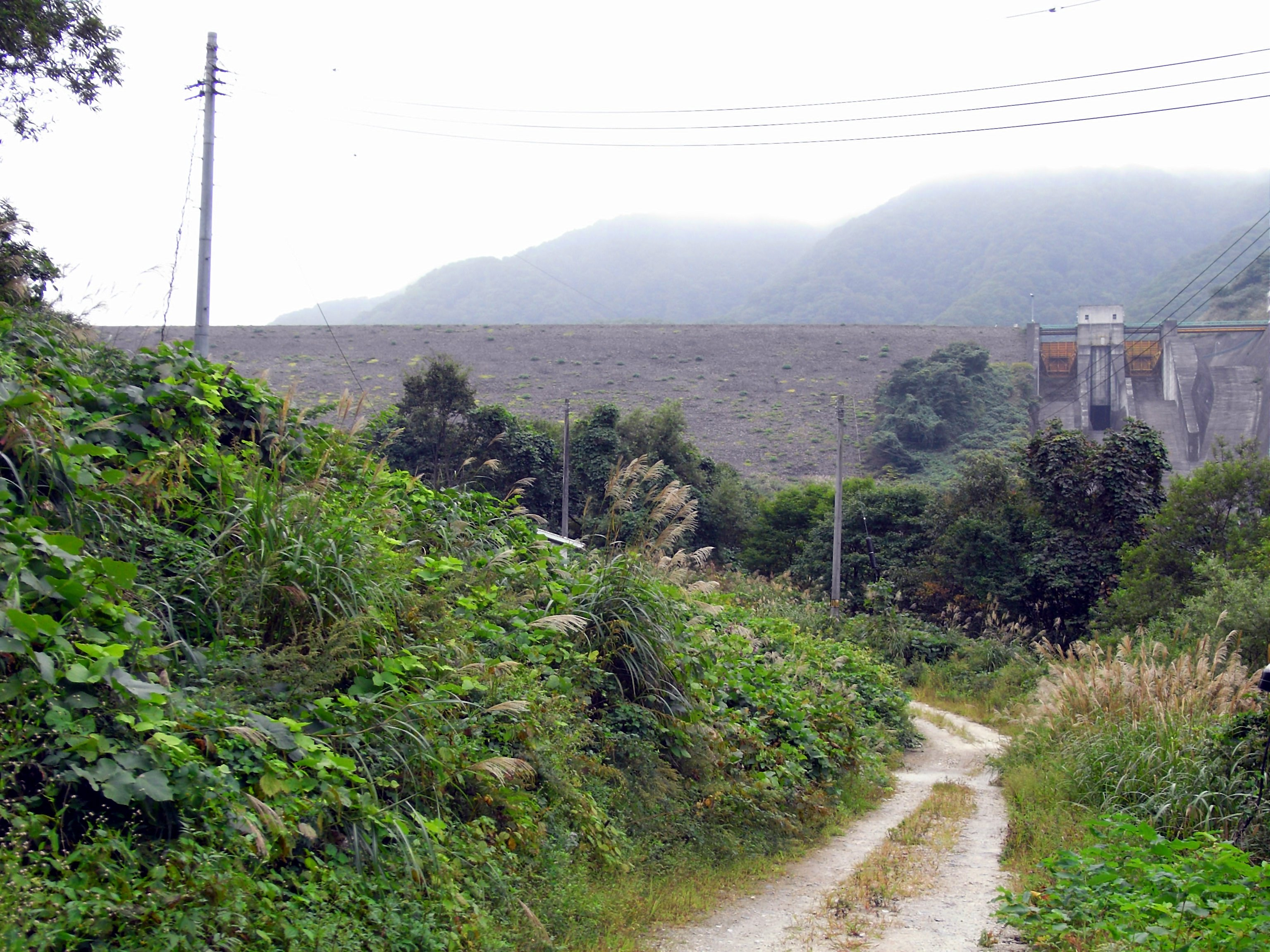
事実上内野ダム計画の後身となった漆沢ダム（鳴瀬川）。宮城県が管理する補助多目的ダム。1980年完成。鳴瀬川総合開発事業で再開発が計画されている。

東北地方整備局管内における中止したダム事業は、旧建設省時代を含めると6事業がある。大別すると特定地域総合開発計画において計画され、諸事情で立ち消えになったダムと、1990年代以降の公共事業見直しの中で中止されたダムという二つの要因がある。
前者の例では、阿仁田沢特定地域総合開発計画における雄物川河川総合開発計画の中心事業として、鎧畑ダム、皆瀬ダムと共に「雄物川四大ダム」として計画された肴沢ダム（成瀬川）と川井ダム（役内川）がある。肴沢ダムは現在の秋田県雄勝郡東成瀬村肴沢、国道342号肴沢橋付近に建設が予定されていたが諸元は不明。川井ダムは現在の秋田県湯沢市川井、国道108号新川井橋付近に建設が予定されており、完成すれば鎧畑ダムとほぼ同等の規模を有するダムであった。しかし両ダム共1960年代には計画が自然消滅し、その後の雄物川水系における直轄事業としてのダムは玉川ダムと、肴沢ダム地点よりも上流の成瀬ダムが新たに加わった。役内川にはダムは計画されていない。後者の例としては天然湖沼開発の小川原湖総合開発事業がある。同事業は小川原湖より流出する高瀬川と高瀬川放水路に河口堰を建設して小川原湖をダム化し、淡水化することで治水と灌漑、むつ小川原開発地域への上水道と工業用水道供給を目的としていたが、水需要の低下などにより中止された。
一方、鳴瀬川水系の総合開発は様々な計画が立てられ、時代の変遷と共に計画内容も変化。その中で複数のダム事業が計画され、また消えていった。北上特定地域総合開発計画の一環として鳴瀬川本流上流部に計画されていた内野ダムは、筒砂子川との合流点直下流に建設が予定されていた。しかし内野ダムは計画が立ち消えになり、暫くはダム計画も行われなかった。その後旧内野ダム予定地より上流に治水ダムを建設する計画が宮城県により立てられ、計画は治水目的に留まらず灌漑、上水道、工業用水道の供給、さらに水力発電目的も加わり国庫の補助を受けて建設される補助多目的ダムとして事業は拡充され1980年に完成した。これが漆沢ダムであり、結果的に内野ダムの目的を引き継ぎかつ強化した形となっている。
漆沢ダム完成後も水害や水需要の拡大が続き、建設省は支流である田川に田川第一ダムと田川第二ダムを建設して田川・鳴瀬川の治水と鳴瀬川流域農地への灌漑用水供給、および上水道・工業用水道供給を図る目的で鳴瀬川総合開発事業を1992年（平成4年）より着手した。しかしその後の水需要の変化などで事業が縮小されて田川第二ダムは中止、第一ダムは田川ダムと名称を変更しさらに工業用水道供給目的を廃止。隣接する二ッ石川流域よりバイパストンネルによる洪水導水路を田川ダムに連結して、田川・二ッ石川および鳴瀬川下流域の治水と灌漑・上水道供給目的を以って計画された。しかしダム事業再検証対象となり多くの代替案を検討したところ、同時期に宮城県が補助多目的ダムとして計画しやはり再検証対象となっていた筒砂子ダム計画を大幅に拡張して田川ダムを統合し、合わせて漆沢ダムを治水ダムとして洪水調節目的に特化した方が費用対効果で最適であるという結論に達した。これに伴い田川ダム事業と宮城県補助事業としての筒砂子ダム事業は中止され、直轄事業としての鳴瀬川ダム事業・漆沢ダム再開発事業を両軸とした鳴瀬川総合開発事業として事業自体は継続になった。
| 所在 | 水系   | 河川   | ダム                 | 型式         | 高さ | 総貯水容量 | 分類 | 備考           | 出典                        |
| ---- | ------ | ------ | -------------------- | ------------ | ---- | ---------- | ---- | -------------- | --------------------------- |
| 青森 | 高瀬川 | 高瀬川 | 小川原湖総合開発     | 堰           | 2.9  | 153,800    | 特定 |                | [ 55 ] [ 56 ]               |
| 宮城 | 鳴瀬川 | 鳴瀬川 | 内野ダム             | ロックフィル | 65.0 | 20,000     |      | 漆沢ダムの前身 | [ 57 ] [ 58 ]               |
| 宮城 | 鳴瀬川 | 田川   | 田川ダム             | ロックフィル | 85.0 | 14,500     | 特定 |                | [ 59 ] [ 60 ]               |
| 宮城 | 鳴瀬川 | 田川   | 田川第二ダム         | 重力         | 43.0 | 2,850      | 特定 |                | [ 61 ] [ 62 ] [ 63 ]        |
| 秋田 | 雄物川 | 役内川 | 川井ダム             | 重力         | 52.0 | 43,000     |      |                | [ 64 ] [ 65 ] [ 66 ] [ 67 ] |
| 秋田 | 雄物川 | 成瀬川 | 肴沢ダム             | -            | -    | 55,000     |      |                | [ 68 ] [ 69 ] [ 70 ]        |
| 山形 | 最上川 | 最上川 | 最上川本流上流部ダム | 重力         | 44.5 | 84,500     | 特定 | ダム名は仮称   | [ 71 ]                      |

### 関東地方整備局

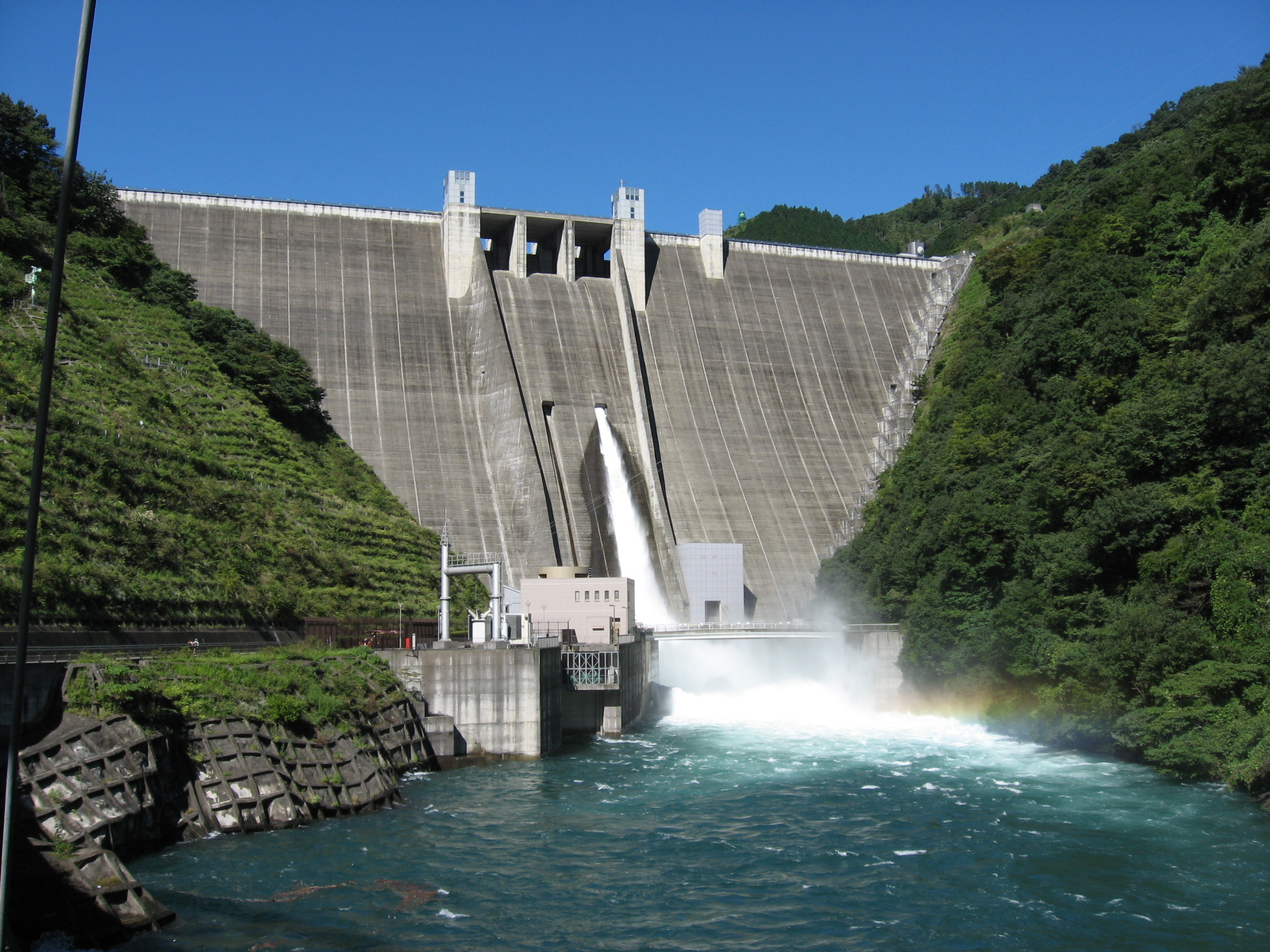
関東地方整備局最大の直轄ダム・宮ヶ瀬ダム（中津川・神奈川県）

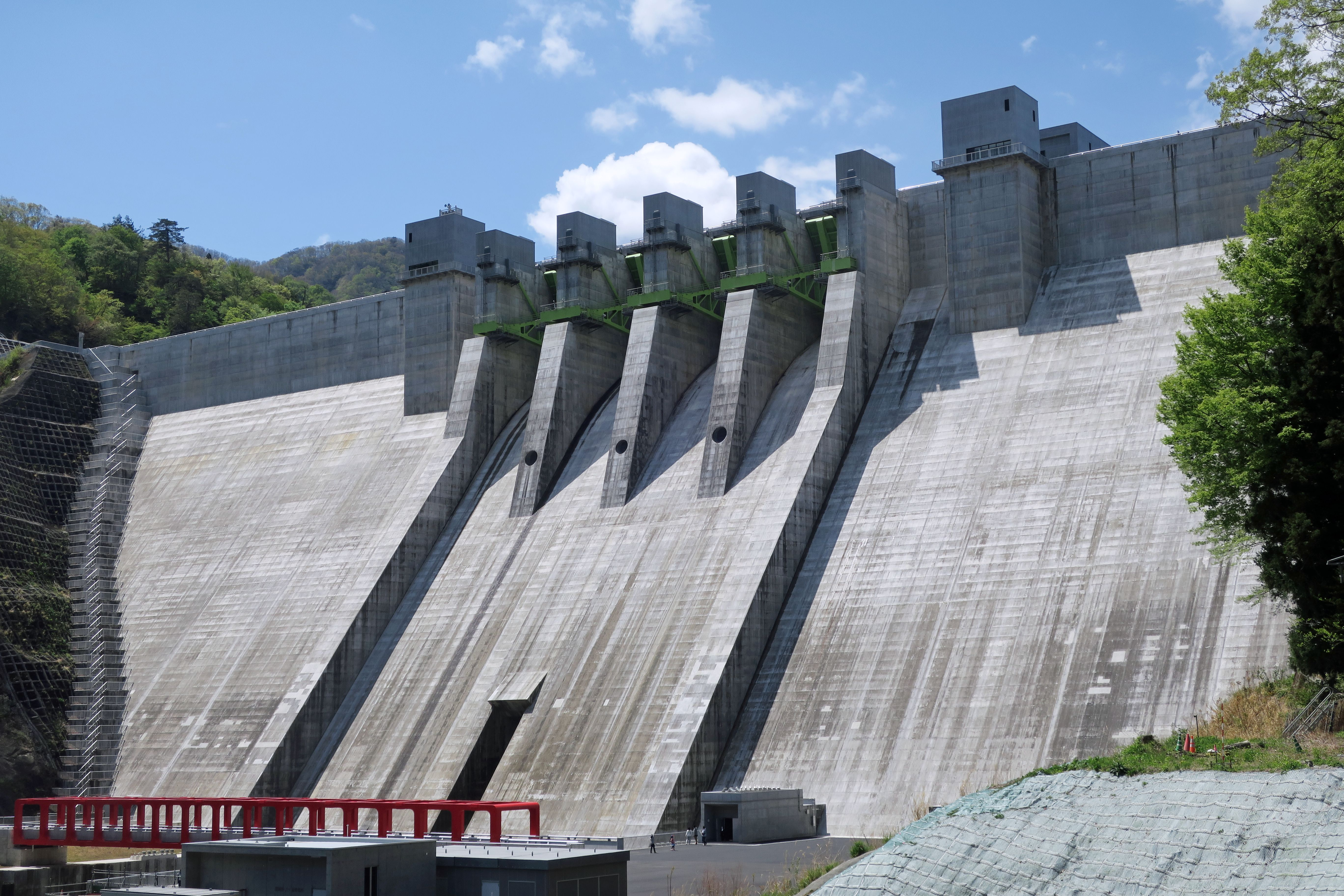
八ッ場ダム（吾妻川・群馬県）。60年以上の紆余曲折を経て2015年に本体工事着手、2020年に完成した。

関東地方整備局管内では既設14基、再生事業中1基のダムが運用・施工中である。
管内には日本最大の河川である利根川が流れている。有史以来洪水と改修を繰り返していた利根川水系において治水目的のダムが計画されたのは1926年、物部長穂による河水統制計画案を国策として採用した内務省内務技監・青山士らが中心となって策定した鬼怒川改修計画における五十里（いかり）ダム（男鹿川）が最初である。1931年（昭和6年）に現在のダム地点より約2.5キロメートル上流地点で工事が開始されたが劣悪な断層が多数露出して中断。太平洋戦争もあって事業は中断したまま戦後を迎えた。1947年関東地方をカスリーン台風が襲い利根川は埼玉県北埼玉郡大利根町（現在の加須市）で堤防を決壊させ、その濁流は東京都江戸川区にまで達し死者・行方不明者1,100名を数える大災害を招いた。内閣経済安定本部の指示を受けた建設省は利根川改訂改修計画を1949年に策定し、ダムによる利根川の洪水調節を目論んだが1950年の国土総合開発法施行により灌漑と水力発電を含めた総合開発計画に拡充。1951年に利根特定地域総合開発計画を策定した。この時計画・施工されたのが先の五十里ダムの他藤原ダム（利根川）、相俣ダム（赤谷川）、薗原ダム（片品川）、八ッ場ダム（吾妻川）、川俣ダム（鬼怒川）、行徳可動堰（江戸川）である。また荒川の治水を主目的に二瀬ダム（荒川）が1961年（昭和36年）完成する。
その後利根川水系の河川開発は爆発的な人口増加を示す東京都など首都圏への上水道・工業用水道供給といった利水が主眼となり、利根川水系水資源開発基本計画が1962年策定された。この時建設省が計画していた矢木沢ダム（利根川）、下久保ダム（神流川）、草木ダム（渡良瀬川）などが水資源開発公団（現在の独立行政法人水資源機構）に事業移管された。一方で千葉県・茨城県南部の治水・利水を目的に川治ダム（鬼怒川）と湯西川ダム（湯西川）が建設されたほか、遊水池内を掘削して貯水池を建設し、平野部の治水と利水を図るため渡良瀬遊水地内に渡良瀬貯水池（谷中湖）、荒川第一調節池内に荒川調節池（彩湖）が建設されている。また、日本有数の酸性河川だった吾妻川の中和を図るため実施された世界初の河川中和事業・吾妻川酸性水中和事業の中心施設である品木ダムは群馬県の事業として1965年（昭和40年）完成するが、1968年（昭和43年）に建設省に移管されている。
利根川水系以外での直轄ダム事業は横浜市、川崎市、横須賀市といった大都市を抱える神奈川県を流れる相模川水系で実施された。相模川水系では神奈川県により戦前から相模川河水統制事業が進められ、相模ダム（1947年）と城山ダム（1964年）が相模川本流に建設され県の水源となったが人口の増加は2ダムの供給量を凌駕。このため県西部の酒匂川水系も開発され三保ダム（河内川、1978年）が完成するが水需要に対する供給量は三保ダム完成を以ってしても不足していた。このため相模川支流の中津川に建設されたのが関東地方の直轄ダムとして最大規模を誇る宮ヶ瀬ダムである。宮ヶ瀬ダムは相模川の治水に加え相模・城山・三保の各ダムと共に神奈川県全域の水源として、さらに年間延べ訪問者数約157万人を超える神奈川県内有数の観光地として重要な位置を占めている。
最後に完成した八ッ場ダムは、1952年（昭和27年）に計画立案され、当初は吾妻川の酸性水対策の目処が立たず、1967年（昭和42年）より本格的な計画が進められたが、川原湯温泉水没を伴うため吾妻郡長野原町の猛烈な反対運動により計画が膠着。2001年（平成13年）に補償協定が調印され事業が進展し始めたものの、鳩山由紀夫内閣の前原誠司国土交通大臣（当時）により中止方針が示され、これに神奈川県を除く関東1都5県の知事や地元長野原町、水没住民が反発するなど、再度事業が膠着した。これらの状況から、八ッ場ダムは日本の長期化ダム事業の代名詞的存在となっていたものの、野田内閣においてダム事業再検証の結果、事業継続が決定し、2015年（平成27年）に本体工事着手、計画から68年経過した2020年（令和2年）に完成を迎えた。
八ッ場ダム以外にも地元との軋轢を生じたダムとして、地元の了解無しに工事を強行して深刻な対立を招いた藤原ダムや老神温泉が一部水没することで『東の薗原、西の松原・下筌』とまで形容されるほどの反対運動となった薗原ダムがある。国土交通省によるダム事業再検証では八ッ場ダムと荒川上流ダム再編事業、吾妻川上流総合開発事業（後述）が対象となり、八ッ場は継続、吾妻川上流総合開発と荒川上流ダム再編事業は中止となっている。
施工中のダムとしては、藤原ダムの貯水容量配分を奈良俣ダム（楢俣川）との間で相互に変更して治水能力を強化する藤原・奈良俣再編ダム再生事業が着手されている。なお関東地方整備局が管轄する一級河川のうち久慈川、那珂川、多摩川、鶴見川、富士川の各水系には直轄ダムが建設されていない。特に鶴見川水系は都市河川でもあるためダムは本支流含め一つも建設されていない。久慈川、那珂川、富士川水系については支流に茨城県、栃木県、山梨県の各県が補助多目的ダムを建設している。
| 所在   | 水系   | 河川     | ダム         | 型式         | 高さ  | 総貯水容量 | 着工 | 完成 | 分類 | 水特法    | 備考       |
| ------ | ------ | -------- | ------------ | ------------ | ----- | ---------- | ---- | ---- | ---- | --------- | ---------- |
| 栃木   | 利根川 | 男鹿川   | 五十里ダム   | 重力         | 112.0 | 55,000     | 1941 | 1956 |      |           |            |
| 栃木   | 利根川 | 鬼怒川   | 川治ダム     | アーチ       | 140.0 | 83,000     | 1968 | 1983 | 特定 | 9条等指定 |            |
| 栃木   | 利根川 | 鬼怒川   | 川俣ダム     | アーチ       | 117.0 | 87,600     | 1957 | 1966 | 特定 |           |            |
| 栃木   | 利根川 | 湯西川   | 湯西川ダム   | 重力         | 119.0 | 75,000     | 1982 | 2012 | 特定 | 9条等指定 |            |
| 栃木   | 利根川 | 渡良瀬川 | 渡良瀬貯水池 | 掘込式貯水池 | 8.5   | 26,400     | 1973 | 2002 | 特定 |           | [ 77 ]     |
| 群馬   | 利根川 | 赤谷川   | 相俣ダム     | 重力         | 67.0  | 25,000     | 1952 | 1959 |      |           | ダム湖百選 |
| 群馬   | 利根川 | 湯川     | 品木ダム     | 重力         | 43.5  | 1,668      | 1961 | 1965 |      |           |            |
| 群馬   | 利根川 | 片品川   | 薗原ダム     | 重力         | 76.5  | 20,310     | 1958 | 1965 |      |           |            |
| 群馬   | 利根川 | 利根川   | 藤原ダム     | 重力         | 95.0  | 52,490     | 1951 | 1958 |      |           | 再生事業中 |
| 群馬   | 利根川 | 吾妻川   | 八ッ場ダム   | 重力         | 116.0 | 107,500    | 1967 | 2020 | 特定 | 9条等指定 |            |
| 埼玉   | 荒川   | 荒川     | 荒川調節池   | 掘込式貯水池 | -     | 11,100     | 1977 | 1996 | 特定 |           |            |
| 埼玉   | 荒川   | 荒川     | 二瀬ダム     | 重力アーチ   | 95.0  | 26,900     | 1952 | 1961 | 特定 |           |            |
| 千葉   | 利根川 | 江戸川   | 行徳可動堰   | 堰           | -     | -          | 1950 | 1957 |      |           | [ 91 ]     |
| 神奈川 | 相模川 | 中津川   | 宮ヶ瀬ダム   | 重力         | 156.0 | 193,000    | 1971 | 2000 | 特定 | 9条等指定 | ダム湖百選 |
| 神奈川 | 相模川 | 中津川   | 宮ヶ瀬副ダム | 重力         | 34.5  | 557        | 1971 | 2000 | 特定 |           |            |

#### 関東地方整備局の中止事業

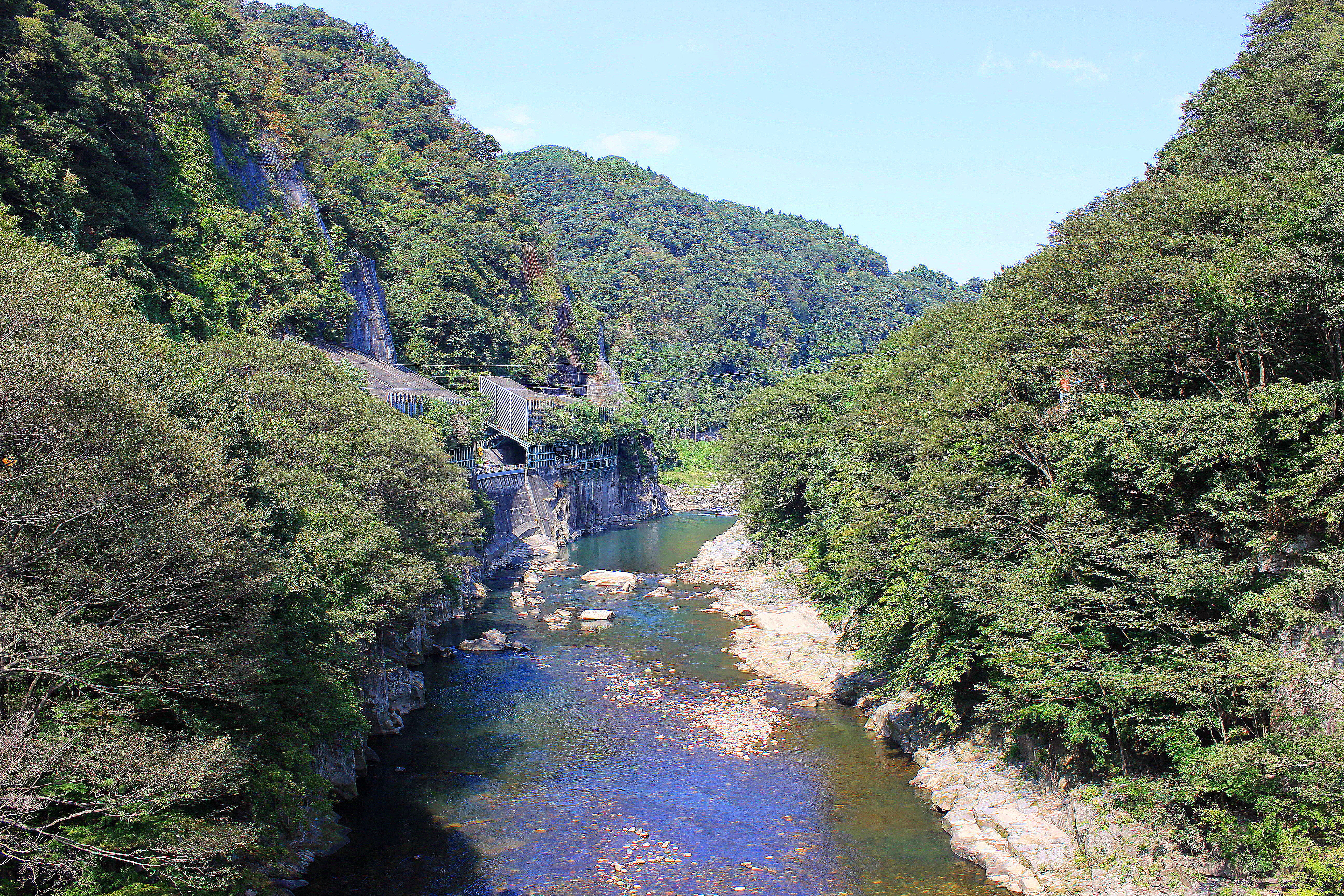
沼田ダム建設予定地跡（利根川。群馬県渋川市）。日本最大の人造湖を擁するダム計画だったが1972年（昭和47年）中止。

関東地方整備局管内で中止されたダム事業は、旧建設省時代を含めると17事業18ダムに上るが、そのほとんどは利根川・荒川水系で計画されたものである。
中止ダムのうち利根川本流の沼田ダム計画は利根川の治水、赤城山・榛名山麓の大規模農地灌漑、東京都への水道供給そして出力130万キロワットの水力発電を目的とし、ダムにより誕生する人造湖は総貯水容量が9億立方メートルと仮に完成していれば日本最大の多目的ダムとなっていた。しかしダムにより群馬県沼田市において2,200世帯が水没し移転を余儀なくされ、多大な犠牲を蒙る沼田市は市議会で建設反対決議を全会一致で可決。さらに神田坤六群馬県知事以下群馬県当局・群馬県議会も建設反対を表明し群馬県が官民一体で反対運動を繰り広げ、最終的に第1次田中角栄内閣の建設大臣であった木村武雄が1972年（昭和47年）に計画中止を表明するまで地元に大きな混乱をもたらした。広地（白砂川）、鳴瀬（温川）、高沼（四万川）、本庄（烏川）、山口（鏑川）、跡倉（南牧川）の6ダムは利根川改訂改修計画や利根特定地域総合開発計画において利根川治水計画の一環で検討されたものの立ち消えとなっており、このうち四万川にのみ四万川ダムが群馬県営の補助多目的ダム事業として完成している。また利根川改訂改修計画で計画された坂原ダム（神流川）はその後神ヶ原ダム計画を経て下久保ダムとして完成している。
一方1990年代以降の公共事業見直しで中止になった事業も多い。関東地方整備局管内では既存の遊水池や天然湖沼などを利用し、ダム化する事業が多く計画されたが渡良瀬貯水池と荒川調節池を除き中止された。茨城県取手市の利根川にある稲戸井調節池内に貯水池を設ける稲戸井調整池総合開発事業、渡良瀬第二遊水地内に貯水池を設ける渡良瀬第二貯水池事業、さいたま市の荒川第二調節池に貯水池を設ける荒川第二調節池総合開発事業、印旛沼を掘削して貯水容量を増大させる印旛沼総合開発事業がこれに当たる。また行徳可動堰と江戸川水閘門（旧江戸川）直上流に新しい堰と水門を建設し江戸川の治水と利水を強化する江戸川総合開発事業、相俣ダム上流に高さ160メートルと関東の直轄ダムでは最も高いダムを建設して利根川の治水と首都圏への利水強化を目的とした川古ダム計画も中止された。
ダム事業再検証で中止が決定された事業としては万座ダム（万座川）の新規建設と品木ダムの嵩上げ、中和処理施設改築を柱とする吾妻川上流総合開発事業と、新大洞ダム（大洞川）建設・二瀬ダム再開発または二瀬・滝沢・浦山3ダムの貯水容量再配分の何れか、もしくは複数を組み合わせて荒川の治水安全度向上を図ることを目的とした荒川上流ダム再編事業がある。
| 所在 | 水系   | 河川            | ダム                        | 型式         | 高さ    | 総貯水容量 | 分類 | 備考                             | 出典                            |
| ---- | ------ | --------------- | --------------------------- | ------------ | ------- | ---------- | ---- | -------------------------------- | ------------------------------- |
| 茨城 | 利根川 | 利根川          | 稲戸井調節池総合開発        | 掘込式貯水池 | 10.5    | 21,400     | 特定 | 稲戸井調節池自体は2009年供用開始 | [ 101 ] [ 102 ] [ 103 ] [ 104 ] |
| 栃木 | 那珂川 | 那珂川          | 烏山ダム                    | -            | 85.0    | 100,000    |      | ダムの諸元は最大推定値           | [ 105 ] [ 106 ] [ 107 ] [ 108 ] |
| 栃木 | 利根川 | 渡良瀬川        | 渡良瀬第二調節池 総合開発   | 掘込式貯水池 | 4.8     | 11,400     | 特定 |                                  | [ 109 ] [ 110 ]                 |
| 群馬 | 利根川 | 南牧川          | 跡倉ダム                    | -            | -       | -          |      |                                  | [ 94 ]                          |
| 群馬 | 利根川 | 赤谷川          | 川古ダム                    | 重力         | 160.0   | 75,000     | 特定 |                                  | [ 111 ] [ 112 ] [ 113 ] [ 114 ] |
| 群馬 | 利根川 | 湯川            | 品木ダム再開発              | 重力         | 59.5    | 3,893      | 治水 | 吾妻川上流総合開発               | [ 100 ]                         |
| 群馬 | 利根川 | 四万川          | 高沼ダム                    | 重力         | 75.0    | 28,700     |      |                                  | [ 115 ] [ 116 ]                 |
| 群馬 | 利根川 | 温川            | 鳴瀬ダム                    | -            | -       | -          |      |                                  | [ 94 ]                          |
| 群馬 | 利根川 | 利根川          | 沼田ダム                    | アーチ       | 125.0   | 900,000    |      | 詳細は当該項目を参照             | [ 117 ]                         |
| 群馬 | 利根川 | 白砂川          | 広地ダム                    | -            | -       | -          |      |                                  | [ 94 ]                          |
| 群馬 | 利根川 | 烏川            | 本庄ダム                    | -            | -       | -          |      |                                  | [ 94 ]                          |
| 群馬 | 利根川 | 万座川          | 万座ダム                    | 重力         | 90.0    | 8,900      | 特定 | 吾妻川上流総合開発               | [ 118 ] [ 119 ]                 |
| 群馬 | 利根川 | 鏑川            | 山口ダム                    | -            | -       | -          |      |                                  | [ 94 ]                          |
| 千葉 | 利根川 | 印旛沼          | 印旛沼総合開発              | 掘込式貯水池 | 6.8     | 50,890     | 特定 |                                  | [ 120 ] [ 121 ]                 |
| 千葉 | 利根川 | 江戸川 旧江戸川 | 江戸川総合開発              | 堰 水門      | 6.6 9.9 | 7,100      | 特定 |                                  | [ 101 ] [ 122 ] [ 123 ]         |
| 埼玉 | 荒川   | 荒川            | 荒川第二調節池 広域総合開発 | 掘込式貯水池 | 12.8    | 11,000     | 特定 | 荒川第二調節池自体は事業継続     | [ 124 ] [ 125 ] [ 126 ]         |
| 埼玉 | 荒川   | 大洞川          | 新大洞ダム                  | 重力         | 155.0   | 33,000     | 治水 |                                  | [ 127 ] [ 128 ]                 |

### 北陸地方整備局

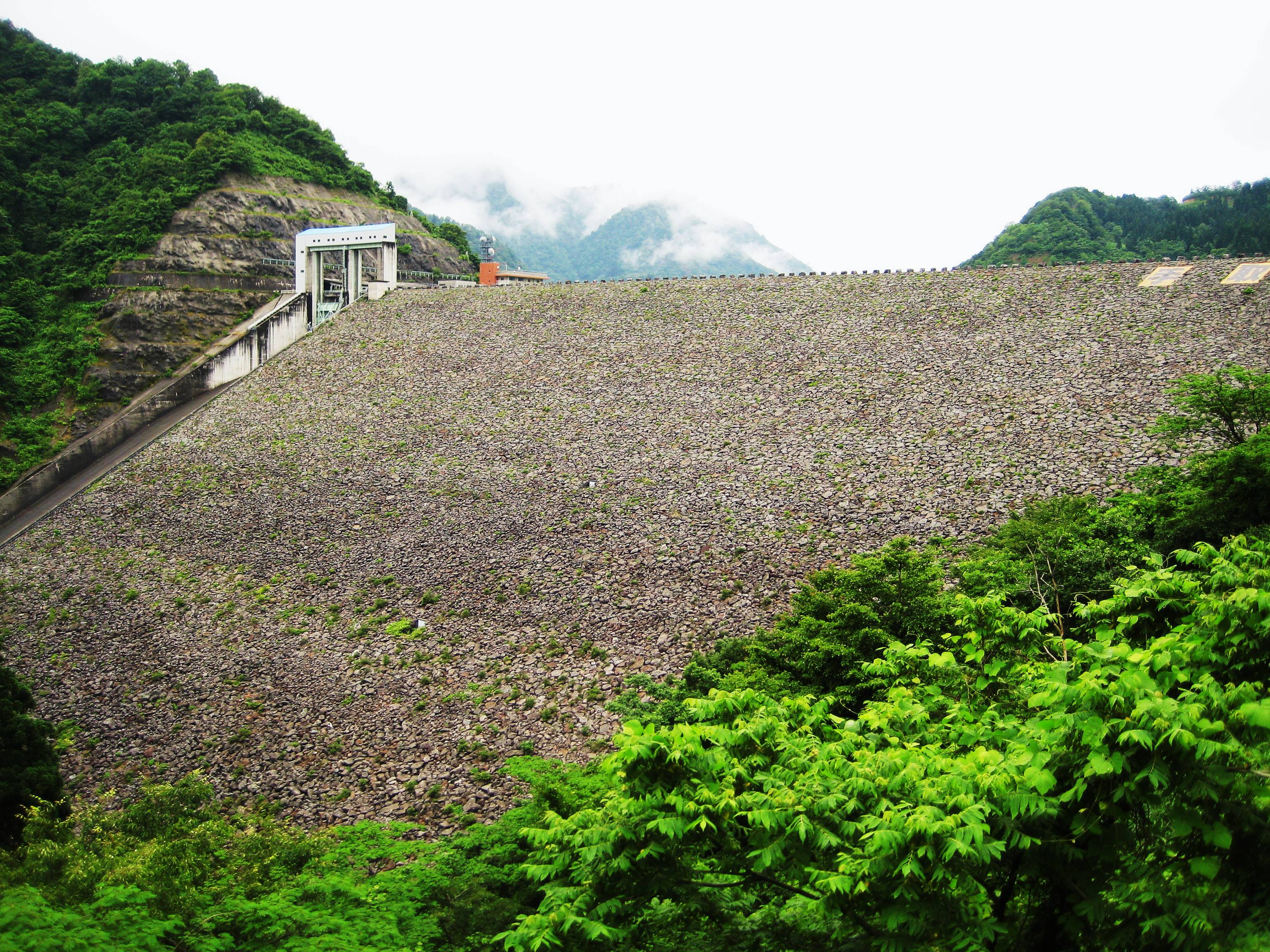
北陸地方整備局管内で最大の直轄ダム・手取川ダム（手取川）。電源開発と共同管理。

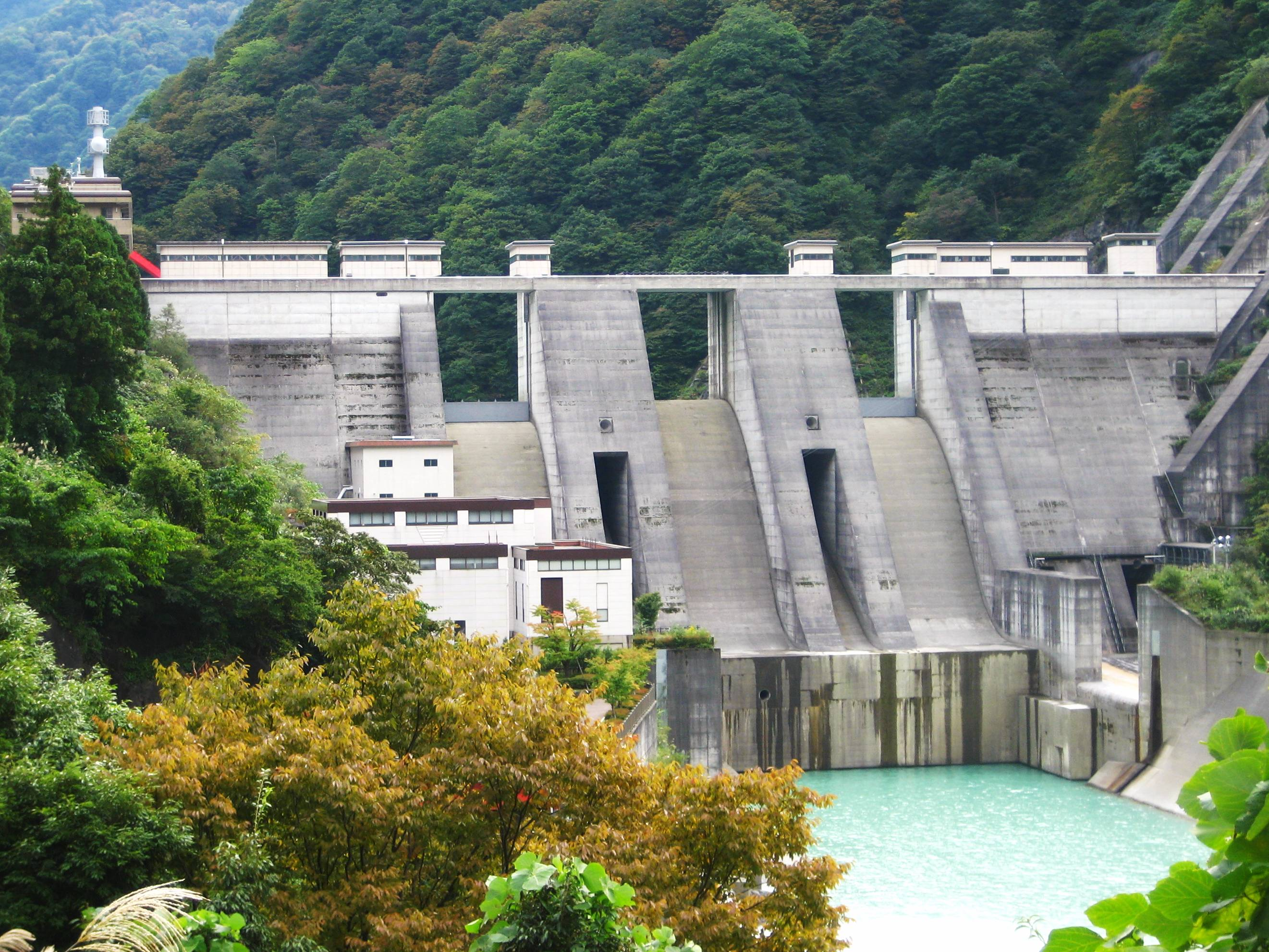
関西電力出し平ダムと連携排砂を行う宇奈月ダム（黒部川・富山県）。画面右側に排砂設備がある。

北陸地方整備局管内では、既設ダム・堰が11基、施工中ダム1基、再編事業中3基の計15基が存在する。日本最長の河川・信濃川を始め阿賀野川、荒川の各水系を一貫管理する関係上、本来は東北地方整備局管内である山形県の横川ダム（横川）、福島県の大川ダム（阿賀野川）や中部地方整備局管内である長野県の大町ダム（高瀬川）は北陸地方整備局管理の直轄ダムである。反面北陸地方でも福井県を流域に持つ九頭竜川水系と北川水系は、近畿地方整備局の管轄となっている。事業形態としては河川法第17条における兼用工作物規定に基づき、管内最大規模の直轄ダムである手取川ダム（手取川）は電源開発、北陸電力、石川県との共同事業で建設され（後述）現在は電源開発との共同管理である。また新潟県長岡市に建設された妙見堰（信濃川）は治水目的のほか国道17号バイパス（越の大橋）としての渋滞緩和、東日本旅客鉄道（JR東日本）の小千谷・新小千谷発電所の放流水均等化（逆調整）目的も有することから、旧建設省の河川管理部局と道路管理部局および東日本旅客鉄道の三者による共同事業として建設されている。
北陸地方を流域に持つ河川は融雪による豊富な水量、北アルプスや三国山脈といった急峻な山岳地帯を流れるため急流かつ高落差であるという水力発電の好条件を備える河川が多く、大正時代から水力発電事業が各河川で盛んに実施された。だが水力発電に適した河川は大雨が降れば容易に洪水を引き起こし、信濃川の戌の満水や横田切れなど流域に甚大な被害を与える水害を度々もたらしていた。こうした中で実施された国直轄の河川事業で早期に行われたものとして信濃川大河津分水路事業が挙げられる。享保年間より構想された分水計画は1896年（明治22年）7月22日の横田切れを機に急速に進められ、放水路である大河津分水路（新信濃川）と信濃川の流量を調節する大河津洗堰が1922年（大正11年）完成する。しかし1927年（昭和2年）の洪水で分水側の堰が破壊されたことから、1931年（昭和6年）大河津可動堰が完成し分水本来の目的が強化された。しかし完成から70年以上経過して老朽化が著しく、治水安全上施設を改良する必要性が生じた。このため2000年（平成12年）に大河津洗堰が改築され、続いて大河津可動堰の改築が2014年（平成26年）にそれぞれ実施された。何れも旧堰地点とは別に新堰を建設し、旧堰の機能を継承・向上させる目的である。
戦後、国土総合開発法に基づく特定地域総合開発計画のうち、北陸地方の河川に関連するものとしては只見川を中心とした阿賀野川、信濃川水系が対象の只見特定地域総合開発計画、神通川、常願寺川、庄川水系を対象とした飛越特定地域総合開発計画があるが、何れも主目的は電力会社が事業主体の水力発電であり治水は常願寺川の砂防事業程度であった。活発な水力発電開発により黒部ダム（黒部川）を筆頭に日本屈指の規模を持つダムが多く建設されたが、他地域で盛んに実施されていた河川総合開発事業に基づく治水が主目的の多目的ダム事業は一級河川では富山県が神通川水系の支流で実施した程度であった。しかし1967年（昭和42年）に新潟県下越地方・山形県置賜地方を襲った羽越豪雨は特に荒川流域に致命的な被害を与え、1969年（昭和44年）8月の前線による集中豪雨は信濃川・黒部川流域に大きな被害をもたらした。これら水害を機に新たな河川整備が計画され、荒川では二級河川だった河川等級を1968年（昭和43年）に一級河川に昇格させ大石（大石川）・横川ダムが、信濃川水系では関屋分水路・蒲原大堰（信濃川）などといった下流部治水事業に加え支流魚野川流域に三国川ダム（さぐりがわダム）（三国川）と犀川流域に大町ダムが建設され、水力発電専用ダムしか存在しなかった黒部川水系にも宇奈月ダム（黒部川）が建設された。一方石川県最大の河川・手取川では手取川ダムを巡り旧建設省の治水事業、電源開発・北陸電力の水力発電事業、石川県による水道事業が競合していたが一本化され、河川法第17条に基づき四事業者の共同事業による手取川総合開発事業として1979年（昭和54年）完成した。
施工中の事業としては新規ダムとして利賀ダム（利賀川）がある。利賀ダムは庄川水系における初の特定多目的ダムとして計画されている。国土交通省によるダム事業再検証の対象となっていたが事業は継続となった。またダム再開発事業としては長野県の高瀬川に建設された大町ダムと、東京電力が管理する新高瀬川発電所の上部・下部調整池である高瀬ダム・七倉ダムを含めた再開発事業である大町ダム等再編事業が着手されている。この事業は信濃川（千曲川）の治水安全度向上を目的に大町ダムの治水容量増加に加え、発電専用ダムであった高瀬・七倉両ダムに治水容量を新設して多目的ダムとするものであり、堆砂（たいしゃ）が深刻な高瀬ダムの貯水容量確保のため長大なベルトコンベアによる排砂事業も同時に実施する
一方、北陸地方整備局におけるダム事業の技術的特色として宇奈月ダムは関西電力の出し平ダムと連携してダム管理上の宿敵である堆砂を海に流す連携排砂事業を実施している。しかし宇奈月ダム完成前の1991年（平成3年）に出し平ダムが単独で実施した第1回排砂に対し、富山湾の漁業関係者の一部が排砂による漁業被害を理由に排砂の中止を求めて起こした黒部川ダム排砂被害訴訟が起こり、第一審の富山地方裁判所判決では排砂とワカメ被害の因果関係を認め被告の関西電力に賠償を支払う判決が下されたが原告・被告双方が控訴。最終的に「海中での被害立証は困難」とする名古屋高等裁判所金沢支部が和解を提案、2011年4月に両者の和解が成立した。本訴訟に宇奈月ダムは直接の関係は無いが、連携排砂と環境保護の両立は先の見えない状況が続いている。
なお、北陸地方の一級河川では関川、姫川、常願寺川、神通川、梯川の各水系で直轄ダムが建設されておらず、特に姫川水系には本支流の何れにもダムが建設されていない。常願寺川は砂防事業が治水事業の根幹であり、支流を含め治水目的のダムは建設されていない。神通川・梯川水系は富山・石川・岐阜県により治水目的を有する補助多目的ダム・補助治水ダムが建設されているが、関川水系の笹ヶ峰ダム（関川）は治水目的を持たない多目的ダムである。
| 所在 | 水系     | 河川         | ダム         | 型式         | 高さ  | 総貯水容量 | 着工 | 完成 | 分類 | 水特法    | 備考            |
| ---- | -------- | ------------ | ------------ | ------------ | ----- | ---------- | ---- | ---- | ---- | --------- | --------------- |
| 山形 | 荒川     | 横川         | 横川ダム     | 重力         | 72.5  | 24,600     | 1987 | 2007 | 特定 | 指定      |                 |
| 福島 | 阿賀野川 | 阿賀野川     | 大川ダム     | 重力         | 75.0  | 57,500     | 1971 | 1987 | 特定 | 指定      |                 |
| 新潟 | 荒川     | 大石川       | 大石ダム     | 重力         | 87.0  | 22,800     | 1970 | 1978 | 特定 |           |                 |
| 新潟 | 信濃川   | 信濃川       | 大河津洗堰   | 堰           | -     | -          | 1909 | 1922 |      |           | 2000年改築      |
| 新潟 | 信濃川   | 大河津分水路 | 大河津可動堰 | 堰           | -     | -          | 1927 | 1931 |      |           | 2014年改築      |
| 新潟 | 信濃川   | 信濃川       | 蒲原大堰     | 堰           | -     | -          | 1978 | 1984 |      |           | [ 145 ]         |
| 新潟 | 信濃川   | 三国川       | 三国川ダム   | ロックフィル | 119.5 | 27,500     | 1975 | 1993 | 特定 |           |                 |
| 新潟 | 信濃川   | 関屋分水路   | 新潟大堰     | 堰           | -     | -          | 1964 | 1972 |      |           | [ 146 ]         |
| 新潟 | 信濃川   | 信濃川       | 妙見堰       | 堰           | -     | -          | 1985 | 1990 | 兼用 |           | [ 147 ] [ 148 ] |
| 富山 | 黒部川   | 黒部川       | 宇奈月ダム   | 重力         | 97.0  | 24,700     | 1974 | 2000 | 特定 |           |                 |
| 富山 | 小矢部川 | 小矢部川     | 小矢部大堰   | 堰           | -     | -          | -    | 1982 |      |           | [ 149 ]         |
| 富山 | 庄川     | 利賀川       | 利賀ダム     | 重力         | 112.0 | 31,100     | 1989 | 2031 | 特定 |           | 事業中          |
| 石川 | 手取川   | 手取川       | 手取川ダム   | ロックフィル | 153.0 | 231,000    | 1970 | 1979 | 兼用 | 9条等指定 |                 |
| 長野 | 信濃川   | 高瀬川       | 大町ダム     | 重力         | 107.0 | 33,900     | 1972 | 1985 | 特定 |           | 再編事業中      |
| 長野 | 信濃川   | 高瀬川       | 高瀬ダム     | ロックフィル | 176.0 | 76,200     | 1970 | 1979 |      |           | 再編事業中      |
| 長野 | 信濃川   | 高瀬川       | 七倉ダム     | ロックフィル | 125.0 | 32,500     | 1970 | 1979 |      |           | 再編事業中      |

#### 北陸地方整備局の中止事業

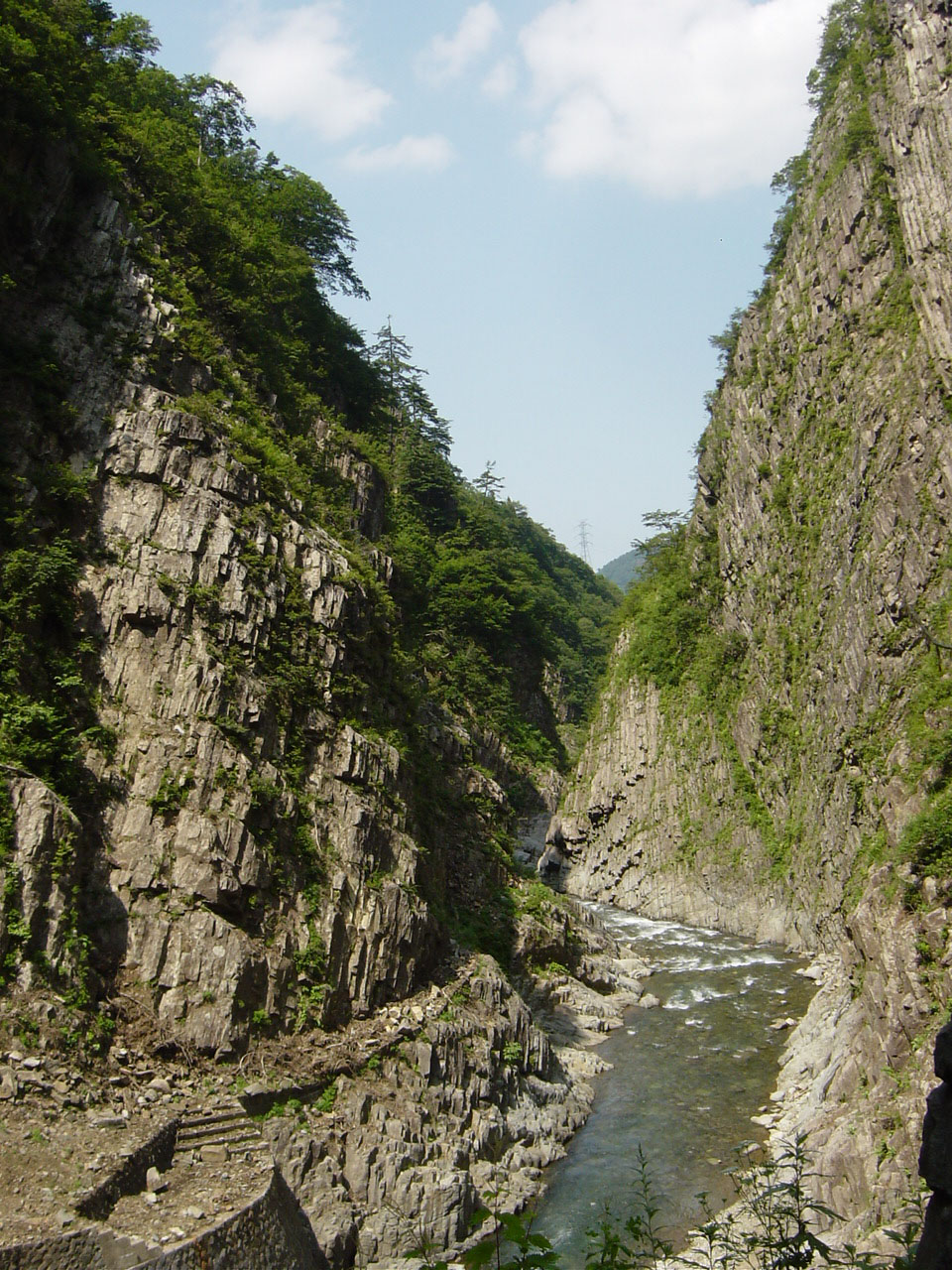
清津峡。清津川ダムが建設されていれば水没する運命であった。

北陸地方整備局管内で中止したダム事業は旧建設省時代を含めると5ダム事業があり、信濃川水系と阿賀野川水系で中止事業が存在する。
信濃川水系では1964年に構想が発表され1985年（昭和60年）に予備調査が開始された信濃川本流の千曲川上流ダム計画と、1974年（昭和49年）3月の信濃川水系工事実施基本計画で三国川、大町ダムと共に計画され1984年（昭和59年）に事業が着手された清津川ダム計画（清津川）がある。両ダムとも大規模な特定多目的ダムであり、仮に完成すれば千曲川上流ダムは長野県最大、清津川ダムは新潟県最大の多目的ダムとなる。しかし千曲川上流ダムでは南佐久郡南牧村主要部と川上村で250戸が水没し、さらにJR小海線や国道141号が水没するなど地域に大打撃を与えるとして両村が反対、参議院に請願書を提出するなど抵抗した。また清津川ダムも南魚沼郡湯沢町などで110戸が水没、さらに上信越高原国立公園・名勝・国の天然記念物に指定されている清津峡が水没することで強い反対が起こり、当時の中魚沼郡中里村（現在の十日町市）議会も反対に回るなど流域間で対立を招いた。最終的に千曲川上流ダム・清津川ダムは両方共2002年（平成14年）に事業中止が決定する。しかしダム建設に反対していた地元住民は中止後の生活再建に対し国のみならず、ダム事業に反対していた政党や市民団体、旧中里村が何ら手を差し伸べないことを批判している。治水目的のダムは千曲川上流・清津川に限らず信濃川水系では田中康夫長野県知事（当時）による「脱ダム宣言」以降多くのダムが中止された。しかし平成16年7月新潟・福島豪雨（2004年）や平成23年7月新潟・福島豪雨（2011年）、東日本台風（2019年）など信濃川水系は水害による被害を受け続けており、治水事業は途上である。また平成18年7月豪雨では大町ダムと犀川流域の発電用5ダム（奈川渡、水殿、稲核、高瀬、七倉）の連携洪水調節で、犀川の氾濫が抑制されている。
阿賀野川水系では只見川支流の伊南川に計画していた大桃ダムが中止されている。只見川流域唯一の治水目的を持つダムで、只見特定地域総合開発計画で計画された内川ダム計画中止後の伊南川流域における水力発電目的を有していたが、計画自体が立ち消えとなった。これにより奥只見ダム（只見川）を筆頭に多数のダムが建設されている只見川は、治水を目的とするダムが現在一つも存在しない。一方日橋川上流総合開発事業は、天然湖沼である猪苗代湖周辺地域の治水安全度向上を図るため、日橋川流出口にある十六橋水門を改築することで猪苗代湖に新規の治水容量を確保、同時に複数の事業者に分散している猪苗代湖の水利権を河川管理者である国が一括管理することを主目的とした事業であるが、公共事業見直しにより中止されている。なお、猪苗代湖自体は日橋川上流総合開発中止後2005年（平成17年）より福島県が河川管理者として湖を管理し、現状の十六橋水門を利用した多目的ダムとして運用している。
| 所在 | 水系     | 河川   | ダム               | 型式         | 高さ  | 総貯水容量 | 分類 | 備考 | 出典                    |
| ---- | -------- | ------ | ------------------ | ------------ | ----- | ---------- | ---- | ---- | ----------------------- |
| 福島 | 阿賀野川 | 伊南川 | 大桃ダム           | 重力         | 79.0  | 20,742     |      |      | [ 161 ]                 |
| 福島 | 阿賀野川 | 日橋川 | 日橋川上流総合開発 | 堰           | 5.7   | 3,860,000  | 特定 |      | [ 162 ] [ 163 ] [ 164 ] |
| 新潟 | 信濃川   | 清津川 | 清津川ダム         | 重力         | 150.0 | 170,000    | 特定 |      | [ 150 ]                 |
| 長野 | 信濃川   | 信濃川 | 千曲川上流ダム     | 重力         | 75.5  | 76,700     | 特定 |      | [ 165 ] [ 166 ] [ 167 ] |
| 長野 | 信濃川   | 穂高川 | 中房ダム           | ロックフィル | 130.0 | 19,000     | 特定 |      | [ 168 ]                 |

### 中部地方整備局

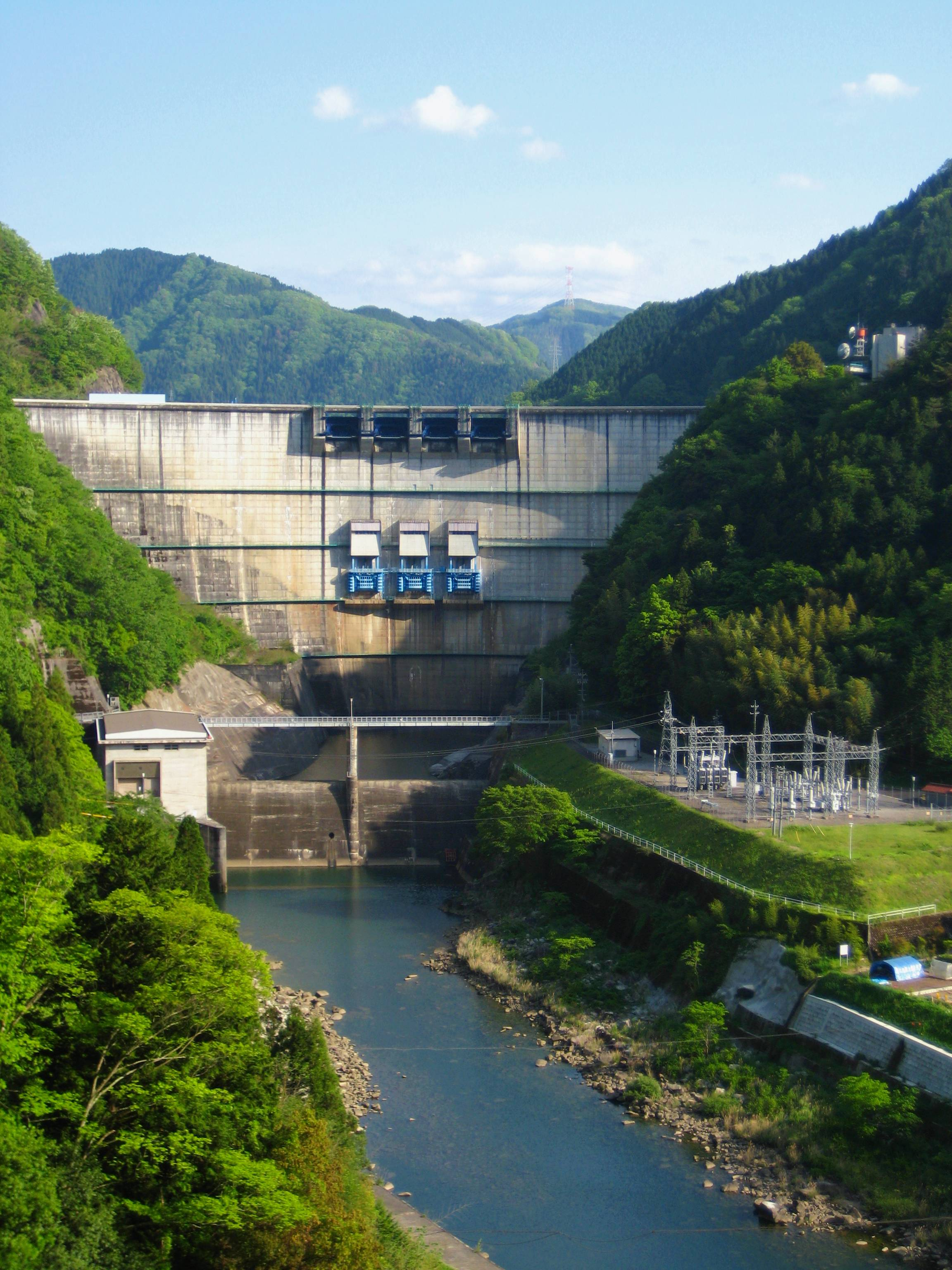
中部地方整備局管理の直轄ダムでは総貯水容量が最大の矢作ダム（矢作川・愛知県）

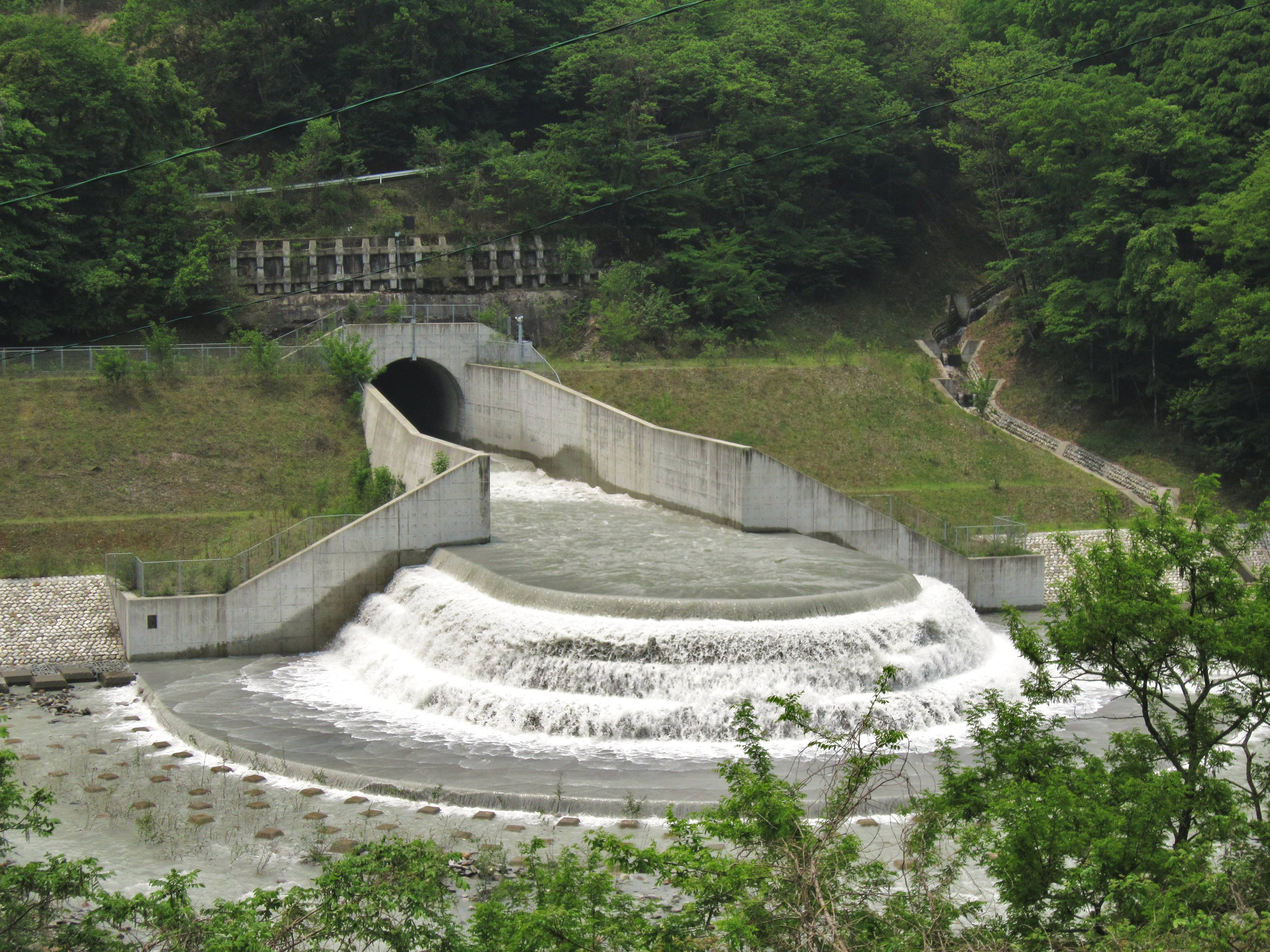
美和ダム（三峰川・長野県）の再開発事業で建設された堆砂防除用のバイパストンネル出口。

中部地方整備局管内では既設ダム・堰7基、工事中・再開発・再生事業中ダム6基の13基を直轄管理・施工している。ただし、河川法第17条の兼用工作物として新豊根ダム（大入川）は電源開発と、櫛田川可動堰（櫛田川）は三重県との共同事業として建設されている。また、中部地方を流れる河川のうち富士川水系は関東地方整備局、信濃川水系、神通川水系、庄川水系は北陸地方整備局が管理する河川である。
管内を流れる木曽川水系、大井川水系、天竜川水系、矢作川水系は北陸地方の河川と同様に水力発電に適した河川として、大正時代から福澤桃介や松永安左エ門などにより大井ダム（木曽川）などの水力発電用ダムが建設され、治水は木曽三川（木曽川・長良川・揖斐川）の分流工事など堤防整備を中心とした改修が行われていた。しかし戦後の水害頻発や食糧・電力不足を補う必要が生じたため多目的ダムによる河川開発が木曽川水系と天竜川水系で計画され、それぞれ木曽特定地域総合開発計画、天竜東三河特定地域総合開発計画として1951年閣議決定されて本流・支流に多数の多目的ダムが計画された。直轄ダムとしては木曽川水系において日本発送電が施工し関西電力に継承された丸山ダムが治水目的を加えた多目的ダムとして1955年（昭和30年）に完成。天竜川水系では特定多目的ダム法指定第一号の直轄ダムとして美和ダム（三峰川）が1957年（昭和32年）に完成した。その後1959年（昭和34年）9月の伊勢湾台風や1961年（昭和36年）の昭和36年梅雨前線豪雨（三六災害）による管内河川の洪水被害を受け木曽川、矢作川、天竜川の各水系で多目的ダムが計画され、横山ダム（揖斐川）、矢作ダム（矢作川）、小渋ダム（小渋川）が建設された。小渋ダムはその後貯水池への堆砂が深刻になったため、2018年にバイパストンネルを建設して排砂を促進している。
中部地方については名古屋市を中心とした中京圏の人口増加、古くから穀倉地帯である濃尾平野の農業生産力向上と知多半島、渥美半島、三方原台地、牧之原台地など慢性的な水不足地域への水供給、さらに中京工業地帯の拡充による利水需要の増大が戦前・戦後を通じ表面化。愛知用水（1961年）や豊川用水（1963年）などの完成により水需要は改善したものの東名高速道路や東海道新幹線の開通は人口の増加に拍車を掛け、水不足は容易に解決しなかった。このため1965年（昭和40年）に木曽川水系が水資源開発促進法の対象河川として水資源開発公団（現在の独立行政法人水資源機構）の開発河川に指定され、同法に基づく木曽川水系水資源開発基本計画により建設省が計画していた徳山ダム（揖斐川）、岩屋ダム（馬瀬川）、阿木川ダム（阿木川）は公団へ事業が移管された。
このほか中部電力による水力発電事業が先行していた大井川水系では島田市、掛川市など大井川流域市町村への治水・利水を目的に流域唯一の多目的ダムとして長島ダム（大井川）が2001年（平成13年）に完成。名古屋市を貫流する庄内川水系では下流域の都市化により堤防建設や川幅拡張が極めて困難な状況になったことからダムによる治水が計画され、支流の小里（おり）川に小里川ダムが2003年（平成15年）完成している。櫛田川では1969年（昭和44年）に三重県が従来建設していた農業用の固定堰を改築して治水目的を加えた櫛田川可動堰が完成、さらに1991年（平成3年）には水系唯一の多目的ダムである蓮（はちす）ダムが支流の蓮川に完成。三重県中南部のみならず離島である神島の水需要に貢献している。
管内における施工中のダムは6基あるが、このうちダム再開発事業が5ダム存在する。天竜川水系の美和ダムは流域が南アルプスに属しているが南アルプスは脆弱な地質が原因で絶えず崩壊しており、崩壊による大量の土砂がダム湖に流入して深刻な堆砂を招いていた。このため堆砂を防除してダム機能を維持するためのバイパストンネル建設を軸にした再開発事業が現在進められている。また天竜川最大にして日本屈指のダムである佐久間ダム（天竜川）は天竜川下流の治水強化とダム機能維持を目的として2004年（平成16年）より佐久間ダム再開発事業（天竜川ダム再編事業）が計画されており、完成すれば佐久間ダムは従来の水力発電目的単独から洪水調節目的が加わり多目的ダムとなる。一方木曽川本流の丸山ダム再開発は1983年（昭和58年）の台風10号で木曽川が美濃加茂市で氾濫し、丸山ダムの治水機能向上が不可避となったことから日本国内では最大級となる20.2メートルのダム嵩上げをして治水容量を旧ダムの約3倍に拡張する新丸山ダムがある。さらに矢作ダムの放流設備を新設して治水能力を向上させる矢作ダム再生事業も施工中である。また新規ダム事業としては慢性的な水不足が頻発する豊橋市など愛知県東部の水がめおよび治水ダムがない豊川水系の治水を目的にした設楽ダム（豊川）があり、新丸山と設楽の両ダムはダム事業再検証対象となったが事業継続が決まっている。
なお、管内の一級河川において狩野川、安倍川、菊川、鈴鹿川、雲出川、宮川の各水系には直轄ダムが建設されておらず、このうち狩野川と安倍川には本支流を含めダムが全く建設されていない。ただし狩野川については狩野川台風による甚大な被害を契機に狩野川放水路が建設されている。雲出川と宮川については三重県により君ヶ野ダム（雲出川水系八手俣川）、宮川ダム（宮川）といった補助多目的ダムが完成。鈴鹿川には支流に利水専用ダム（加佐登調整池）が建設されている。
| 所在 | 水系   | 河川   | ダム         | 型式     | 高さ  | 総貯水容量 | 着工 | 完成 | 分類 | 水特法 | 備考                |
| ---- | ------ | ------ | ------------ | -------- | ----- | ---------- | ---- | ---- | ---- | ------ | ------------------- |
| 長野 | 天竜川 | 小渋川 | 小渋ダム     | アーチ   | 105.0 | 58,000     | 1961 | 1969 | 特定 |        | 2018年再開発        |
| 長野 | 天竜川 | 三峰川 | 美和ダム     | 重力     | 69.1  | 34,300     | 1952 | 1959 | 特定 |        | 再開発中 ダム湖百選 |
| 岐阜 | 庄内川 | 小里川 | 小里川ダム   | 重力     | 114.0 | 15,100     | 1979 | 2003 | 特定 |        |                     |
| 岐阜 | 木曽川 | 木曽川 | 新丸山ダム   | 重力     | 118.4 | 131,350    | 1980 | 2029 | 特定 | 指定   | 丸山ダム再開発      |
| 岐阜 | 木曽川 | 木曽川 | 丸山ダム     | 重力     | 98.2  | 79,520     | 1950 | 1955 | 特定 |        | 再開発中            |
| 岐阜 | 木曽川 | 揖斐川 | 横山ダム     | 中空重力 | 80.8  | 40,000     | 1957 | 1964 | 特定 |        | 2010年再開発        |
| 静岡 | 天竜川 | 天竜川 | 佐久間ダム   | 重力     | 155.5 | 343,000    | 2004 | 未定 |      |        | 再開発中 ダム湖百選 |
| 静岡 | 大井川 | 大井川 | 長島ダム     | 重力     | 109.0 | 78,000     | 1972 | 2001 | 特定 | 指定   |                     |
| 愛知 | 豊川   | 豊川   | 設楽ダム     | 重力     | 129.0 | 98,000     | 1978 | 2034 | 特定 |        |                     |
| 愛知 | 天竜川 | 大入川 | 新豊根ダム   | アーチ   | 116.5 | 53,500     | 1969 | 1972 | 兼用 |        |                     |
| 愛知 | 矢作川 | 矢作川 | 矢作ダム     | アーチ   | 100.0 | 80,000     | 1962 | 1970 | 特定 |        | 再生事業中          |
| 三重 | 櫛田川 | 櫛田川 | 櫛田川可動堰 | 堰       | -     | -          | -    | 1969 | 兼用 |        | [ 170 ] [ 177 ]     |
| 三重 | 櫛田川 | 蓮川   | 蓮ダム       | 重力     | 78.0  | 32,600     | 1971 | 1991 | 特定 | 指定   |                     |

#### 中部地方整備局の中止事業

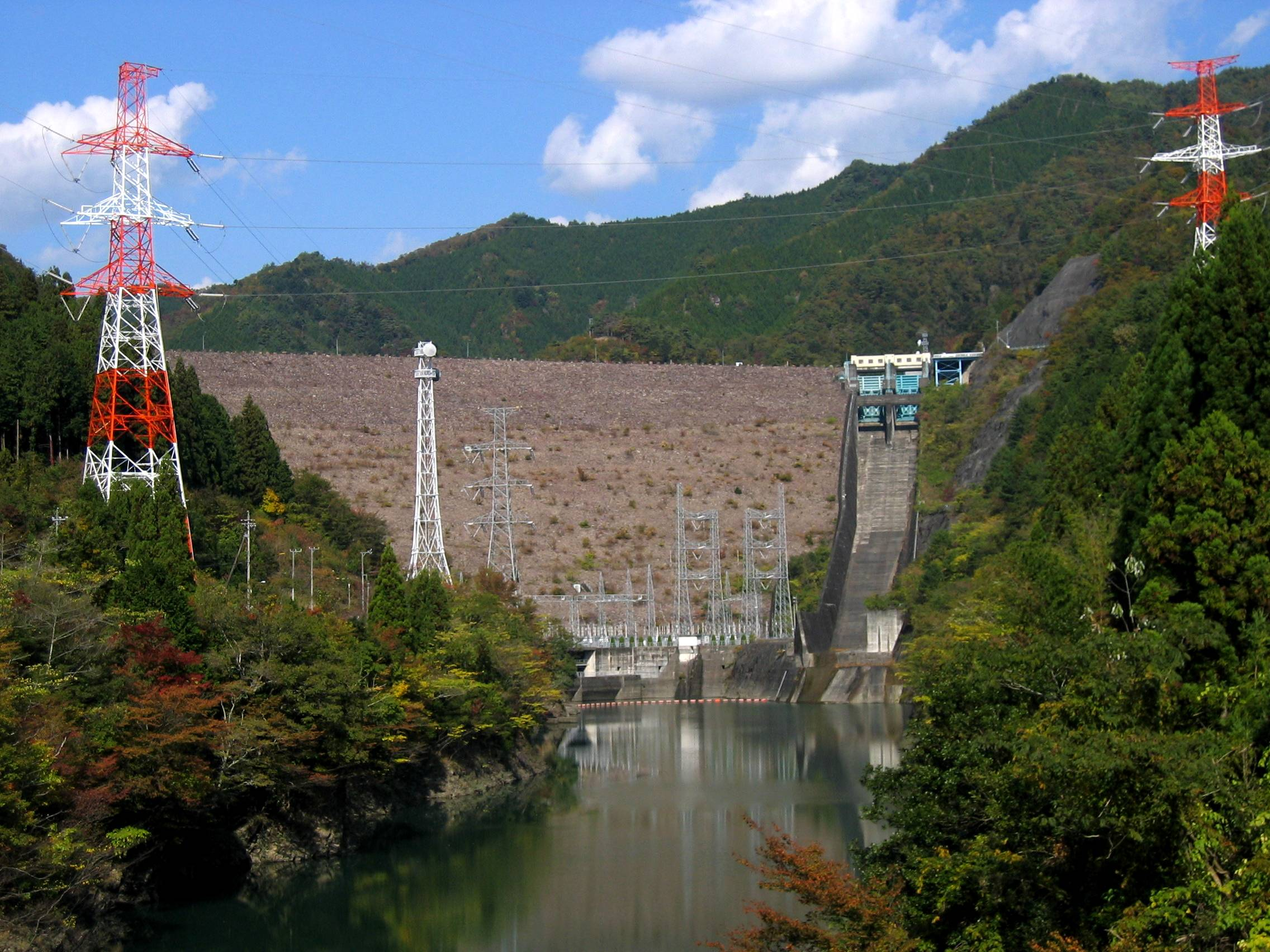
岩屋ダム（馬瀬川・水資源機構。岐阜県）
1952年の計画は立ち消えとなり、中部電力による構想を経て1969年に計画が復活し1976年に完成する。

中部地方整備局管内における中止したダム事業は旧内務省・旧建設省時代を含め22事業あるが、その大半は木曽川水系におけるものである。
木曽川水系では木曽特定地域総合開発計画において木曽川本流の丸山ダムを始めとした多目的ダムが計画されたが、戦前内務省土木局は木曽川・揖斐川のほか流域面積では水系最大の支流である飛騨川流域において河川総合開発を計画していた。当時飛騨川は中部電力による飛騨川流域一貫開発計画に基づく水力発電事業が積極的に実施されていたが、内務省および同省の建設土木行政を承継した建設省が多数のダム計画を定めていた。飛騨川本流の久田見ダムをはじめ支流の馬瀬川や小坂川に大規模な多目的ダムを建設するほか、日本発送電が計画していた朝日ダム（飛騨川）を丸山ダムと同様に多目的ダム化する計画も存在していた。また揖斐川支流の根尾川・牧田川にもダムを建設するほか、長良川支流の板取川にも大規模ダムを建設。さらに木曽川本流中流部の愛知県犬山市に犬山ダムを建設するのが当初の計画だった。
しかし計画は変更されて揖斐川・長良川流域のダム計画は横山ダムを除き中止され、飛騨川のダム計画も久田見、岩屋、岩瀬3ダムに縮小された。代わりに信濃川水系との導水計画が加わって木曽川最上流部に薮原ダムが計画され、信濃川水系奈良井川との間にトンネルを建設して導水する予定であった。だがこれらの計画も変更されほとんどのダム計画が立ち消えとなり、最終的に完成したのは丸山、横山および二子持ダム計画から治水目的を除き愛知用水の水源とした牧尾ダムの3ダムである。
高度経済成長期に入ると木曽川水系においても上水道・工業用水道需要が高まり、水資源開発のため水資源開発公団により岩屋ダム計画などが進められたが、建設省も新たな多目的ダム計画を検討した。1970年時点で建設省が予備調査もしくは建設構想を進めていたダムとして木曽川本流筋では新丸山ダムと関西電力笠置ダムをかさ上げして再開発する新笠置ダム、揖斐川筋では本流の徳山ダムと根尾川の黒津ダム、長良川筋では板取川の板取川ダム、飛騨川筋では白川の白川ダムそして付知川の付知ダムがある。何れも総貯水容量が1億立方メートルを超える巨大ダムであった。だがこれらのダム計画で建設にまで漕ぎ着けたのは新丸山と徳山の2ダムのみであり、板取川ダムは水没予定地である板取村の強固な反対運動により1982年に白紙撤回され、残りは本格的な実施計画調査まで行かず計画が消滅した。これとは別に王滝川上流にも高さ170メートル、総貯水容量1億立方メートルと牧尾ダムを大幅に凌駕する大鹿ダム計画が進められていたが、予備調査の段階で中止されている。
木曽川水系以外の河川では豊川、矢作川、天竜川、櫛田川の各水系でダム事業の中止がある。まず豊川水系では本流に1960年代に計画され1972年（昭和47年）より予備調査に着手した寒狭川（かんざがわ）ダムが中止されている。愛知県南設楽郡鳳来町（新城市）布里地先に計画されていたこのダムは豊川総合用水事業の中核施設として計画され、総貯水容量3億立方メートルと中部地方建設局（当時）管内における直轄ダムでは最大規模の特定多目的ダム計画であった。しかし鳳来町全世帯の10パーセント（400戸）がダム建設により水没移転することから鳳来町住民は猛烈にダム計画に反対し、様々な生活再建案も容認されぬまま予備調査が進捗せず、計画は中止された。
矢作川水系では2ダムが中止されている。矢作川本流に1971年（昭和46年）より計画された矢作川河口堰は矢作川河口より1.7キロメートル上流に計画され、矢作川河口部の治水と衣浦臨海工業地域への工業用水道供給を目的としていたが、水道事業者である愛知県が水利権を返上して事業から撤退し事業継続の必要性が低下、2000年（平成12年）に事業が中止された。また支流上村川に計画されていた上矢作ダムは東海豪雨による矢作川・上村川流域の被害が甚大であったものの、費用対効果と迅速な治水事業の進捗という観点で矢作ダムの有効活用と河川改修を重点に置くという矢作川水系河川整備基本方針の策定を受け、2009年（平成21年）に事業は見送りとなり鳩山由紀夫内閣の前原誠司国土交通大臣によるダム事業見直しで中止が決定した。
天竜川水系では2ダムが中止されている。長野県下伊那郡南信濃村（飯田市）須沢地先に計画されていた遠山ダム（遠山川）は1970年（昭和45年）に開催された長野・愛知・静岡三県知事会議で長野県知事西沢権一郎によって建設が提唱され同年に建設省が予備調査に着手、1973年（昭和48年）天竜川水系工事実施基本計画の策定に伴い新豊根ダムと共に天竜川上流ダム群として位置付けられ1975年（昭和50年）の事業採択・着工を目指していた。だが利水者である静岡県が深刻な財政危機に陥ったために事業費の捻出が困難となり着工を断念、予備調査は継続し事業採択を目指していた。その後1995年頃までは構想が確認できるが着手には至らず計画は消滅している。1984年より着手された戸草ダム（三峰川）は2001年に長野県知事田中康夫が利水事業からの撤退を表明、2008年（平成20年）には国土交通省が事業中止を表明したものの伊那市など地元の反発により中止を撤回した経緯があるが、2012年（平成24年）7月に行われた事業再検証の結果戸草ダムは中止となった。
櫛田川水系では1960年代から70年代にかけて櫛田川本流に櫛田ダムを建設する構想があった。蓮ダムが建設された蓮川合流点より下流の三重県飯高郡飯高町（松阪市）に計画され、1965年（昭和40年）には地質調査が行われている。しかし予備調査段階で計画は消滅しており、諸元や具体的な建設地点は不明である。
| 所在 | 水系   | 河川       | ダム           | 型式         | 高さ  | 総貯水容量 | 分類 | 備考               | 出典    |
| ---- | ------ | ---------- | -------------- | ------------ | ----- | ---------- | ---- | ------------------ | ------- |
| 長野 | 木曽川 | 王滝川     | 大鹿ダム       | ロックフィル | 170.0 | 100,000    | 特定 |                    | [ 189 ] |
| 長野 | 天竜川 | 遠山川     | 遠山ダム       | ロックフィル | 151.0 | 70,000     | 特定 |                    | [ 194 ] |
| 長野 | 天竜川 | 三峰川     | 戸草ダム       | 重力         | 140.0 | 61,000     | 特定 |                    |         |
| 長野 | 木曽川 | 木曽川     | 薮原ダム       | 重力         | 50.0  | 9,000      |      | 味噌川ダムの原型   | [ 185 ] |
| 岐阜 | 木曽川 | 飛騨川     | 朝日ダム再開発 | 重力         | 92.0  | 34,400     |      | 内務省河水統制計画 | [ 184 ] |
| 岐阜 | 木曽川 | 板取川     | 板取川ダム     | 重力         | 125.0 | 180,000    | 特定 |                    | [ 186 ] |
| 岐阜 | 木曽川 | 牧田川     | 一之瀬ダム     | 重力         | 32.0  | 6,710      |      | 内務省河水統制計画 | [ 184 ] |
| 岐阜 | 木曽川 | 和良川     | 岩瀬ダム       | 重力         | 50.0  | 17,500     |      | 内務省河水統制計画 | [ 184 ] |
| 岐阜 | 木曽川 | 小坂川     | 落合ダム       | 重力         | 70.0  | 67,250     |      | 内務省河水統制計画 | [ 184 ] |
| 岐阜 | 矢作川 | 上村川     | 上矢作ダム     | ロックフィル | 150.0 | 54,000     | 特定 |                    | [ 202 ] |
| 岐阜 | 木曽川 | 飛騨川     | 久田見ダム     | 重力         | 60.0  | 76,000     |      | 内務省河水統制計画 | [ 184 ] |
| 岐阜 | 木曽川 | 根尾川     | 黒津ダム       | 重力         | 84.0  | 130,000    | 特定 |                    | [ 184 ] |
| 岐阜 | 木曽川 | 白川       | 白川ダム       | 重力         | 113.5 | 210,000    | 特定 |                    | [ 186 ] |
| 岐阜 | 木曽川 | 木曽川     | 新笠置ダム     | 重力         | 90.0  | 144,000    | 特定 |                    | [ 186 ] |
| 岐阜 | 木曽川 | 付知川     | 付知ダム       | 重力         | 102.5 | 100,000    | 特定 |                    | [ 186 ] |
| 岐阜 | 木曽川 | 根尾東谷川 | 根尾ダム       | 重力         | 45.0  | 16,000     |      | 内務省河水統制計画 | [ 184 ] |
| 岐阜 | 木曽川 | 揖斐川     | 東杉原ダム     | 重力         | 72.0  | 184,000    |      | 内務省河水統制計画 | [ 184 ] |
| 岐阜 | 木曽川 | 板取川     | 洞戸ダム       | 重力         | 60.0  | 155,500    |      | 内務省河水統制計画 | [ 184 ] |
| 愛知 | 木曽川 | 木曽川     | 犬山ダム       | 重力         | 35.0  | 35,150     |      | 内務省河水統制計画 | [ 184 ] |
| 愛知 | 豊川   | 豊川       | 寒狭川ダム     | 重力         | 120.0 | 300,000    | 特定 |                    | [ 190 ] |
| 愛知 | 矢作川 | 矢作川     | 矢作川河口堰   | 堰           | 6.2   | 20,000     | 特定 |                    | [ 192 ] |
| 三重 | 櫛田川 | 櫛田川     | 櫛田ダム       | -            | -     | -          | 特定 |                    | [ 200 ] |

### 近畿地方整備局

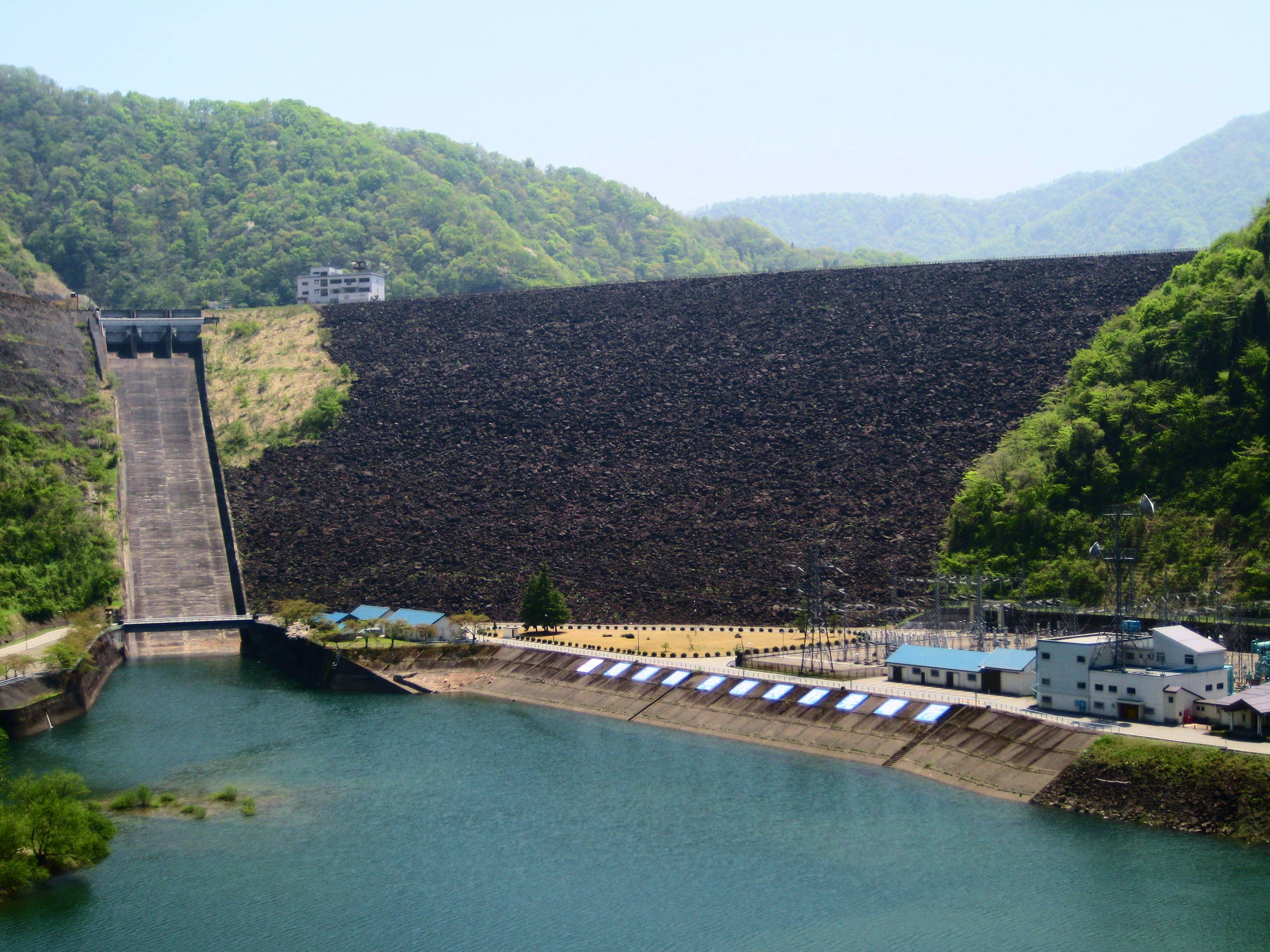
近畿地方整備局管内では最大規模の直轄ダム・九頭竜ダム（九頭竜川・福井県）。電源開発との共同事業。

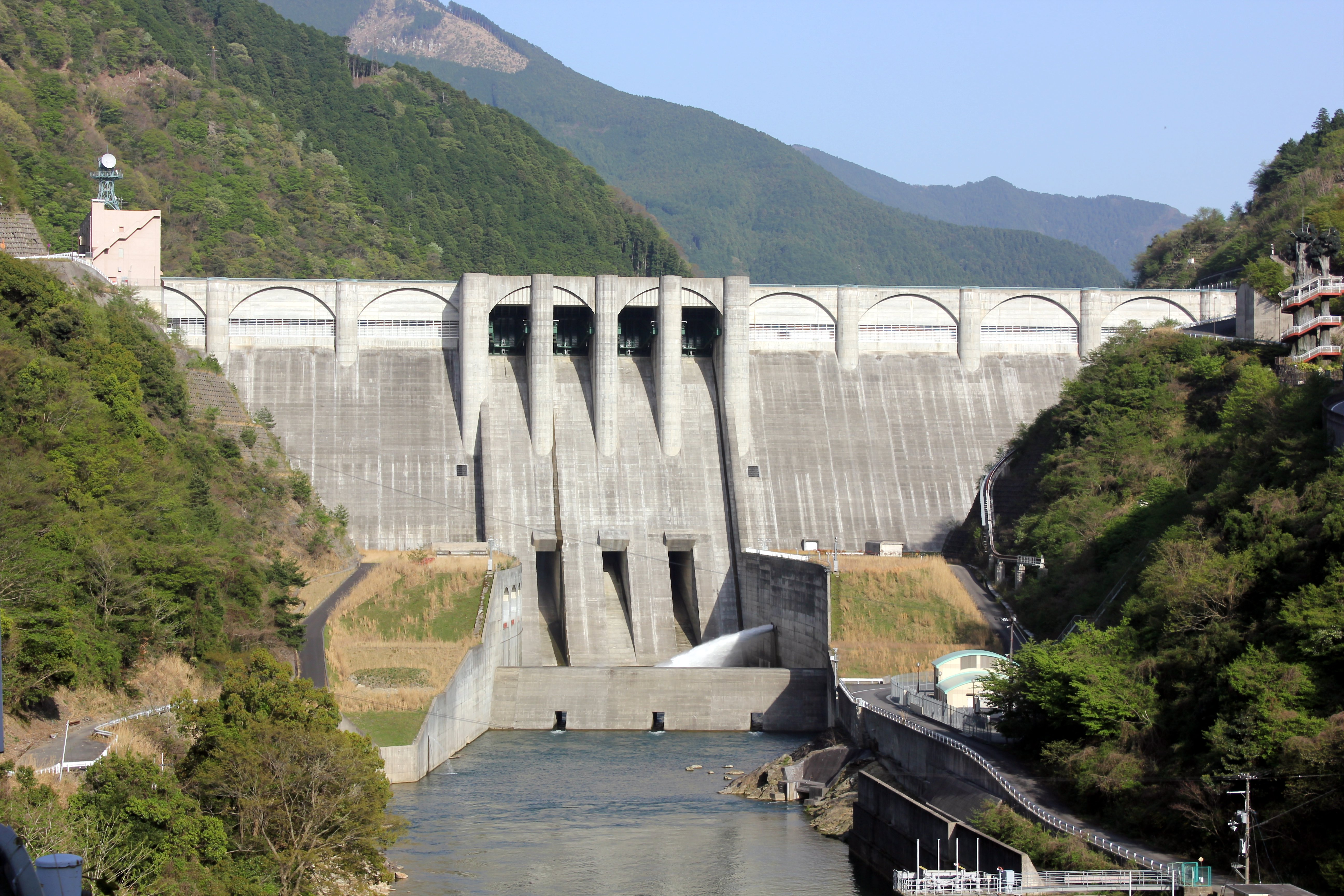
大滝ダム（紀の川・奈良県）
本格運用開始まで50年を費やした日本の長期化ダム事業の代表格。

近畿地方整備局管内では管理中ダム10基（取水ダム含む）、施工・ダム再開発事業・再生事業中3基の計13基を管理・施工している。ただし河川法第17条の兼用工作物として管内最大の直轄ダムである九頭竜ダム（九頭竜川）は電源開発と、淀川大堰（淀川）は水資源開発公団（現在の独立行政法人水資源機構）との共同事業として建設されている。
管内に大阪市、京都市、神戸市などの大都市と西日本最大の河川・淀川を擁する関係上、淀川水系の河川開発は最重要であった。古くは行基の頃より手掛けられた淀川の治水は1900年（明治33年）より実施された淀川改良工事で新淀川開削のほか琵琶湖の水位を調整する南郷洗堰（淀川）が建設され、さらに琵琶湖河水統制事業が1943年（昭和18年）より実施されて治水のほか水力発電、灌漑を目的に1952年（昭和27年）完成する。ところが1953年（昭和28年）台風13号が淀川、由良川に過去最悪となる水害を起こし、根本的な河川改修が求められた。この結果淀川水系改修基本計画が定められ淀川本流に天ヶ瀬ダムが建設されたほか瀬田川洗堰（淀川）の改築、木津川や桂川といった大支流に多目的ダムを建設する計画が立案された。その後淀川水系の河川開発は大阪市など関西圏の人口増加や阪神工業地帯の拡充による水道需要の急増に伴い、水資源開発に重点が移ったことから1962年（昭和37年）に水資源開発促進法に拠る淀川水系水資源開発基本計画が策定され、旧建設省が計画していた高山ダム（名張川）は水資源開発公団に事業を移管させた。以後、淀川水系の多目的ダム事業は水資源開発公団が主体で行い、青蓮寺（青蓮寺川）、室生（宇陀川）、一庫（一庫大路次川）、布目（布目川）、比奈知（名張川）、日吉（桂川）の各ダムが建設された。また1972年（昭和47年）琵琶湖総合開発特別措置法制定により建設省・水資源開発公団・滋賀県および琵琶湖沿岸市町村が一体的に参加した琵琶湖総合開発事業が実施され、琵琶湖の多目的ダム化が図られた。これに関連し1971年（昭和46年）の淀川水系工事実施基本計画に伴い、琵琶湖に関連する河川での多目的ダム事業が計画され、丹生ダム（高時川）や大戸川ダム（大戸川）が計画された。琵琶湖の湖水流出は瀬田川洗堰で調節されるが、国直轄管理下で操作するためいわゆる「琵琶湖の水止めたろか」と滋賀県が止めることはできない（当該項目参照）。
淀川と同時期に総合開発が実施された河川としては紀の川がある。紀の川の水を奈良盆地へ導水する吉野川分水計画は奈良県300年来の悲願であったが、水利権を巡る下流の和歌山県との対立は激化し単独での事業遂行は不可能だった。戦後1949年（昭和24年）に農林省（現在の農林水産省）主導による十津川・紀の川総合開発計画で新宮川（熊野川）の水を紀の川へ導水、さらに紀の川の水を奈良盆地に導水して奈良・和歌山両県の水需要を満たす計画が立案。同事業は1950年（昭和25年）の国土総合開発法に基づく吉野熊野特定地域総合開発計画に組み入れられ、新宮川・紀の川間導水の要である猿谷ダム（熊野川）を皮切りに農林省直轄ダムとして大迫（紀の川）、津風呂（津風呂川）、山田（野田原川）の各ダムが完成し奈良県の悲願である吉野川分水が達成された。ところが1959年（昭和34年）の伊勢湾台風で紀の川流域は水害による大きな被害を受け、治水目的の多目的ダム建設が急務となり紀の川本流に大滝ダムが計画されることになる。
このほか九頭竜川水系は九頭竜ダムを核にした電源開発と北陸電力による奥越電源開発計画が競合していたが、伊勢湾台風や第二室戸台風による九頭竜川の洪水を機に建設省が九頭竜ダム計画に参入。電源開発との共同事業で1968年（昭和43年）に完成させるが、1965年（昭和40年）9月の奥越豪雨は笹生川ダム（真名川）の治水機能を喪失させ、当時の大野郡西谷村（現在の大野市）に壊滅的被害を与えた。このため支流真名川の総合開発も計画され1977年（昭和52年）真名川ダムが完成する。その後九頭竜川中流部の治水・利水を目的に九頭竜川鳴鹿大堰（九頭竜川）が完成し、福井市などへの利水も強化された。こうした中発生した2004年（平成16年）の平成16年7月福井豪雨において、真名川流域では真名川ダムの洪水調節で下流域への洪水被害をほぼ皆無に抑えた反面、強固な反対運動で足羽川ダム事業が凍結していた足羽川流域では福井市内で堤防が決壊するなど死者を出す大きな被害を生じ、同じ降水量にもかかわらず対照的な結果をもたらした。福井豪雨以後ダム建設再開要望が福井市など流域市町村より高まり、穴あきダムとして足羽川支流の部子川に建設する新ダム計画となった。前原誠司国土交通大臣（当時）はダム事業再検証対象としたが、2012年（平成24年）にダムは事業継続となる。加古川水系は農林水産省による広域農業水利事業により鴨川ダム（鴨川）、呑吐（どんど）ダム（志染川）など農林水産省直轄ダムが支流に建設されていたが、治水・利水を目的として水系初の直轄ダムである加古川大堰（加古川）が1988年（昭和63年）に完成した。
管内におけるダム事業と移転住民の摩擦では大滝ダムが特に知られる。1962年（昭和37年）より計画に着手したが吉野郡川上村で399戸487世帯が移転対象となり激しい反対運動が繰り広げられ、さらに試験的に貯水を行う試験湛水中に川上村白屋地区で地すべりが発生。対策工事などで運用を開始するまで51年を費やし、日本の長期化ダム事業の代表格となった。また建設省が施工し京都府に管理が移管された大野ダム（由良川）は蜷川虎三京都府知事（当時）の奔走により補償交渉が妥結するという状況であった。一方で水没戸数が大野郡和泉村（現在の大野市）で529戸と大滝ダムを上回る規模の九頭竜ダムでは、施工を担当した電源開発が「補償交渉終了まで工事は実施しない」という方針を打ち出し、大滝ダムとは対照的にわずか2年で補償交渉を妥結に導いた。この原則は「九頭竜補償方式」と名づけられ以後電源開発によるダム事業の大原則となる。そして2005年（平成17年）に国土交通省の諮問機関である淀川水系流域委員会が答申した計画5ダム（丹生、大戸川、余野川、川上、天ヶ瀬ダム再開発）の事業中止答申は流域自治体に大きな影響を与え、国土交通省は一旦5事業を中止する意向を示したものの流域自治体が反発。その後嘉田由紀子滋賀県知事によるダム事業見直し政策などで状況は二転三転し淀川水系の河川開発は混乱を来たした。結果5ダムのうち余野川と丹生が中止（後述）、大戸川・川上・天ヶ瀬ダム再開発事業は事業が継続している。また関西国際空港関連事業として大阪府が水利権を有していた紀の川大堰（紀の川）では、当時の橋下徹大阪府知事が2009年（平成21年）に水利権を返上している。
施工中のダムとしては足羽川ダム、大戸川ダムのほか九頭竜ダムなどの貯水容量再配分などによる治水安全度向上を軸とした九頭竜川上流ダム再編事業が施工中である。なお、管内における一級河川のうち北川、円山川、揖保川、大和川水系には直轄ダムが建設されていない。大和川を除く3水系は本流にダムが建設されていないが、支流に補助多目的ダムが福井県や兵庫県、奈良県により建設、施工されている。また淀川水系の主要な支流のうち、木津川本流にはダムが建設されていない。ダム管理上の新たな問題点として天ヶ瀬ダムでは自殺者が急増したことにより一時緊急的にダムの立入を禁止し、現在はダムの夜間訪問が禁止されている。自殺防止対策として飛び降り防止柵や青色照明灯を導入するなどの対策により、2011年（平成23年）度における自殺者はゼロとなっている。
| 所在   | 水系     | 河川     | ダム             | 型式         | 高さ  | 総貯水容量 | 着工 | 完成 | 分類 | 水特法    | 備考                        |
| ------ | -------- | -------- | ---------------- | ------------ | ----- | ---------- | ---- | ---- | ---- | --------- | --------------------------- |
| 福井   | 九頭竜川 | 部子川   | 足羽川ダム       | 重力         | 96.0  | 28,700     | 1983 | 2026 | 治水 | 指定      |                             |
| 福井   | 九頭竜川 | 九頭竜川 | 九頭竜ダム       | ロックフィル | 128.0 | 353,000    | 1962 | 1968 | 兼用 |           | 再生事業中                  |
| 福井   | 九頭竜川 | 九頭竜川 | 九頭竜川鳴鹿大堰 | 堰           | 5.7   | 667        | 1989 | 2003 | 特定 |           |                             |
| 福井   | 九頭竜川 | 真名川   | 真名川ダム       | アーチ       | 127.5 | 115,000    | 1965 | 1977 | 特定 |           |                             |
| 滋賀   | 淀川     | 淀川     | 瀬田川洗堰       | 堰           | -     | 27,500,000 | 1900 | 1905 |      |           | 1961年改築 貯水容量は琵琶湖 |
| 滋賀   | 淀川     | 大戸川   | 大戸川ダム       | 重力         | 67.5  | 21,900     | 1978 | 未定 | 治水 | 指定      |                             |
| 京都   | 淀川     | 淀川     | 天ヶ瀬ダム       | アーチ       | 73.0  | 26,280     | 1955 | 1964 | 特定 |           | 2023年再開発                |
| 大阪   | 淀川     | 淀川     | 淀川大堰         | 堰           | -     | -          | 1971 | 1984 | 兼用 |           | [ 204 ]                     |
| 兵庫   | 加古川   | 加古川   | 加古川大堰       | 堰           | 6.0   | 1,960      | 1979 | 1988 | 特定 |           |                             |
| 奈良   | 新宮川   | 池津川   | 池津川取水ダム   | 重力         | 16.8  | -          | -    | 1956 |      |           |                             |
| 奈良   | 紀の川   | 紀の川   | 大滝ダム         | 重力         | 100.0 | 84,000     | 1962 | 2013 | 特定 | 9条等指定 |                             |
| 奈良   | 新宮川   | 熊野川   | 猿谷ダム         | 重力         | 74.0  | 23,300     | 1950 | 1957 |      |           |                             |
| 和歌山 | 紀の川   | 紀の川   | 紀の川大堰       | 堰           | 7.1   | 2,900      | 1978 | 2009 | 特定 |           |                             |

#### 近畿地方整備局の中止事業

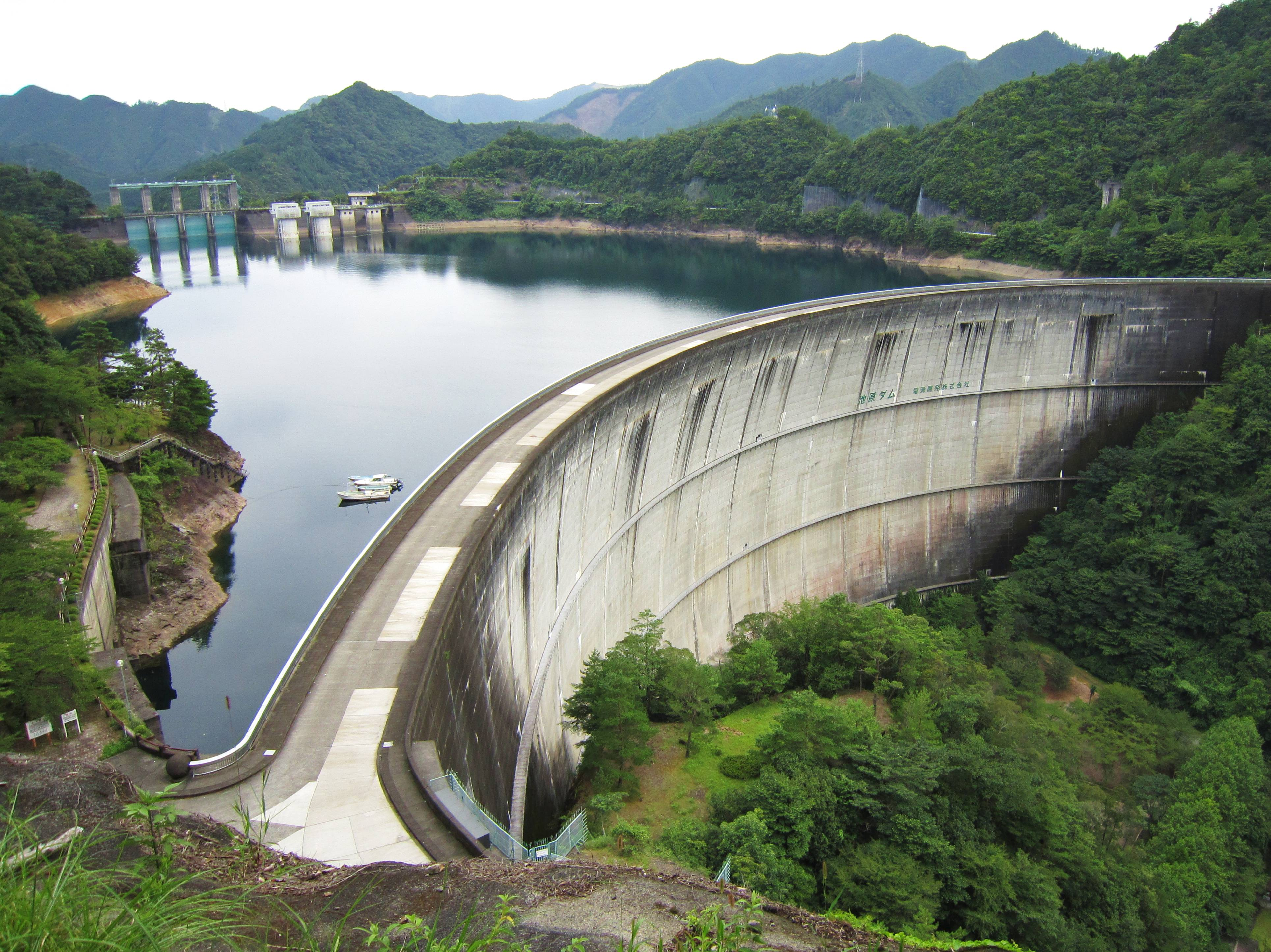
近畿地方最大級のダム・池原ダム（北山川・電源開発）。
建設省による熊野川総合開発計画で計画された前鬼口ダムが前身である。

近畿地方整備局管内における中止したダム事業は、旧内務省・旧建設省時代を含め20事業に上る。
日本における最初期の直轄ダム事業として計画された猪名川ダム（猪名川）は太平洋戦争の激化により事業が中断され、戦後も再開されることはなかった。猪名川流域における多目的ダム事業は1968年（昭和43年）の一庫ダム着工まで行われなかったが、猪名川支流の余野川に余野川ダムが1980年より計画された。これは猪名川流域の洪水調節と上水道供給に加え、深刻な水質汚濁が慢性的に続く猪名川の水質改善を目的にダムより河川維持放流を行い、下流に設けられる河川浄化施設と連携することで猪名川の水質を改善させる計画であった。しかし2005年の淀川水系流域委員会答申で余野川ダムの中止が勧奨され、2008年には中止方針が決定された。
一方、吉野熊野特定地域総合開発計画の中で旧建設省は、新宮川水系において十津川・紀の川総合開発計画とは別個に熊野川総合開発計画を立案。本流筋に3箇所、支流北山川筋に4箇所の多目的ダムを建設し、治水、灌漑および水力発電を行う計画を検討した。ところが詳細な計画立案を行ったところ事業費約450億円（当時の額）に対し完成後の効果がわずかであり、費用対効果に著しく欠けることが判明。1953年9月に建設省は調査事務所を閉鎖して熊野川総合開発計画とそれに基づくダム計画は全て白紙となった。しかし水力発電単独目的であれば採算性が取れることから電源開発が同計画を発電単独目的に修正した熊野川開発全体計画として1954年7月より事業に着手した。現在新宮川水系にある風屋ダム（熊野川）、二津野ダム（熊野川）、池原ダム（北山川）、七色ダム（北山川）、小森ダム（北山川）、坂本ダム（東ノ川）は何れも熊野川総合開発計画に基づき計画されたダム群の後身である。
紀の川水系では和歌山県橋本市と伊都郡九度山町を流れる支流の紀伊丹生川に建設が計画されていた紀伊丹生川ダムが中止されている。治水および大阪府、和歌山市などへの利水を目的に高さ145メートルの巨大ダムが1989年（平成元年）より計画されたが景勝地の玉川峡が水没することで反対運動が強く、その後水道事業者の大阪府、和歌山市などがダム事業から撤退し費用対効果で事業の継続が困難になったことから2002年（平成14年）に中止されている。
| 所在   | 水系     | 河川       | ダム           | 型式         | 高さ  | 総貯水容量 | 分類 | 備考                       | 出典            |
| ------ | -------- | ---------- | -------------- | ------------ | ----- | ---------- | ---- | -------------------------- | --------------- |
| 福井   | 九頭竜川 | 足羽川     | 旧足羽川ダム   | 重力         | 77.0  | 60,000     | 特定 | 治水ダムへ変更             | [ 236 ]         |
| 福井   | 九頭竜川 | 打波川     | 打波川ダム     | 重力         | 120.0 | 56,000     | 特定 |                            | [ 237 ]         |
| 三重   | 新宮川   | 熊野川     | 小鹿ダム       | 重力         | 165.0 | 1,588,000  |      | 容量は有効貯水容量         | [ 238 ]         |
| 三重   | 新宮川   | 熊野川     | 新宮川河口堰   | 堰           | 5.0   | -          | 特定 |                            | [ 239 ]         |
| 滋賀   | 淀川     | 北川       | 安曇川ダム     | -            | 100.0 | 55,000     | 特定 |                            | [ 240 ]         |
| 京都   | 由良川   | 由良川     | 芦生ダム       | 重力         | 93.0  | 109,000    | 特定 | 容量は有効貯水容量         | [ 241 ]         |
| 京都   | 淀川     | 桂川       | 鎌倉ダム       | 重力         | 88.0  | 64,200     | 特定 | 容量は有効貯水容量         | [ 242 ]         |
| 京都   | 淀川     | 鴨川       | 鴨川ダム       | 重力         | 110.0 | 38,000     | 特定 |                            | [ 240 ]         |
| 大阪   | 淀川     | 余野川     | 余野川ダム     | 重力         | 74.0  | 17,500     | 特定 |                            | [ 230 ]         |
| 兵庫   | 淀川     | 猪名川     | 猪名川ダム     | 重力         | 45.0  | 24,500     |      | 内務省河水統制計画         | [ 243 ] [ 244 ] |
| 兵庫   | 加古川   | 篠山川     | 篠山川ダム     | ロックフィル | 100.0 | 150,000    | 特定 | 諸元は建設省案で最小規模値 | [ 245 ] [ 246 ] |
| 兵庫   | 揖保川   | 揖保川     | 三方ダム       | -            | 70.0  | 40,000     | 特定 | 諸元は最小規模値           | [ 247 ]         |
| 奈良   | 新宮川   | 北山川     | 北山川ダム     | 重力         | 130.0 | 492,000    |      | 容量は有効貯水容量         | [ 238 ]         |
| 奈良   | 紀の川   | 紀の川     | 入之波ダム     | 重力         | 130.0 | 114,000    | 特定 |                            | [ 248 ] [ 249 ] |
| 奈良   | 新宮川   | 北山川     | 新摺子ダム     | 重力         | 95.0  | 94,000     |      | 容量は有効貯水容量         | [ 238 ]         |
| 奈良   | 新宮川   | 熊野川     | 広瀬ダム       | ロックフィル | 153.5 | 177,000    | 特定 |                            | [ 239 ]         |
| 和歌山 | 紀の川   | 紀伊丹生川 | 紀伊丹生川ダム | 重力         | 145.0 | 60,500     | 特定 |                            | [ 250 ]         |
| 和歌山 | 紀の川   | 貴志川     | 貴志川ダム     | ロックフィル | 75.0  | 32,000     | 特定 |                            | [ 251 ]         |
| 和歌山 | 新宮川   | 熊野川     | 檜杖ダム       | 重力         | 30.0  | 70,000     |      |                            | [ 252 ]         |
| 和歌山 | 紀の川   | 真国川     | 真国川ダム     | 重力         | 75.0  | 30,000     | 特定 |                            | [ 251 ]         |

### 中国地方整備局

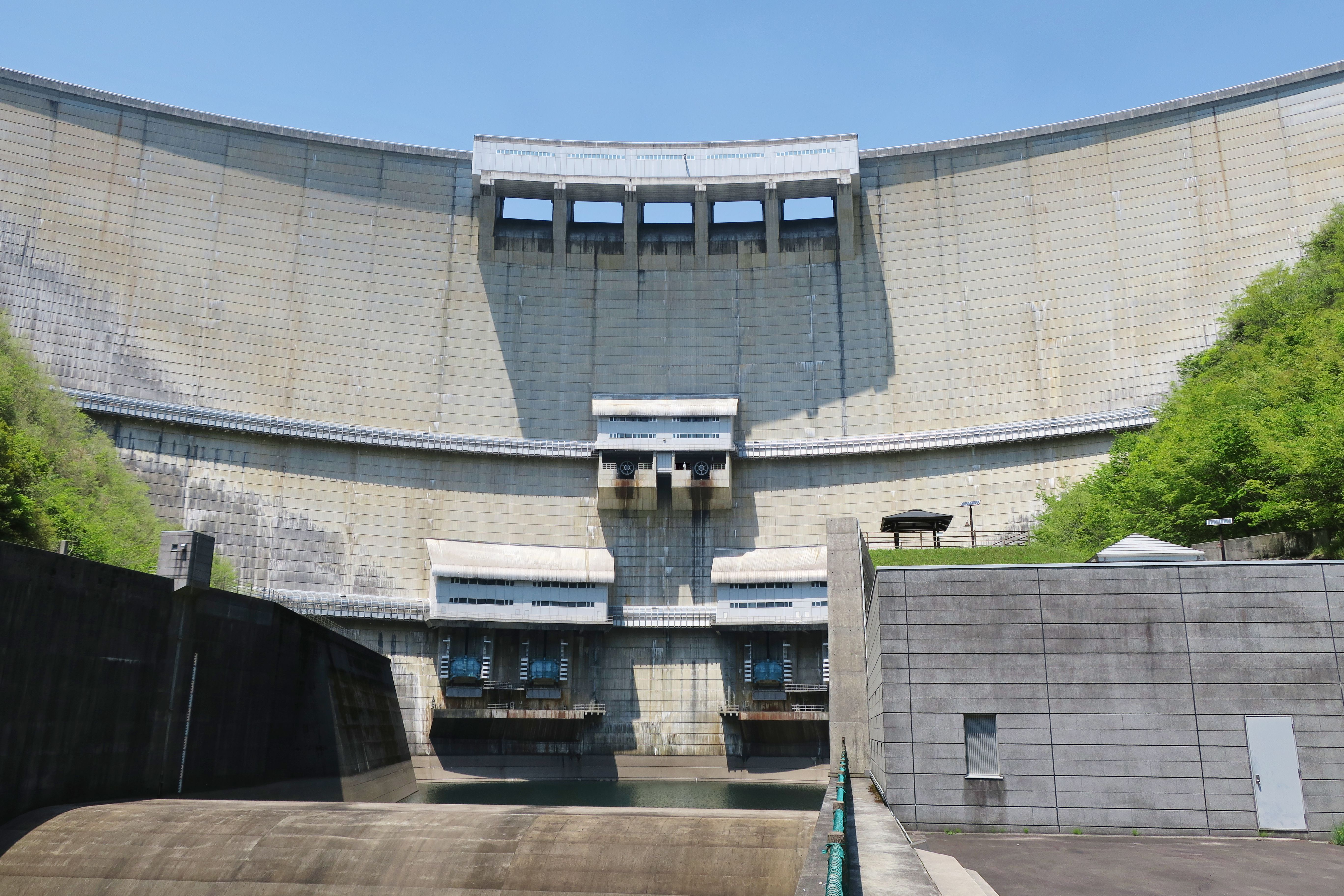
アーチダムとして日本で2番目の高さをもつ温井ダム（滝山川・広島県）

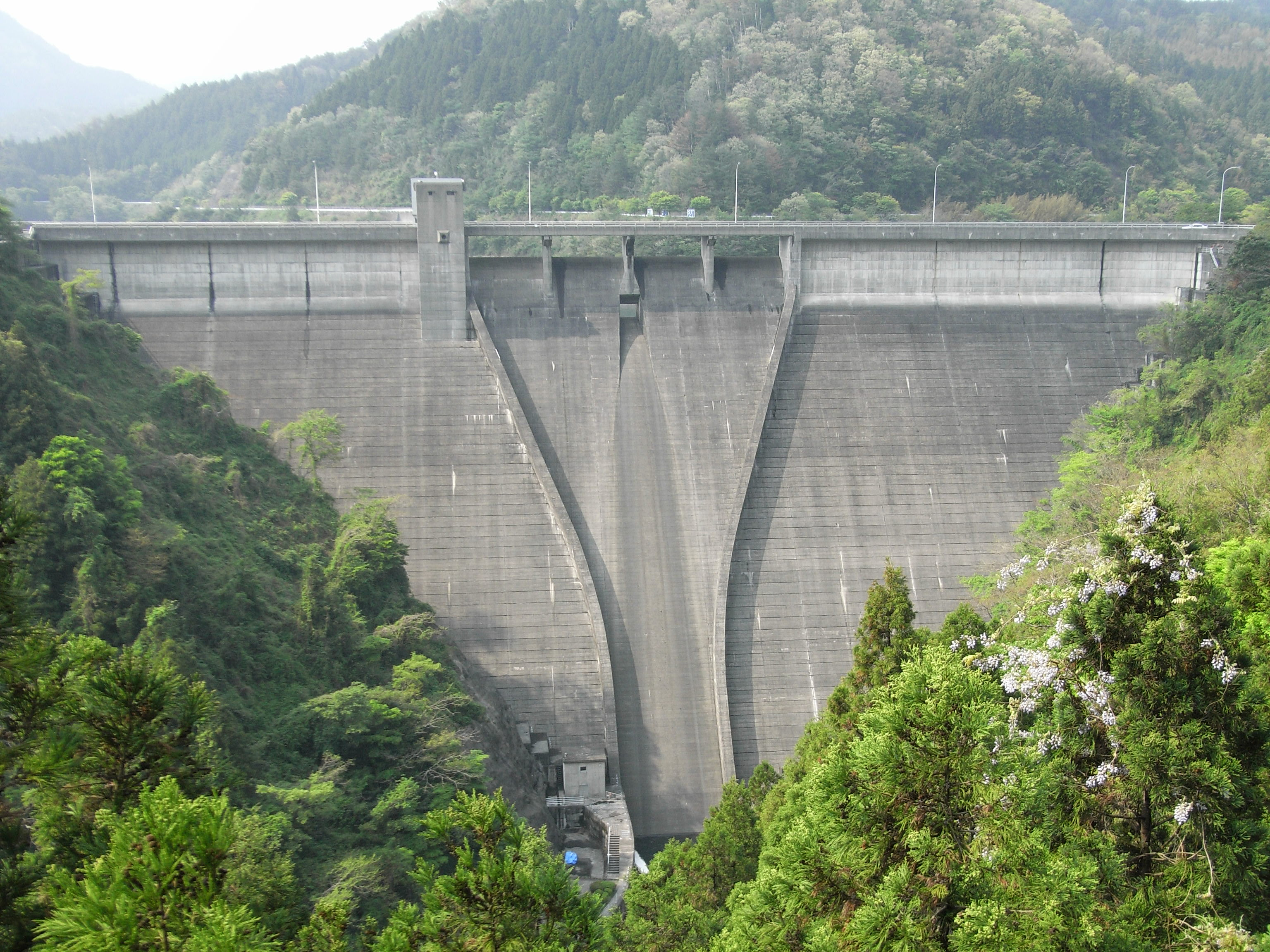
世界初のRCD工法で建設された島地川ダム（島地川・山口県）

中国地方整備局管内では既設ダム・堰16基、再生事業中ダム3基を直轄管理・施工している。ただし河川法第17条の兼用工作物規定に基づき、坂根堰（吉井川）は農林水産省、および水道事業者の代理人である岡山県との共同事業として建設されている。
中国地方の河川総合開発は日本全国に先駆け山口県が、青森県とほぼ同時に開始した。県東部を流れる錦川に1940年（昭和15年）、日本最初の多目的ダムである向道ダムが本流上流部に建設され、続いて厚東川ダム（厚東川）や木屋川ダム（木屋川）が施工された。終戦後には岡山県も岡山三大河川の一つで県都・岡山市を貫流する旭川の総合開発に着手し、本流中流部に旭川ダムを建設した。1950年（昭和25年）の国土総合開発法施行による特定地域総合開発計画では大山出雲特定地域総合開発計画に基づき湯原ダム（旭川）が、錦川特定地域総合開発計画に基づき菅野ダム（錦川）が県営ダム事業として建設され、続いて佐波川水系、高梁川水系などでも佐波川ダム（佐波川）や河本ダム（西川）といった多目的ダムが建設されるなど、中国地方における初期の河川開発は地方自治体が積極的に進めていた。
一方、国直轄の河川総合開発は1947年（昭和22年）に内閣経済安定本部が中国地方最大の河川である江の川を調査対象河川に指定して、治水・灌漑・水力発電を目的とした多目的ダム群を建設する江の川総合開発計画を1949年（昭和24年）に策定したのが最初である。しかしこの計画は1952年（昭和27年）を以って打ち切られ、以後は河川改修を軸とした計画に縮小された（後述）。国直轄ダム事業が開始されたのは鳥取県西部を流れる日野川の支流・印賀川に1964年（昭和39年）より着手した菅沢ダムが初であり、日野川の治水や米子市周辺地域の灌漑、上水道供給を目的として1968年（昭和43年）に完成した。1964年の河川法改定で河川等級制度が導入され、中国地方では中国地方最大の都市・広島市を貫流する太田川水系が1965年（昭和40年）に一級河川の指定を受けたのを皮切りに、1968年の小瀬川水系まで13水系が一級河川の指定を受けた。一級河川指定に伴い各水系では水系全体の治水・利水事業計画である工事実施基本計画が旧建設省により定められ、多目的ダム事業もこの中で計画されたが、計画が加速するのは1972年（昭和47年）7月に発生した梅雨前線による集中豪雨・昭和47年7月豪雨による水害であった。この豪雨は島根県で斐伊川・宍道湖の氾濫により松江市中心部が1週間にわたり浸水被害を受けたほか、広島県では江の川の氾濫で三次市、太田川の氾濫で県北西部が洪水被害を受けるなど中国地方の主要河川の多くが氾濫し流域に大きな被害を与えた。
この豪雨災害を機に計画・施工されたダムとして尾原ダム（斐伊川）、志津見ダム（神戸川）、温井ダム（滝山川）、灰塚ダム（上下川）、島地川ダム（島地川）がある。このうち志津見ダムが建設された神戸川は計画策定当時は島根県が管理する二級河川であり、本来なら特定多目的ダムが建設されない河川であるが豪雨を機に計画された斐伊川放水路が斐伊川・神戸川間を連結するため両水系を一体化した治水事業を行う必要が生じ、沖縄県（後述）以外では唯一の例外として直轄ダムが計画された。一方で中国地方は広島市を始めとする都市部での人口急増、また水島臨海工業地帯を筆頭に瀬戸内海沿岸で工業地帯が続々誕生したことで水道需要が逼迫、こうした利水の観点からも特定多目的ダムを利用した河川開発が行われた。広島市の水がめとして江の川本流に土師（はじ）ダムが建設され、中国山地を貫くトンネルで江の川から太田川に導水された水は高瀬堰（太田川）を経由して広島市や呉市、さらに大きな河川が無く慢性的な水不足に悩まされる芸予諸島に送水された。また芦田川の八田原ダムと芦田川河口堰は福山市・福山臨海工業地帯、小瀬川の弥栄ダムは大竹市・岩国市の水がめとして機能している。
管内で計画・施工中のダムとしてはダム再生事業が旭川水系と太田川水系の2カ所で施工されている。旭川水系の旭川中上流部ダム再生事業は平成30年7月豪雨（西日本豪雨）による惨禍を機に旭川の治水安全度向上を図るため、岡山県が管理している旭川本流の既設2ダム、湯原ダムの貯水容量配分の変更と旭川ダムの放流施設増強が軸であり、県都岡山市などの治水安全度向上を目指す。
一方太田川水系の太田川総合開発事業は流域である広島市などの治水安全度を向上させるため太田川水系河川整備計画が2023年（令和5年）に変更され新規流水型治水ダムと既存利水ダムの治水目的追加による治水計画が明記され、2024年（令和6年）に着手されている。ダム再生事業と新規流水型治水専用ダム建設の2ダム1事業であり、ダム再生事業については樽床ダム（柴木川）再生事業がある。樽床ダムは中国電力が1957年（昭和32年）に完成させた水力発電専用ダムであるが、樽床ダムの貯水容量配分を変更して治水容量を新設することで洪水調節機能を追加するのが目的である。一方新規流水型治水ダムについては既存ダムの活用に加え治水整備の増強が必要な場合ダム整備を検討するとされており具体的な計画内容は未定である。ダム計画地点は安芸太田町の太田川本流上流部であり、この地点は立ち消え状態の吉和郷ダム計画地点と同一である。建設予定地の住民や安芸太田町当局はダム建設を容認しており計画進捗次第では吉和郷ダム計画の復活もあり得る。
国土交通省によるダム事業再検証の対象ダムは存在しない。しかしダム事業と移転住民の軋轢については苫田ダム（吉井川）と灰塚ダムで特に見られた。両ダムとも水没対象となる自治体・住民が官民一体となって激しい反対運動を繰り広げ、特に苫田ダムは1953年（昭和28年）に岡山県が吉井川総合開発事業として計画した吉岡ダム計画の後身として当初計画より上流の苫田郡奥津町（現在の苫田郡鏡野町）に計画されたが、1957年（昭和32年）に新聞報道でダム計画が知られると奥津町では激しい反対運動が勃発。1959年（昭和34年）には奥津町が苫田ダム阻止特別委員会条例を制定して移転を余儀なくされる470戸504世帯の住民と共にダム建設絶対反対を表明、1994年（平成6年）に条例が廃止され2001年（平成13年）に最後の地権者が補償に合意するまで計画構想発表から44年の歳月を費やした。また水源地域対策特別措置法（水特法）の指定対象外である温井ダムでは、移転住民達が建設省や下流受益地の広島県、広島市に対して山県郡加計町（現在の山県郡安芸太田町）当局と協力し対等な交渉を粘り強く行い、集団移転と地域活性化策の導入という要望を勝ち取った。この結果、温井ダムは広島県の主要な観光地に成長し、加計町の観光客数はダム完成後の2002年（平成14年）には前年比2.4倍、約50万人が訪問している。
なお、中国地方の一級河川において天神川、高津川、旭川、高梁川の各水系には直轄ダムが建設されておらず、このうち高津川水系には本支流を含めダムが一つも建設されていない。これは流域の水需要が他水系に比べ河川水のほか地下水などでも賄えるため逼迫しておらず、河川総合開発の必要性に乏しいためであり国土交通省が策定した高津川水系河川整備計画においても治水事業は堤防整備と河道掘削で対処すると明記され、ダム計画は将来的にも考えられていない。残る水系のうち天神川水系を除く河川では流域の地方自治体により旭川・湯原（旭川）、千屋（高梁川）などの補助多目的ダムが建設されている。中国地方の直轄ダムにおける技術的特徴としては、島地川ダム施工におけるRCD (Roller Compacted Dam-Concrete) 工法の導入が挙げられる。この工法は、セメント量を極力少なくした超固練りのコンクリートを、ブルドーザーや振動ローラといった重機で締め固める工法であり、アメリカ陸軍工兵司令部やパキスタンのタルベラダム（インダス川）放流トンネルで試験的に導入されていたが、島地川ダムにおいて、世界で初めて本格的な施工法として採用した。事業費削減や工期短縮に有用であり、日本におけるダムの主流な施工法の一つになっている。
| 所在 | 水系   | 河川     | ダム         | 型式         | 高さ  | 総貯水容量 | 着工 | 完成 | 分類 | 水特法    | 備考            |
| ---- | ------ | -------- | ------------ | ------------ | ----- | ---------- | ---- | ---- | ---- | --------- | --------------- |
| 鳥取 | 日野川 | 印賀川   | 菅沢ダム     | 重力         | 73.5  | 19,800     | 1962 | 1967 | 特定 |           |                 |
| 鳥取 | 千代川 | 袋川     | 殿ダム       | ロックフィル | 75.0  | 12,400     | 1985 | 2011 | 特定 | 指定      |                 |
| 鳥取 | 日野川 | 日野川   | 日野川堰     | ラバーダム   | -     | -          | -    | 1994 |      |           | [ 273 ]         |
| 鳥取 | 日野川 | 法勝寺川 | 法勝寺川堰   | ラバーダム   | -     | -          | -    | 1986 |      |           | [ 273 ] [ 274 ] |
| 島根 | 斐伊川 | 斐伊川   | 尾原ダム     | 重力         | 90.0  | 60,800     | 1987 | 2012 | 特定 | 指定      | [ 275 ]         |
| 島根 | 斐伊川 | 神戸川   | 志津見ダム   | 重力         | 81.0  | 50,600     | 1983 | 2011 | 特定 | 指定      | [ 276 ]         |
| 岡山 | 旭川   | 旭川     | 旭川ダム     | 重力         | 45.0  | 57,383     | 1949 | 1954 | 補助 |           | 再生事業中      |
| 岡山 | 吉井川 | 吉井川   | 坂根堰       | 堰           | 4.9   | 2,200      | 1966 | 1980 | 兼用 |           | [ 253 ]         |
| 岡山 | 吉井川 | 吉井川   | 苫田ダム     | 重力         | 74.0  | 84,100     | 1972 | 2004 | 特定 | 9条等指定 |                 |
| 岡山 | 旭川   | 旭川     | 湯原ダム     | 重力         | 73.5  | 99,600     | 1952 | 1955 | 兼用 |           | 再生事業中      |
| 広島 | 芦田川 | 芦田川   | 芦田川河口堰 | 堰           | 6.0   | 5,460      | 1969 | 1981 | 特定 |           |                 |
| 広島 | 太田川 | 太田川   | 高瀬堰       | 堰           | 5.5   | 1,980      | 1970 | 1975 | 特定 |           |                 |
| 広島 | 太田川 | 柴木川   | 樽床ダム     | 重力         | 42.0  | 20,600     | 2024 | 未定 |      |           | 再生事業中      |
| 広島 | 太田川 | 滝山川   | 温井ダム     | アーチ       | 156.0 | 82,000     | 1974 | 2001 | 特定 |           | ダム湖百選      |
| 広島 | 江の川 | 上下川   | 灰塚ダム     | 重力         | 50.0  | 52,100     | 1974 | 2006 | 特定 | 9条等指定 |                 |
| 広島 | 江の川 | 江の川   | 土師ダム     | 重力         | 50.0  | 47,300     | 1966 | 1973 | 特定 |           | ダム湖百選      |
| 広島 | 芦田川 | 芦田川   | 八田原ダム   | 重力         | 84.9  | 60,000     | 1973 | 1997 | 特定 | 指定      |                 |
| 広島 | 小瀬川 | 小瀬川   | 弥栄ダム     | 重力         | 120.0 | 112,000    | 1971 | 1990 | 特定 | 指定      | ダム湖百選      |
| 山口 | 佐波川 | 島地川   | 島地川ダム   | 重力         | 89.0  | 20,600     | 1972 | 1981 | 特定 |           |                 |

#### 中国地方整備局の中止事業

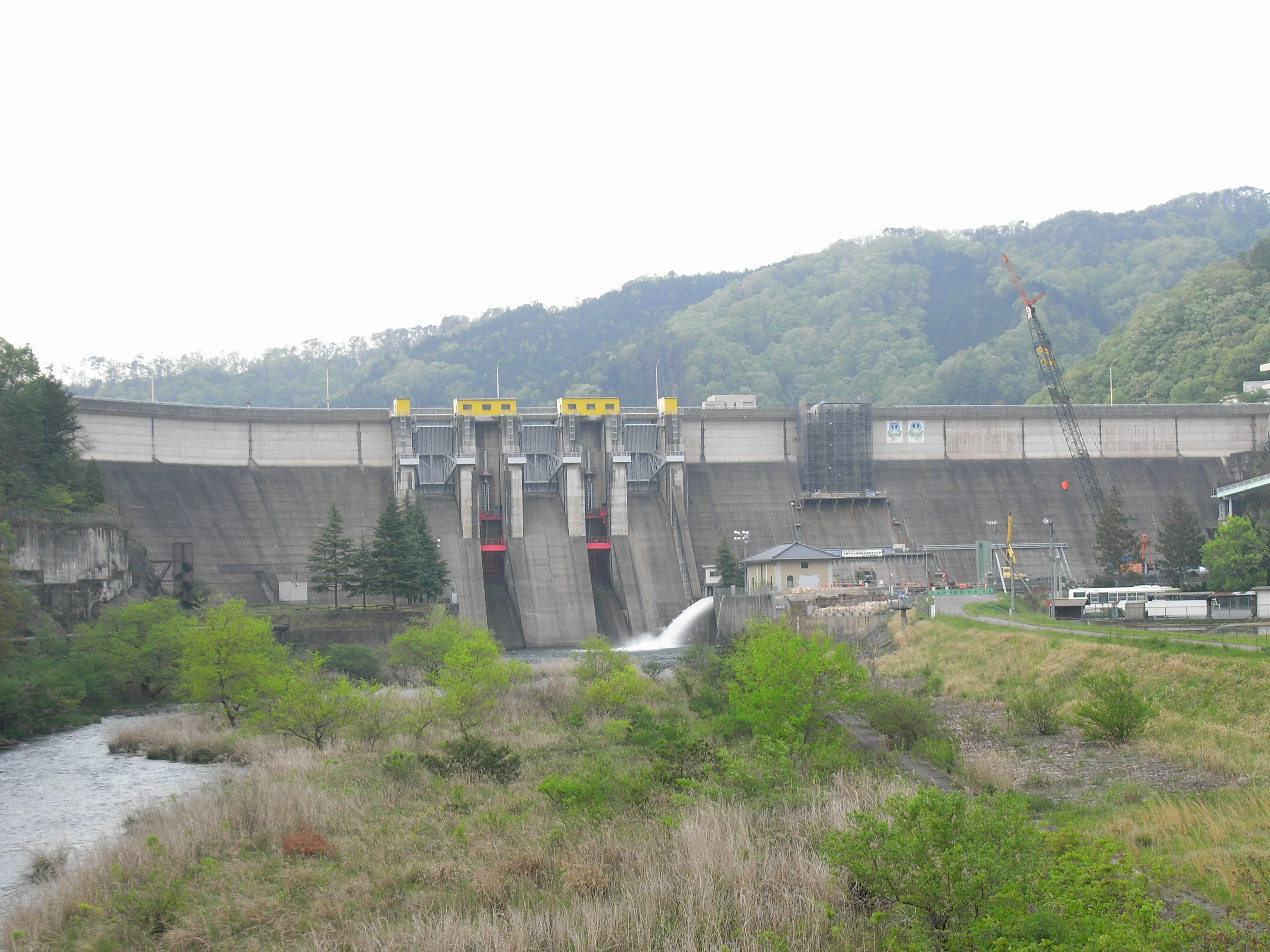
広島市などの水がめの一つ・土師ダム（江の川・広島県）。中止された下土師ダム計画の事実上の後身である。

中国地方整備局管内における中止したダム事業は、旧建設省時代を含めると9ダム事業がある。
中国地方で国直轄のダム計画が最初に立てられた江の川では1947年に内閣経済安定本部が河川総合開発調査を実施し、江の川本流に2ダム、支流出羽川と西城川に各1ダムを建設する計画が1949年に立案された。このうち島根県邑智郡都賀行村（現在の邑智郡美郷町都賀行）に計画された治水と灌漑、出力11万9000キロワットの水力発電を目的とする都賀行ダムは、総貯水容量が5億8010万立方メートルと岐阜県の徳山ダム（揖斐川）に匹敵する巨大ダム計画だった。だが建設が行われると水没範囲は県境を越えて広島県三次市にまで達し、水没戸数1,614戸という沼田ダム計画（利根川）に匹敵する大規模な水没補償となる。このため経済性や地元への影響などが勘案され4ダム計画の調査は1952年を以って打ち切りとなり、全て白紙となった。しかし白紙となった事業のうち江の川本流の下土師ダム計画は後に復活し、土師ダムとして完成している。また大山出雲特定地域総合開発計画に基づく斐伊川水系総合開発の一環として斐伊川筋と支流の三刀屋（みとや）川に合計3ダムを建設する計画も立ち消えとなったが、尾原ダム計画は昭和47年7月豪雨により斐伊川・神戸川総合開発計画の主要事業として復活し、完成している。
公共事業見直しに伴う中止事業としては、岡山三大河川の一つである高梁川の支流・小田川に計画されていた柳井原堰がある。これは高梁川流域を襲った1967年の渇水を機に、倉敷市や玉野市などへの上水道と工業用水道供給を図ると同時に洪水流下の阻害要因となっている小田川の高梁川合流点を改修により下流へ付け替え、その新合流部に柳井原堰を建設して流域の治水と利水を図る高梁川総合開発事業の中心施設であり、完成すれば高梁川水系唯一の特定多目的ダムとなる予定だった。しかし水需要の変化により倉敷市など水道事業者が事業から撤退したため、治水整備の必要性はあるものの柳井原堰については2002年に中止することが決定した。
一方、太田川本流に計画されていた吉和郷ダムは、戦後早期に構想倒れとなった大野ダム計画以来の多目的ダム計画で、1969年（昭和44年）策定の太田川水系工事実施基本計画において温井ダムと共に太田川の治水・利水を担う役割を持っていたが反対運動が強く計画は進捗せず、2004年には予備調査の予算計上が見送られ事実上中止状態になった。ところが2005年の台風14号で太田川水系が大きな被害を受けたのを機に治水計画の見直しが検討された。中国地方整備局の諮問機関である太田川河川整備懇談会では治水・利水の新指針となる太田川水系河川整備計画策定作業において、温井ダム以外は発電用ダムしかない太田川水系既設ダム群（立岩、鱒溜、樽床、王泊、宇賀）の運用改善検討に加え、太田川本流を始め滝山川、柴山川などの主要支流における治水目的を持つ新規のダム建設について可否を検討した。過去の豪雨における降雨特徴や流域における宅地の分布状況、環境や景観への影響などを参考に検討した結果、台風14号の主要な降雨地帯でもある太田川本流や柴山川、滝山川といった上流域北西部・南西部が建設に有利との見解をまとめた。建設が有利とされた太田川上流域南西部に吉和郷地点があり（北西部の柴木川では樽床ダム再生事業が着手された）、2024年に着手された太田川総合開発事業において既存ダム活用に加え治水整備の増強が必要な場合同地点に流水型治水専用ダムを建設する方針であることが明記され、計画進捗次第では復活の可能性がある。
| 所在 | 水系   | 河川     | ダム       | 型式 | 高さ  | 総貯水容量 | 分類 | 備考       | 出典    |
| ---- | ------ | -------- | ---------- | ---- | ----- | ---------- | ---- | ---------- | ------- |
| 島根 | 斐伊川 | 三刀屋川 | 掛合ダム   | -    | -     | -          |      |            | [ 278 ] |
| 島根 | 斐伊川 | 斐伊川   | 川手ダム   | -    | -     | -          |      |            | [ 278 ] |
| 島根 | 江の川 | 出羽川   | 段原ダム   | 重力 | 38.0  | 15,000     |      |            | [ 277 ] |
| 島根 | 江の川 | 江の川   | 都賀行ダム | 重力 | 79.0  | 580,100    |      |            | [ 277 ] |
| 岡山 | 高梁川 | 小田川   | 柳井原堰   | 堰   | 5.9   | 4,800      | 特定 |            | [ 284 ] |
| 岡山 | 吉井川 | 吉井川   | 吉岡ダム   | 重力 | 28.0  | 20,000     |      |            | [ 285 ] |
| 広島 | 太田川 | 太田川   | 大野ダム   | 重力 | 112.0 | 750,000    |      |            | [ 281 ] |
| 広島 | 江の川 | 比和川   | 木屋原ダム | 重力 | 40.5  | 23,263     |      | 西城川流域 | [ 277 ] |
| 広島 | 太田川 | 太田川   | 吉和郷ダム | -    | 120.0 | 100,000    | 特定 |            | [ 282 ] |

### 四国地方整備局

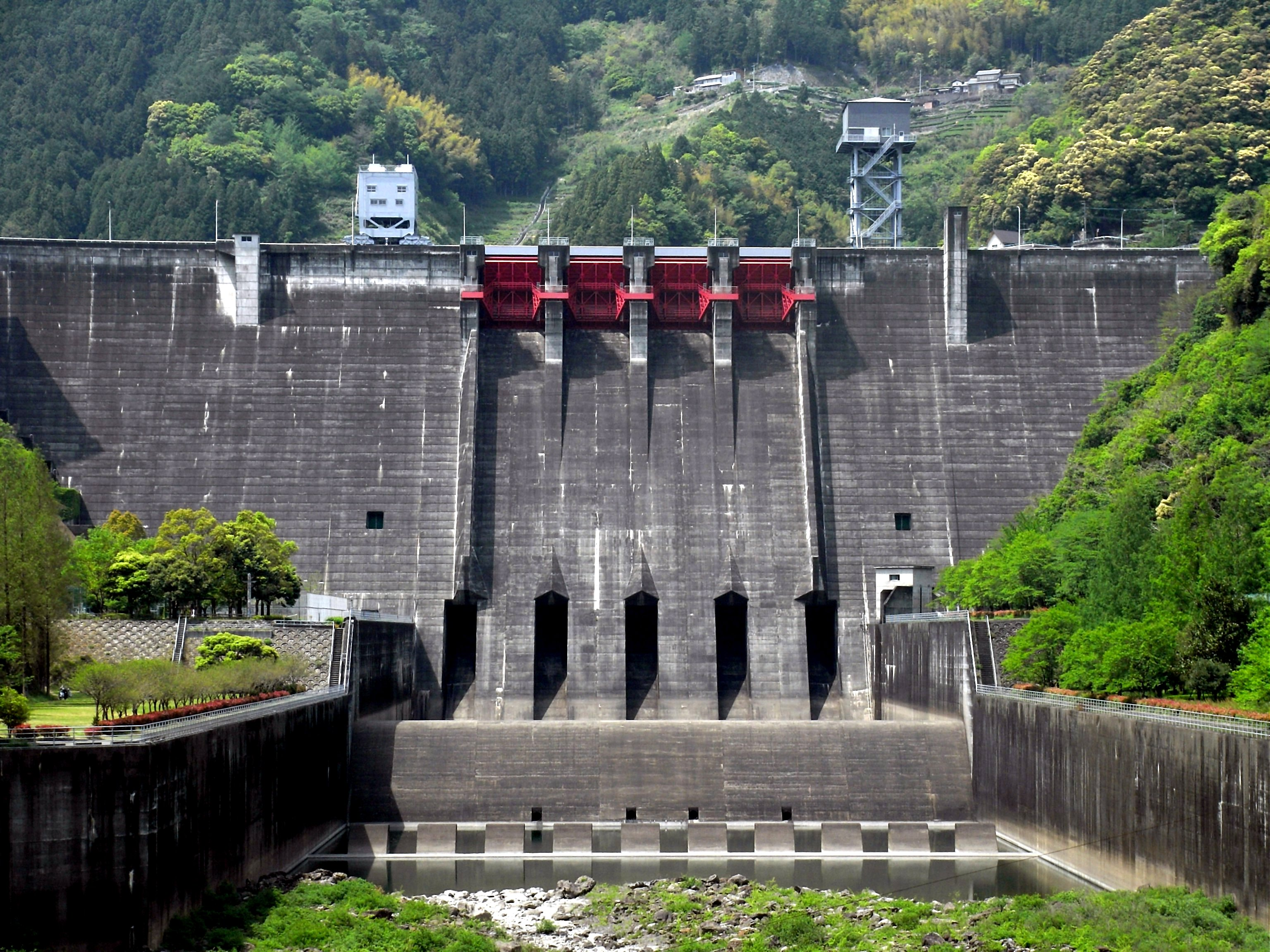
四国地方整備局管内の直轄ダムでは総貯水容量が最大の大渡ダム（仁淀川・高知県）

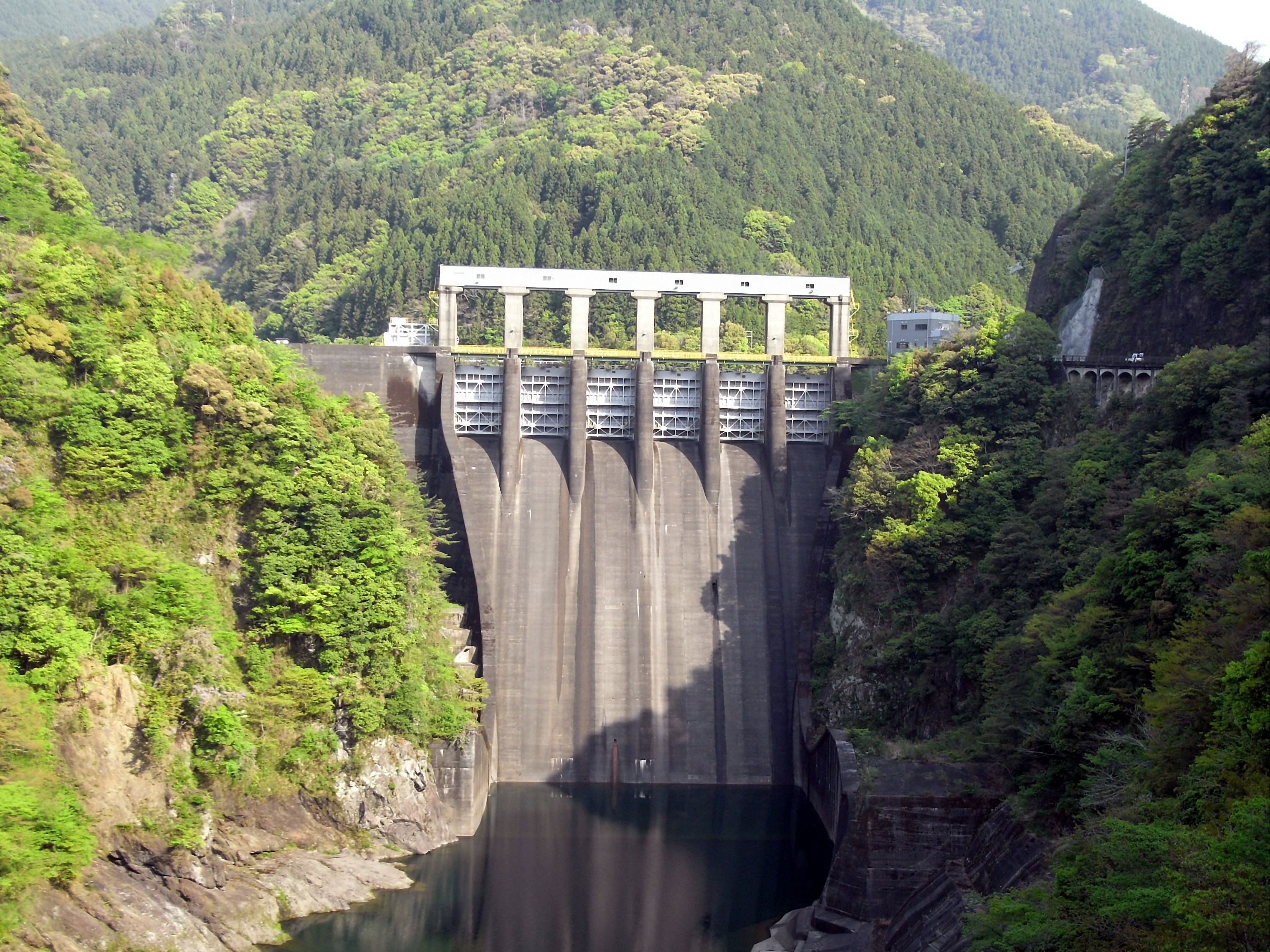
2000年以降の異常気象を機に徳島県から管理が移管された長安口ダム（那賀川）

四国地方整備局管内では管理中のダムが8基、施工・ダム再開発事業・再生事業中のダムが2基、合計10基のダムが管理・施工されている。なお、管内の直轄ダムの型式は全て重力式コンクリートダムであり、地方整備局では唯一である。
四国地方における直轄の河川開発は、四国最大の河川である吉野川において開始された。1949年（昭和24年）に内閣経済安定本部は日本の主要10水系において、大規模治水計画の策定を旧建設省に求めた。10水系に吉野川水系も対象として挙げられ、吉野川改訂改修計画が成立する。この時に吉野川水系でもダムによる治水計画が導入され、吉野川本流に現在「四国のいのち」と称される四国最大のダム・早明浦ダムが、支流の銅山川に柳瀬ダムが計画された。さらに翌1950年（昭和25年）には、治水のみならず灌漑や水力発電といった吉野川水系の河川総合開発計画が立案され、経済安定本部、建設省、農林省（現在の農林水産省）、通商産業省（現在の経済産業省）、電源開発、四国電力および四国四県が参加する吉野川総合開発計画が開始された。
近代における吉野川水系の水利用については、1855年（安政2年）に伊予国宇摩郡の庄屋が慢性的な水不足を解消するため今治藩三島代官所に銅山川疏水を陳情したのが発端となり、1914年（大正3年）の旱魃を機に法皇山脈を貫くトンネルで銅山川の水を宇摩地方（現在の四国中央市）へ導水し、灌漑に利用する計画が具体化。1919年（大正8年）に農商務省が銅山川疏水の調査を発表した。その後水力発電目的も加わったが下流部の慣行水利権を持つ徳島県が愛媛県への分水に猛反対し事業は停滞、1936年（昭和11年）と1945年（昭和20年）、1947年（昭和22年）の三度にわたる愛媛・徳島両県の分水協定を経て銅山川疏水と水源である柳瀬ダムの建設が1948年より開始された。ダム事業は当初愛媛県が事業者であったが1947年の第三次分水協定においてダムの目的に治水が加わったことから、事業は愛媛県の委託という形で建設省が施工を行い、完成後も建設省が管理することになった。柳瀬ダムは1953年（昭和28年）に完成し、四国における直轄ダム第一号となる。そして銅山川疏水も実現し、98年におよぶ悲願が達成された。
吉野川総合開発計画は高度経済成長期を迎え水道需要が急増した1960年（昭和35年）、四国地方開発促進法が制定されてから加速、早明浦ダムと池田ダム（吉野川）を主軸とした治水・利水の総合開発が再検討されて1966年（昭和41年）2月吉野川総合開発計画がようやく成立。さらに同年11月には水資源開発促進法に基づく指定河川となり吉野川水系水資源開発基本計画が成立、早明浦ダムと香川用水事業は水資源開発公団（独立行政法人水資源機構の前身）が所管することになった。以後公団により吉野川水系の総合開発が進められ早明浦、池田の両ダムを始め新宮ダムと富郷ダム（銅山川）、香川用水、吉野川北岸用水、高知分水などが完成する。何れも水資源機構が管理しており、吉野川水系における直轄ダムは柳瀬ダムが唯一である。
吉野川水系以外では愛媛県の肱川水系と重信川水系、高知県の仁淀川水系と渡川（四万十川）水系で直轄ダムが建設された。肱川では1959年（昭和34年）に本流中流部に鹿野川ダムが治水と水力発電を目的に完成したが肱川流域の人口増加に伴い治水安全度の向上に加え、いよかんなどの特産地である佐田岬半島や宇和島市を始めとした宇和海沿岸地域の慢性的な水不足解消を目的に肱川上流部に野村ダムを1982年（昭和57年）に建設、ダム湖より用水路を通じて灌漑と上水道用水を供給した。また県都・松山市を流域に持つ重信川の支流・石手川に1972年（昭和47年）石手川ダムが完成、松山市の重要な水がめとなっている。一方多雨地帯である高知県では大雨や台風による水害の被害が著しいことから、治水重視のダム事業が展開された。仁淀川では本流に水系最大かつ直轄ダムでは最も総貯水容量が多い大渡ダムを1986年（昭和61年）に完成させ、仁淀川の治水と水力発電に加え、県都・高知市の水がめとして運用されている。また四万十川は本流にダムを建設できる適地がないため、四万十市で合流する支流・中筋川流域の総合開発を行い1998年（平成10年）に中筋川ダムが完成、2020年（令和2年）には横瀬川ダム（横瀬川）が完成し中筋川・四万十川の治水のみならず四万十市や土佐清水市、宿毛市の水源として重要な役割を担っている。
ダムの機能を増強するためのダム再開発事業は2ダムで実施された。1950年の国土総合開発法に基づく那賀川特定地域総合開発計画の中心事業として1955年（昭和30年）に完成した長安口ダム（那賀川）は徳島県が管理する多目的ダムであったが、2000年代に入り水害・渇水が那賀川水系で頻発したことから（後述）2007年（平成19年）にダムは徳島県より国土交通省に移管され、洪水吐き新設によるダム機能の強化を目的とした長安口ダム改造事業が2022年（令和4年）に完了している。また1959年に完成した鹿野川ダムは、バイパス放流トンネル増設と貯水容量配分変更を軸にした鹿野川ダム改造事業が2019年（令和元年）完了した。肱川は支流数475河川と日本では淀川、信濃川、利根川に次ぐ数を有し、かつ流域最大の都市・大洲市が元々天然の遊水池となっている場所を都市化しているため水害が絶えず、鹿野川・野村両ダムの完成後も治水計画を上回る水害が発生しているため、治水機能強化を目的としている。鹿野川ダムは完成後愛媛県に管理が移管されていたが、再開発事業実施に伴い2006年（平成18年）に再び直轄管理に戻された。
施工中のダム事業は2基あり、この内ダム再生事業が1基ある。ダム再生事業としては長安口ダム上流にある四国電力の小見野々ダム（那賀川）直下流に新しいダムを建設して治水容量を確保する小見野々ダム再生事業が着手された。新規事業としては鹿野川ダム直下で肱川に合流する河辺川に山鳥坂（やまとさか）ダムが施工中である。1986年の計画当時は特定多目的ダムであったが、規模を縮小し治水ダムとして施工しているものの環境破壊として市民団体の反対運動が強く、国土交通省によるダム事業再検証の対象となったが事業は継続と決定された。しかし平成30年7月豪雨では鹿野川ダム・野村ダムの放流により流域住民に被害が出るなど地元の不信を招いている。
この他ダム事業と地元との軋轢については宇摩地方の住民の悲願を叶えた柳瀬ダムで、補償交渉前に工事を開始した建設省に対し移転住民が反発、さらに当時の愛媛県土木部長が補償交渉の席上ダム湖が将来的にボートも浮かぶ観光地になることを話したところ、「故郷を失う我らの前で、ボートとは何だ」と住民たちの感情を逆撫でしたエピソードが残っている。
なお、管内の一級河川では物部川水系と土器川水系で直轄ダムが建設されていない。このうち物部川水系は1950年より物部川総合開発事業が開始され、最上流部に位置する水系最大のダム・永瀬ダム（物部川）を建設省が、下流の杉田・吉野ダムを高知県が施工し永瀬ダムは1957年（昭和32年）に完成した。完成後ダムの管理は高知県に移管されている。土器川水系では支流の前の川に前の川ダムが計画されていたが、中止されている（後述）。
| 所在 | 水系   | 河川   | ダム         | 型式   | 高さ | 総貯水容量 | 着工 | 完成 | 分類 | 水特法 | 備考         |
| ---- | ------ | ------ | ------------ | ------ | ---- | ---------- | ---- | ---- | ---- | ------ | ------------ |
| 徳島 | 那賀川 | 那賀川 | 小見野々ダム | アーチ | 62.5 | 16,750     | 1965 | 1968 |      |        | 再生事業中   |
| 徳島 | 那賀川 | 那賀川 | 長安口ダム   | 重力   | 85.5 | 54,278     | 1950 | 1955 |      |        | 2022年再開発 |
| 愛媛 | 重信川 | 石手川 | 石手川ダム   | 重力   | 87.0 | 12,800     | 1966 | 1972 | 特定 |        |              |
| 愛媛 | 肱川   | 肱川   | 鹿野川ダム   | 重力   | 61.0 | 48,200     | 1953 | 1959 | 特定 |        | 2019年再開発 |
| 愛媛 | 肱川   | 肱川   | 野村ダム     | 重力   | 60.0 | 16,000     | 1971 | 1982 | 特定 | 指定   | ダム湖百選   |
| 愛媛 | 吉野川 | 銅山川 | 柳瀬ダム     | 重力   | 55.5 | 32,200     | 1948 | 1953 |      |        |              |
| 愛媛 | 肱川   | 河辺川 | 山鳥坂ダム   | 重力   | 96.0 | 22,000     | 1986 | 2032 | 治水 | 指定   | [ 302 ]      |
| 高知 | 仁淀川 | 仁淀川 | 大渡ダム     | 重力   | 96.0 | 66,000     | 1966 | 1986 | 特定 |        |              |
| 高知 | 渡川   | 中筋川 | 中筋川ダム   | 重力   | 73.1 | 12,600     | 1982 | 1998 | 特定 |        |              |
| 高知 | 渡川   | 横瀬川 | 横瀬川ダム   | 重力   | 72.1 | 7,300      | 1990 | 2020 | 特定 |        |              |

#### 四国地方整備局の中止事業

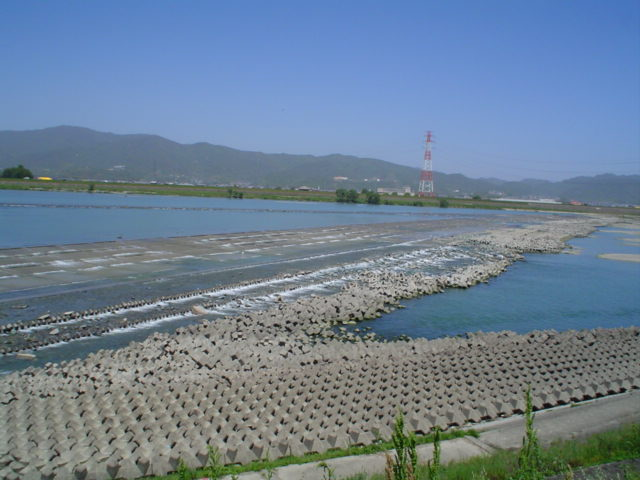
徳島市の住民投票を契機に可動堰化が中止された吉野川第十堰（吉野川・徳島県）

四国地方整備局管内における中止したダム事業は、旧建設省時代を含めると19ダム事業に上る。大別すると吉野川総合開発計画の策定において計画され、中止もしくは立ち消えとなった事業と、1990年代以降の公共事業見直し政策において中止となった事業に分けられる。
前者については、四国最大の吉野川のみならず那賀川、仁淀川、渡川（四万十川）など四国の主要な河川に対して治水と水力発電を目的とした巨大規模ダムの建設を柱とした計画が四国総合開発審議会で進められていた。中には高さ200メートルという竹屋敷ダム（仁淀川）や総貯水容量16億立方メートルという保喜ダム（四万十川）など日本屈指のダム計画も存在したが、概ね計画段階で消滅した。特に吉野川水系では多くのダム計画が立案されている。
1949年の吉野川改訂改修計画において早明浦ダムが初めて計画された際に現在のさめうら湖を二分割する形でダム計画が立案され、吉野川と瀬戸川が合流する直下に桃ヶ谷ダム（吉野川）を計画したが、早明浦ダム計画に統合された。その後吉野川総合開発計画において、吉野川水系のダム計画は吉野川本流に早明浦ダムと、名勝である小歩危出口付近に計画された小歩危ダムを軸として銅山川には賢見温泉付近に岩戸ダムを建設し、それらの水を池田ダムより香川県へ導水するというものであった。
小歩危・岩戸の2ダムは何れも早明浦ダムに匹敵する規模の貯水容量を有し、殊に小歩危ダムは原案の通り完成すれば小歩危、大歩危のみならず県境を越えて高知県長岡郡本山町中心部まで水没する長大な人造湖を形成する。その後事業者の建設省、経済安定本部、電源開発により様々な案が提出、検討されたがこの中には小歩危・岩戸両ダムの統合案として大佐古ダム計画という超巨大ダム計画も存在した。これは吉野川と祖谷川合流点付近に高さ146メートルのダムを建設するものだが、貯水容量は実に6億7600万立方メートルと日本最大の人造湖を擁する岐阜県の徳山ダム（揖斐川）を凌駕する規模となる。
しかし最終的には早明浦・池田の両ダムを軸にした総合開発計画に修正され、小歩危ダム計画は電源開発が水力発電専用に規模を大幅に縮小したものの大歩危・小歩危水没に対する反対が強く、1971年（昭和46年）9月16日の第56回電源開発調整審議会において小歩危ダムを取水元とする吉野川第一・第二発電所計画が中止されたことで、ダム事業も中止された。また岩戸ダム計画は自然消滅したが、ダム上流部に新宮ダムが1975年完成している。
後者については那賀川本流上流部に計画された細川内（ほそごうち）ダムと吉野川本流下流部に計画された吉野川第十堰の可動堰化が特に知られている。細川内ダムは1972年に徳島県那賀郡木頭村（現在の那賀郡那賀町）に計画された特定多目的ダムであるが、計画発表当初より木頭村が官民一体で反対運動を繰り広げ、特に1994年（平成6年）より村長に就任した藤田恵は条例の制定などを通して激しいダム反対運動を指揮した。この結果、1998年に第2次橋本内閣の建設大臣だった亀井静香が事業凍結の方針を示し、2000年（平成12年）にはダム事業が中止された。細川内ダムの中止はそれまで「聖域」とされたダム事業の在り方に対して一大転機をもたらし、以後ダム事業の中止が急増する。
しかしダム中止後の那賀川流域では洪水・渇水被害が頻発。特に渇水については細川内ダム中止後の2000年からほぼ毎年発生し、2005年（平成17年）には工業用水・農業用水が完全に断水し取水制限も112日間におよぶなど流域に深刻な被害と経済損失をもたらした。このことが長安口ダムを国土交通省に移管させた一因となっている。
吉野川第十堰については、江戸時代に建設された現在の固定堰が老朽化し、かつ1976年（昭和51年）に施行された河川管理施設等構造令の整備基準に合致せず洪水流下の阻害要因となっていることから直下流に可動堰を建設して治水機能を強化する目的で、1988年（昭和63年）より事業に着手した。しかし吉野川の環境破壊や税金の無駄遣いなどを理由に姫野雅義など市民団体が反対運動を繰り広げ、日本共産党が組織的に関与・支援するなど運動が盛り上がった。
こうした反対運動は2000年に徳島市が堰建設の可否を問う住民投票実施にまで発展した結果、建設反対が10万人以上の票を集め大勢を占めたことで徳島市が反対姿勢に転換。2002年（平成14年）には建設反対を公約とした大田正が徳島県知事に就任したことで国土交通省も事業の凍結を発表し、2010年（平成22年）前原誠司国土交通大臣（当時）により中止が決定した。住民自治と公共事業の在り方に一石を投じた事業であるが、住民投票で賛成派が棄権し、かつ徳島市以外の流域市町村では30万人以上の賛成署名が集まっているのに徳島市の住民投票だけで決定した、また朝日新聞などマスコミの報道姿勢が反対派に肩入れしているなどの問題点が賛成派から指摘されている。
細川内ダム、吉野川第十堰以外では香川県を流れる土器川支流の前の川の計画されていた前の川ダムが中止されている。1990年（平成2年）の土器川水系工事実施基本計画において計画が立案された特定多目的ダムであるが、財政的な問題があり2000年に事業が休止された。ところが慢性的な水不足に悩む香川県内の流域自治体から事業再開の要望が強く出され、再度検討されたが利水目的を実施する目処が立たず、2003年（平成15年）に事業が中止された。渡川水系では支流の檮原川に高さ102メートル、総貯水容量1億8300万立方メートルの特定多目的ダム・檮原ダムが計画されていたが地元や流域自治体の反対が強く予備調査段階で中止された。以後渡川水系の総合開発は支流中筋川流域で進められていく。
| 所在 | 水系   | 河川     | ダム             | 型式 | 高さ  | 総貯水容量 | 分類 | 備考                         | 出典    |
| ---- | ------ | -------- | ---------------- | ---- | ----- | ---------- | ---- | ---------------------------- | ------- |
| 徳島 | 吉野川 | 銅山川   | 岩戸ダム         | 重力 | 136.0 | 289,000    |      | 四国総合開発審議会案         | [ 307 ] |
| 徳島 | 那賀川 | 那賀川   | 海川口ダム       | 重力 | 139.0 | 480,000    |      | 四国総合開発審議会案         | [ 303 ] |
| 徳島 | 吉野川 | 吉野川   | 大佐古ダム       | 重力 | 146.0 | 676,000    |      | 四国総合開発審議会案         | [ 307 ] |
| 徳島 | 吉野川 | 銅山川   | 大野ダム         | 重力 | 65.0  | 41,500     |      | 四国総合開発審議会案         | [ 307 ] |
| 徳島 | 吉野川 | 吉野川   | 川崎ダム         | 重力 | 29.6  | 4,200      |      | 四国総合開発審議会案         | [ 307 ] |
| 徳島 | 吉野川 | 吉野川   | 小歩危ダム       | 重力 | 126.0 | 307,500    |      | 四国総合開発審議会案         | [ 307 ] |
| 徳島 | 那賀川 | 那賀川   | 細川内ダム       | 重力 | 102.0 | 60,400     | 特定 |                              | [ 320 ] |
| 徳島 | 那賀川 | 赤松川   | 舞ヶ谷ダム       | 重力 | 26.0  | 30,000     |      | 四国総合開発審議会案         | [ 303 ] |
| 徳島 | 吉野川 | 吉野川   | 吉野川第十堰改造 | 堰   | 6.2   | 6,500      |      | 可動堰化                     | [ 320 ] |
| 香川 | 土器川 | 前の川   | 前の川ダム       | 重力 | 58.0  | 5,300      | 特定 |                              | [ 321 ] |
| 愛媛 | 仁淀川 | 仁淀川   | 仕出ダム         | 重力 | 120.0 | 385,000    |      | 四国総合開発審議会案         | [ 304 ] |
| 高知 | 渡川   | 松葉川   | 栗ノ木ダム       | 重力 | 88.0  | 300,000    |      | 四国西南特定地域総合開発計画 | [ 305 ] |
| 高知 | 吉野川 | 吉野川   | 敷岩ダム         | 重力 | 33.0  | 36,500     |      | 四国総合開発審議会案         | [ 307 ] |
| 高知 | 仁淀川 | 仁淀川   | 竹屋敷ダム       | 重力 | 200.0 | 800,000    |      | 四国総合開発審議会案         | [ 304 ] |
| 高知 | 吉野川 | 吉野川   | 永淵ダム         | 重力 | 26.0  | 6,600      |      | 四国総合開発審議会案         | [ 307 ] |
| 高知 | 渡川   | 四万十川 | 保喜ダム         | 重力 | 115.0 | 1,600,000  |      | 四国総合開発審議会案         | [ 305 ] |
| 高知 | 渡川   | 檮原川   | 本村ダム         | 重力 | 108.0 | 261,000    |      | 四国西南特定地域総合開発計画 | [ 305 ] |
| 高知 | 吉野川 | 吉野川   | 桃ヶ谷ダム       | -    | -     | -          |      | 早明浦ダムの前身             | [ 306 ] |
| 高知 | 渡川   | 檮原川   | 檮原ダム         | 重力 | 102.0 | 183,000    | 特定 | 容量は有効貯水容量           | [ 319 ] |

### 九州地方整備局

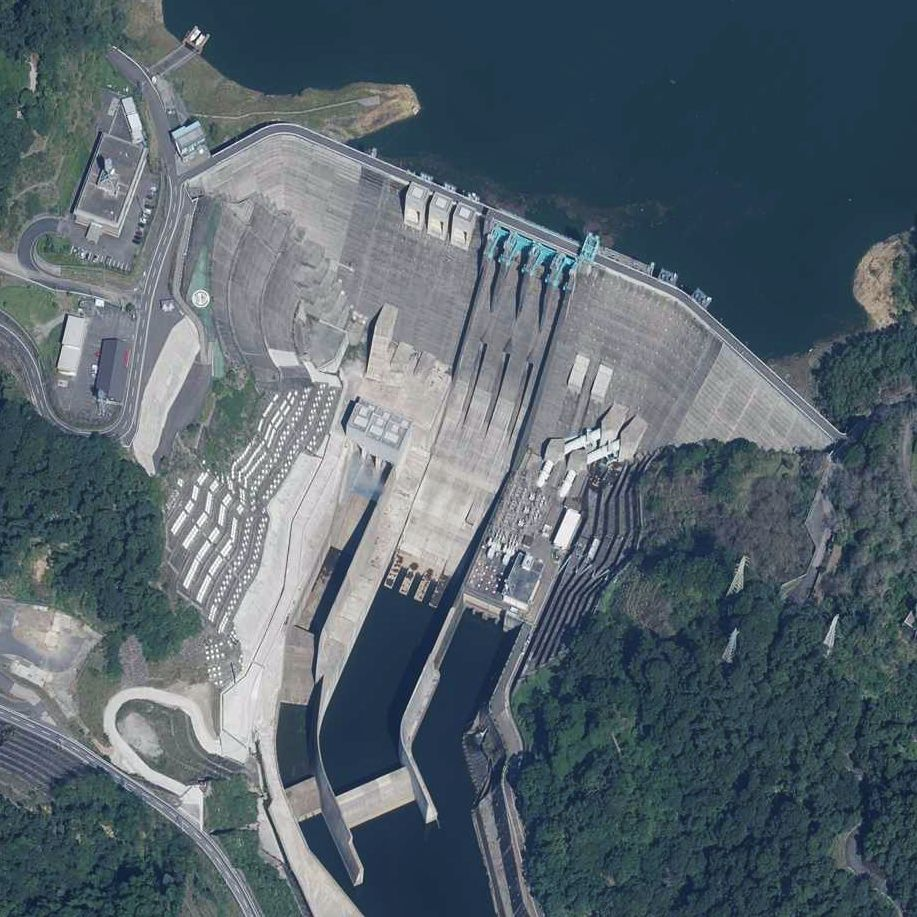
九州地方整備局管内最大の直轄ダム・鶴田ダム（川内川・鹿児島県）。再開発により治水機能が増強された（国土地理院・2019年撮影）。

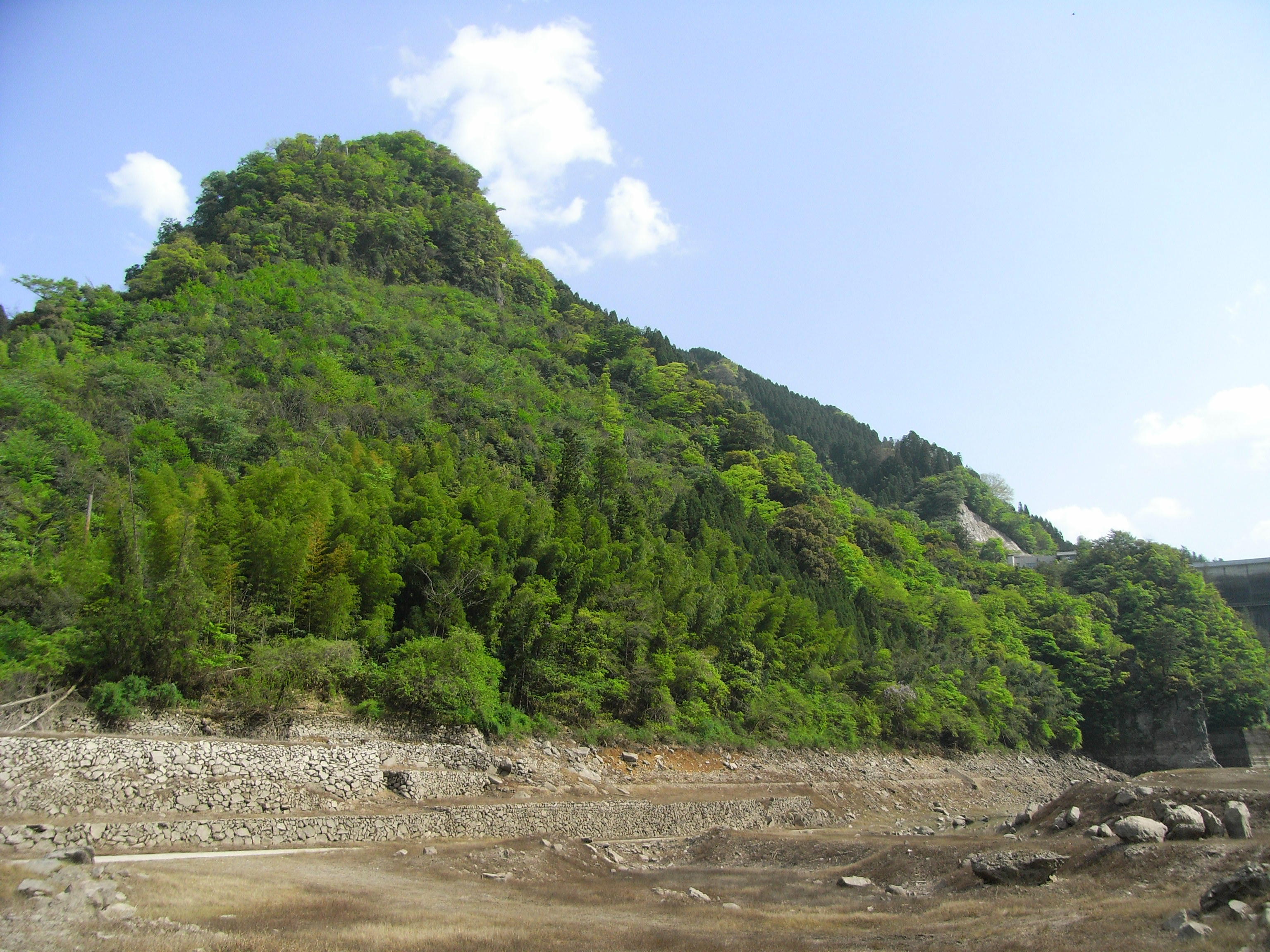
日本の公共事業補償に大きな影響を与えたダム反対運動・蜂の巣城紛争の舞台、下筌ダム（津江川・大分県）右岸熊本県側にある蜂の巣城跡。

九州地方整備局管内では既設ダム・堰19基、工事中・再生事業中ダム4基の合計22基を直轄管理・施工している。なお沖縄県は沖縄振興特別措置法に基づき国直轄河川事業は内閣府沖縄総合事務局が担当しているため、九州地方整備局の管轄外である（後述）。
台風の常襲地帯である九州地方は、古くから加藤清正や成富茂安などによる治水事業が手掛けられており、流域の治水に寄与していた。だが1953年（昭和28年）6月に九州北部を襲った梅雨前線豪雨・昭和28年西日本水害はそれら営々と積み重ねた治水事業をご破算にし、死者・行方不明者1,001名を出す戦後九州最悪の水害となった。この水害を契機に、旧建設省や九州の各県は河川総合開発事業を計画し、多目的ダムの建設に乗り出した。
九州最大の河川である筑後川水系では1949年（昭和24年）に筑後川改訂改修計画が策定され、筑後川支流の玖珠川と津江川に治水ダムを建設する計画が立案された。しかし昭和28年の西日本水害を受けて全面改訂され、1958年（昭和32年）に筑後川水系治水基本計画を定め、大規模堤防建設・放水路整備などと共に多目的ダムによる治水計画が加わる。検討の結果、筑後川本流に松原ダムと支流津江川に下筌（しもうけ）ダムが計画され、1972年（昭和47年）に完成した。だがこの時期は高度経済成長期に当たり、九州最大の都市・福岡市を中心とする福岡都市圏の人口増加や北九州工業地帯の拡充、さらに筑後平野の農地拡大による農業用水不足といった利水に対する問題が発生。これに対処すべく1964年（昭和39年）筑後川水系は水資源開発促進法に基づく水資源開発水系に指定され、以降水資源開発公団（現在の独立行政法人水資源機構）が河川総合開発を主に担当し江川（小石原川）、寺内（佐田川）、筑後大堰（筑後川）、大山（赤石川）といったダム・堰を施工・完成させた。一方建設省は公団事業とは別に筑後川と佐賀県を流れる嘉瀬川を連結する導水路・佐賀導水事業に1974年（昭和49年）より着手した。これは筑後川、城原（じょうばる）川、巨勢川、嘉瀬川を水路でつないで内水氾濫防除を含む洪水調節と、流域市町村に対する上水道供給、さらに水質汚濁が進行した佐賀市内の河川へ河川浄化用水を供給するなどの目的を持った、河川の流量を用水路で調節する「流況調整河川事業」である。佐賀導水事業の中で、巨勢川や周辺の中小河川の洪水を貯留し、ポンプで嘉瀬川へ排水する治水目的を有した巨勢川調整池が建設され、2009年（平成21年）導水路と共に完成した。また日田市への上水道供給や筑後川の流量改善を図る目的で1977年（昭和52年）より松原・下筌ダム再開発事業が行われ、1986年（昭和61年）に完成している。
昭和28年西日本水害で大きな被害をもたらした筑後川以外の遠賀川、矢部川、山国川、嘉瀬川、六角川、菊池川水系といった一級河川では、上水道・工業用水道需要の増大に対処するため、利水目的の総合開発を治水事業と一体化して促進させる目的で建設省、農林省（現在の農林水産省）、通商産業省（現在の経済産業省）の地方支分部局、九州・山口経済連合会と地元経済団体、そして福岡県・佐賀県・熊本県・大分県が北部九州水資源開発協議会を1963年に結成。北部九州を流れる7水系の河川総合開発指針である北部九州水資源開発マスタープランを1969年（昭和44年）に策定した。マスタープランで提示されたダム計画候補の中で、後に治水事業計画である工事実施基本計画にも明記され直轄事業として施工、完成したダム事業としては遠賀川河口堰（遠賀川）、耶馬溪ダム（山移川）、嘉瀬川ダム（嘉瀬川）、六角川河口堰（六角川）、竜門ダム（迫間川）があり、平成大堰（山国川）を含め北部九州の治水・利水に資している。
これ以外では鹿児島県最大の河川である川内川に1965年（昭和40年）鶴田ダムが完成、九州最大の直轄ダムとして治水のほか多目的ダムに付随する水力発電所としては出力が九州では最大の川内川第一発電所（12万キロワット）による水力発電が行われている。また2018年には鶴田ダム再開発事業が行われたが、これは川内川流域に未曾有の水害をもたらした平成18年7月豪雨により鶴田ダムの治水機能が喪失し、水害の被害を受けた下流域住民からの強い要望を受けて実施された、治水容量増加を目的とした事業である。緑川には本流に緑川ダム、松浦川には支流の厳木（きゅうらぎ）川に厳木ダムがそれぞれ完成し、流域の治水と利水に貢献している。さらに塩害防除や河川流下能力の向上を図るため堰を新築・改修する事業なども行われ、瀬高堰・松原堰（矢部川）、嘉瀬川大堰（嘉瀬川）、松浦大堰（松浦川）、六間堰（加勢川）が建設または改築された。大分川水系には支流の七瀬川にななせダム（旧称大分川ダム）が水系唯一の特定多目的ダムとして建設されている。熊本市内を貫流する白川には直轄ダムとしては初となる流水型治水専用ダムとして立野ダムが本流に1979年（昭和54年）より施工が進められ、2024年（令和6年）に運用を開始している。
施工中のダムは4基ある。このうち川辺川ダム（川辺川）は1967年（昭和42年）より多目的ダムとして計画されたが水没予定地の球磨郡五木村・相良村で403戸・528世帯が移転対象となることで猛烈な反対運動が長期化。地元との補償交渉は1996年（平成8年）に妥結するものの市民団体や球磨川漁業協同組合が反対運動を継続、さらに灌漑事業者の農林水産省や電気事業者の電源開発が事業から離脱し治水ダム事業として縮小されたものの、2008年（平成20年）以降蒲島郁夫熊本県知事を始め人吉市・八代市・相良村がダム建設反対に方針を転換。翌2009年には鳩山由紀夫内閣がマニフェストに基づき川辺川ダム事業の中止を発表するなど、事業は錯綜した。その後はダム事業中止を前提にして、ダム建設中止に強く反発する五木村に対する生活再建対策事業について検討を進めていたが、令和2年7月豪雨による球磨川の災害を機に熊本県が建設容認に方針を再転換した。残る2ダム（城原川・本明川）は何れもダム事業再検証対象ダムとなったが、全て事業が再開している。一方宮崎県が管理する岩瀬ダム（岩瀬川）については、バイパストンネルを建設して放流能力を増強し治水安全度を向上させる岩瀬ダム再生事業に国直轄事業として着手している。
ダム事業と移転住民の軋轢については1958年から1971年（昭和46年）まで13年間続いた蜂の巣城紛争が著名である。松原・下筌ダム建設に際して建設省が取った高圧的な姿勢に室原知幸ら移転住民が反発し、下筌ダム右岸に「蜂の巣城」という砦を築いて頑強に抵抗。流血事件や法廷闘争にまで発展したこの反対運動は公共事業と基本的人権（生存権）の整合性を世に問い、水源地域対策特別措置法（水特法）を始めとするダム関連法規の改正など河川行政に多大な影響を与えた。
なお、管内の一級河川において大野川、番匠川、五ヶ瀬川、小丸川、大淀川、肝属川の各水系には直轄ダムが建設されていない。何れも流域自治体により補助多目的ダムや補助治水ダムといった国庫補助を受けたダム事業が小丸川では本流、他は支流で実施されている。ただし肝属川水系には支流串良川に高隈ダムが建設されているが、同ダムは南九州特定地域総合開発計画に基づき大隅半島にある笠野原台地に対する灌漑を目的として建設された農業用ダムであり、治水目的は有していない。
| 所在   | 水系   | 河川   | ダム         | 型式         | 高さ  | 総貯水容量 | 着工 | 完成 | 分類 | 水特法    | 備考                    |
| ------ | ------ | ------ | ------------ | ------------ | ----- | ---------- | ---- | ---- | ---- | --------- | ----------------------- |
| 福岡   | 遠賀川 | 遠賀川 | 遠賀川河口堰 | 堰           | 6.5   | 11,140     | 1969 | 1983 | 特定 |           |                         |
| 福岡   | 矢部川 | 矢部川 | 瀬高堰       | 堰           | -     | -          | -    | 1990 |      |           | [ 329 ]                 |
| 福岡   | 山国川 | 山国川 | 平成大堰     | 堰           | 3.2   | 278        | 1983 | 1990 | 特定 |           |                         |
| 福岡   | 矢部川 | 矢部川 | 松原堰       | ラバーダム   | -     | -          | -    | 1998 |      |           | [ 330 ]                 |
| 佐賀   | 嘉瀬川 | 嘉瀬川 | 嘉瀬川大堰   | 堰           | -     | -          | -    | 1992 |      |           | [ 331 ]                 |
| 佐賀   | 嘉瀬川 | 嘉瀬川 | 嘉瀬川ダム   | 重力         | 97.0  | 71,000     | 1973 | 2012 | 特定 | 9条等指定 | [ 340 ]                 |
| 佐賀   | 松浦川 | 厳木川 | 厳木ダム     | 重力         | 117.0 | 13,600     | 1973 | 1986 | 特定 |           |                         |
| 佐賀   | 筑後川 | 巨勢川 | 巨勢川調整池 | 掘込式貯水池 | -     | 2,200      | 1974 | 2009 |      |           | 佐賀導水事業            |
| 佐賀   | 筑後川 | 城原川 | 城原川ダム   | 重力         | 61.0  | 3,500      | 1979 | 2030 | 治水 |           | [ 341 ]                 |
| 佐賀   | 松浦川 | 松浦川 | 松浦大堰     | 堰           | -     | -          | -    | 1974 |      |           | [ 332 ]                 |
| 佐賀   | 六角川 | 六角川 | 六角川河口堰 | 堰           | 11.5  | 3,300      | 1968 | 1982 |      |           |                         |
| 長崎   | 本明川 | 本明川 | 本明川ダム   | 台形CSG      | 64.0  | 8,600      | 1990 | 2032 | 治水 |           | [ 342 ]                 |
| 熊本   | 球磨川 | 川辺川 | 川辺川ダム   | 重力         | 107.5 | 133,000    | 1967 | 2035 | 治水 | 9条等指定 |                         |
| 熊本   | 白川   | 白川   | 立野ダム     | 重力         | 90.0  | 10,100     | 1979 | 2024 | 治水 |           | [ 343 ]                 |
| 熊本   | 緑川   | 緑川   | 緑川ダム     | 重力         | 76.5  | 46,000     | 1964 | 1970 | 特定 |           |                         |
| 熊本   | 菊池川 | 迫間川 | 竜門ダム     | 複合         | 99.5  | 42,500     | 1970 | 2001 | 特定 | 9条等指定 |                         |
| 熊本   | 緑川   | 加勢川 | 六間堰       | 堰           | -     | -          | 1993 | 1999 |      |           | [ 333 ]                 |
| 大分   | 筑後川 | 津江川 | 下筌ダム     | アーチ       | 98.0  | 59,300     | 1958 | 1972 | 特定 |           | 1986年再開発            |
| 大分   | 大分川 | 七瀬川 | ななせダム   | ロックフィル | 91.6  | 24,000     | 1978 | 2019 | 特定 | 指定      |                         |
| 大分   | 筑後川 | 筑後川 | 松原ダム     | 重力         | 83.0  | 54,600     | 1958 | 1972 | 特定 |           | 1984年再開発            |
| 大分   | 山国川 | 山移川 | 耶馬溪ダム   | 重力         | 62.0  | 23,300     | 1970 | 1984 | 特定 | 指定      |                         |
| 宮崎   | 大淀川 | 岩瀬川 | 岩瀬ダム     | 重力         | 55.5  | 57,000     | 1953 | 1967 | 補助 |           | 再生事業中              |
| 鹿児島 | 川内川 | 川内川 | 鶴田ダム     | 重力         | 117.5 | 123,000    | 1959 | 1965 | 特定 |           | 2018年再開発 ダム湖百選 |

#### 九州地方整備局の中止事業

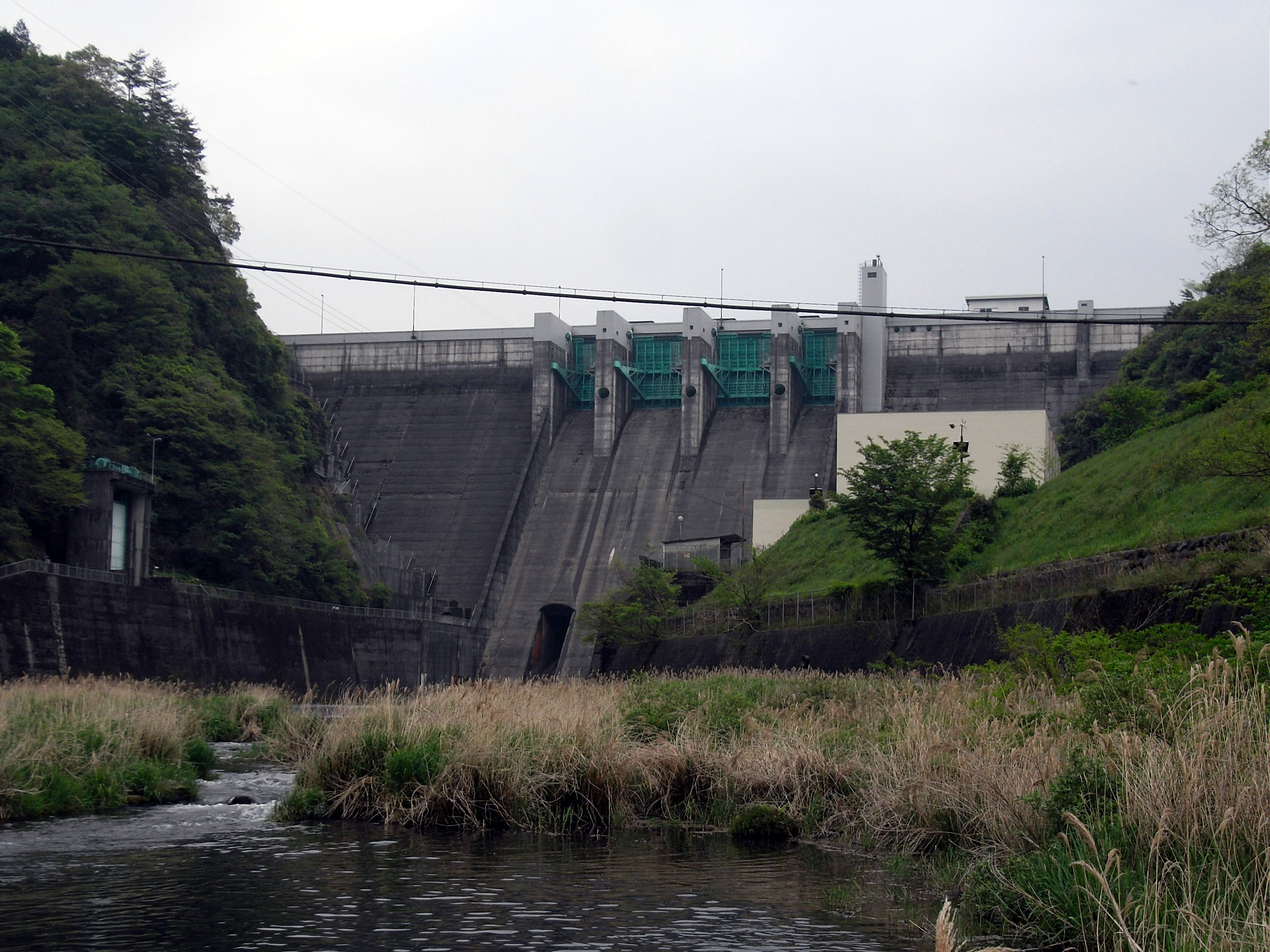
松原ダム（筑後川・大分県）
下流に計画された久世畑ダムの事実上の後身である。

九州地方整備局管内で中止されたダム事業としては、旧建設省時代を含めると11ダム事業がある。筑後川、緑川、大野川水系に中止事業が集中しているのが特徴である。
九州最大の河川・筑後川水系では昭和28年西日本水害を機に筑後川改訂改修計画が全面変更になり、1958年に筑後川水系治水基本計画が策定された。これにより松原・下筌ダムが建設されたが、両ダム建設計画が決定するまで複数地点においてダム計画が立案されていた。これらの中で着手に至ろうとしていたダム計画に久世畑ダム計画（筑後川）がある。松原ダムよりも下流、現在の国道212号千丈橋付近に高さ79メートル、総貯水容量1億900万立方メートルのダムを建設する計画であり、筑後川上流のダム計画地点5箇所で真っ先に検討された地点であった。ところが水没戸数が573戸にも及び1953年10月には日田郡大山村（現在の日田市）が村民大会を開いてダム建設絶対反対を決議した。この結果、久世畑ダム計画は松原ダム計画へ変更となり、現在に至る。また下筌ダムの前身であった簗瀬ダム計画は、地質的な問題が解決できず調査自体が中断された。
1969年の北部九州水資源開発マスタープランでは筑後川本流の杖立温泉付近に杖立ダム、支流玖珠川最上流部に猪牟田（ししむた）ダムと天ヶ瀬温泉下流付近に玖珠川ダム、花月川流域に日向野・横畑ダム、玖珠川支流高尾川に高尾ダムを建設する計画が立てられたが、玖珠川・花月川流域は地質不良が酷くダム建設が技術的に困難という理由によりほぼ全ての計画が予備調査時点で計画打ち切りとなった。唯一残った猪牟田ダムは1973年（昭和48年）より事業に着手したが灌漑用水供給域である国東半島の灌漑計画が進捗せず、加えてダム予定地の地質問題が他のダム計画と同様に解決できなかったことで2000年（平成12年）中止された。中止後ダム予定地跡に石碑が建立されている。このほか久留米市を流れる支流・高良川上流に高良川ダムの計画構想が1980年代初頭に持たれていたが、立ち消えとなっている。
緑川水系では高遊原（たかゆうばる）地下浸透ダム（加勢川）と七滝ダム（御船川）が中止されている。高遊原地下浸透ダムは直轄ダムでは唯一となる地下ダム計画で、加勢川の洪水調節と水源を全面的に地下水に頼る熊本市への上水道供給を目的とした事業である。上益城郡益城町、阿蘇くまもと空港付近を流れる加勢川の支流・木山川と布田川に堰を設け、堰より導水した河水を透水性の高い溶岩台地・高遊原に浸透させて地下ダムに貯水して治水・利水を図る計画だった。1989年（平成元年）に事業は着手されたが、2000年に中止されている。七滝ダムは1988年（昭和63年）御船川の水害を機に治水および熊本市などへの上水道供給を目的に計画されたが、水道事業者である熊本市などが需要性に乏しいとして事業から撤退。さらに緑川・御船川の治水も堤防整備や河床掘削で事業費を大幅に節減できることから2011年（平成23年）九州地方整備局が「ダム建設の緊急性が薄い」として事業中止を打ち出し、国土交通省によるダム事業再検証対象ダムでは初の直轄ダム中止例となった。
大野川水系では本流の柏野ダムと緒方川の知原ダム、平井川の矢田ダムが中止されている。知原ダムは1950年（昭和25年）の国土総合開発法に基づく阿蘇特定地域総合開発計画において、大野川流域の治水と灌漑、水力発電を目的に直入郡入田村（現在の竹田市）に計画された高さ79メートル、貯水容量9200万立方メートルの大規模ダム計画であったが、立ち消えとなった。その後1961年（昭和36年）に大野川流域を襲った水害、1964年（昭和39年）の第二次大分新産業都市計画を契機に大野川水系の総合開発計画が再燃し、1972年より大野郡大野町と朝地町（いずれも現在の豊後大野市）を流れる大野川本流に柏野ダム、平井川に矢田ダムが計画された。しかし両ダムは移転住民の強固な反対運動に見舞われ柏野ダムは予備調査で中止、矢田ダムは実施計画調査に着手したものの公共事業見直し政策により2000年に中止された。ダム中止後は反対運動を進めた地元団体が中心となって地域活性化を進めている。
| 所在 | 水系     | 河川     | ダム               | 型式         | 高さ  | 総貯水容量 | 分類 | 備考                             | 出典                            |
| ---- | -------- | -------- | ------------------ | ------------ | ----- | ---------- | ---- | -------------------------------- | ------------------------------- |
| 福岡 | 筑後川   | 高良川   | 高良川ダム         | ロックフィル | 65.0  | 8,800      |      |                                  | [ 350 ]                         |
| 佐賀 | 六角川   | 六角川   | 永野ダム           | -            | 26.0  | 19,000     | 特定 |                                  | [ 358 ]                         |
| 熊本 | 緑川     | 加勢川   | 高遊原地下浸透ダム | 地下ダム     | 18.0  | 1,400      | 特定 |                                  | [ 359 ]                         |
| 熊本 | 筑後川   | 筑後川   | 杖立ダム           | -            | 130.0 | 140,000    | 特定 | 北部九州水資源開発マスタープラン | [ 327 ] [ 360 ]                 |
| 熊本 | 緑川     | 御船川   | 七滝ダム           | ロックフィル | 90.0  | 17,500     | 特定 |                                  | [ 361 ]                         |
| 熊本 | 筑後川   | 筑後川   | 簗瀬ダム           | 重力         | 51.8  | 20,700     |      | 下筌ダムの前身                   | [ 346 ]                         |
| 大分 | 大野川   | 大野川   | 柏野ダム           | -            | 50.0  | 40,000     | 特定 | 矢田ダムと2ダム1事業             | [ 347 ] [ 362 ]                 |
| 大分 | 筑後川   | 玖珠川   | 玖珠川ダム         | ロックフィル | 120.0 | 72,800     | 特定 | 北部九州水資源開発マスタープラン | [ 360 ] [ 347 ] [ 363 ] [ 364 ] |
| 大分 | 筑後川   | 筑後川   | 久世畑ダム         | 重力         | 79.0  | 109,000    |      | 松原ダムの前身                   | [ 344 ]                         |
| 大分 | 筑後川   | 玖珠川   | 猪牟田ダム         | ロックフィル | 120.0 | 38,500     | 特定 | 北部九州水資源開発マスタープラン | [ 365 ]                         |
| 大分 | 筑後川   | 高尾川   | 高尾ダム           | -            | 130.0 | 56,800     | 特定 | 北部九州水資源開発マスタープラン | [ 347 ] [ 360 ] [ 364 ]         |
| 大分 | 大野川   | 緒方川   | 知原ダム           | 重力         | 79.0  | 92,000     |      | 阿蘇特定地域総合開発計画         | [ 355 ]                         |
| 大分 | 大野川   | 平井川   | 矢田ダム           | 重力         | 56.0  | 57,000     | 特定 | 柏野ダムと2ダム1事業             | [ 366 ]                         |
| 大分 | 筑後川   | 有田川   | 日向野ダム         | -            | 74.0  | 36,900     | 特定 | 北部九州水資源開発マスタープラン | [ 347 ] [ 360 ] [ 364 ]         |
| 大分 | 筑後川   | 有田川   | 横畑ダム           | -            | 88.0  | 73,900     | 特定 | 北部九州水資源開発マスタープラン | [ 347 ] [ 360 ] [ 364 ]         |
| 大分 | 筑後川   | 松木川   | 竜門ダム           | 重力         | 31.8  | 3,800      |      |                                  | [ 346 ]                         |
| 宮崎 | 五ヶ瀬川 | 五ヶ瀬川 | 日之影ダム         | 重力         | 105.0 | 56,000     | 特定 |                                  | [ 194 ]                         |

### 沖縄総合事務局

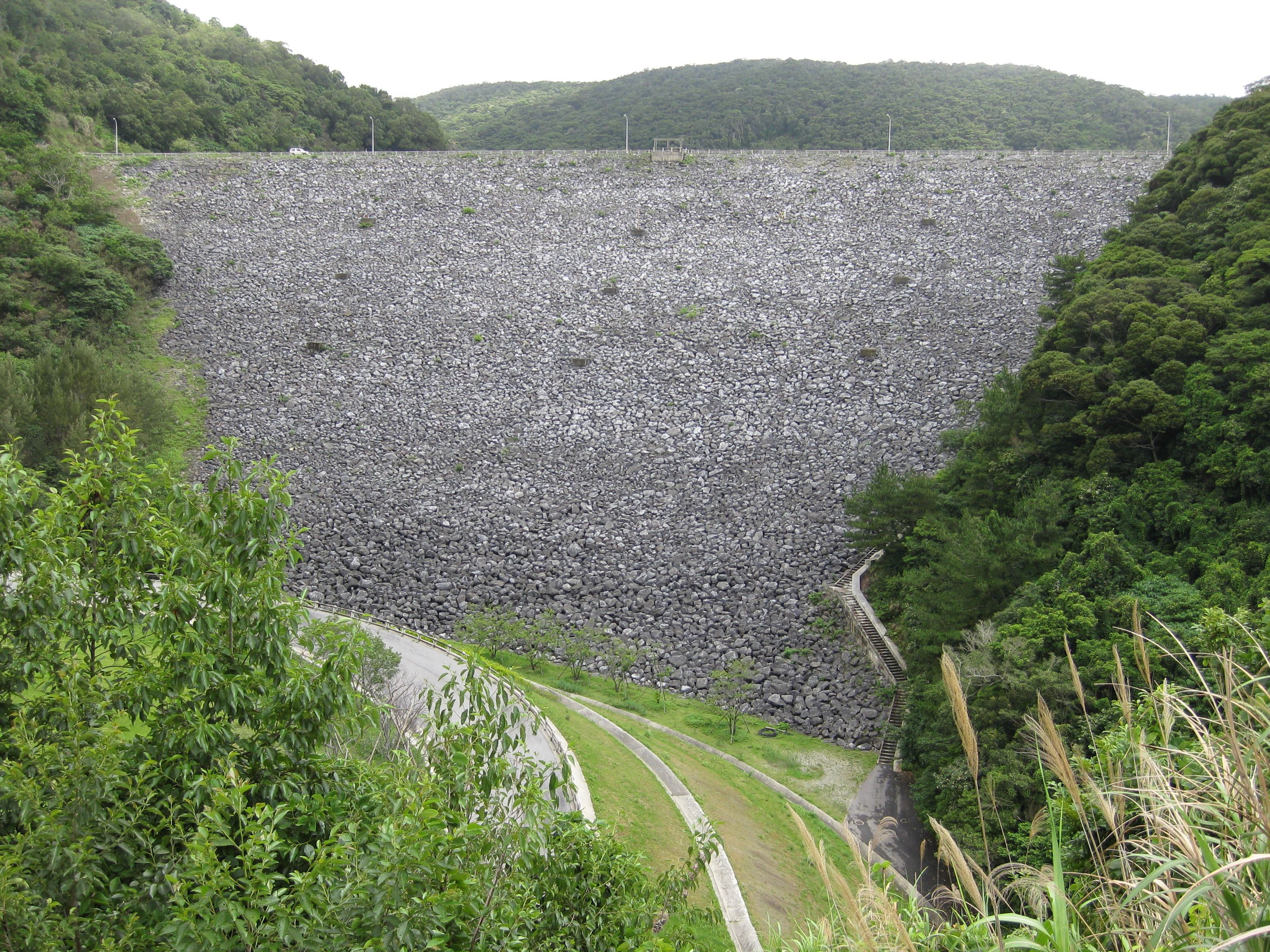
沖縄県最大の直轄ダム・福地ダム（福地川）

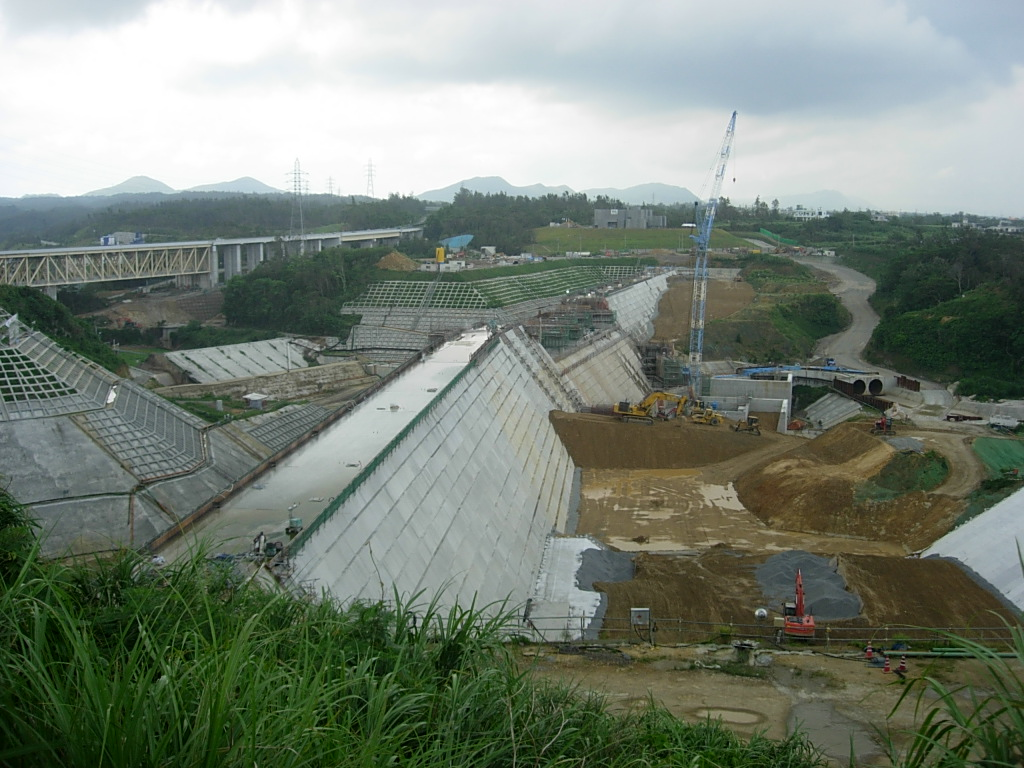
台形CSGダムとしては世界初の施工例である金武ダム（億首川）。写真は施工中だった時ののダム本体。

内閣府沖縄総合事務局管内では既設ダム9基が直轄管理されている。
沖縄県は九州地方整備局の管轄外であり、直轄ダムの施工と管理は沖縄総合事務局が行っている。1972年（昭和47年）の沖縄返還により沖縄の施政権は琉球列島米国民政府より日本政府へと継承された。しかし日本本土に比べ沖縄県のインフラストラクチャー整備は遅れており、本土とは別に国の強力な支援による一体的な措置を講じる必要性が生じた。復帰前年（1971年）に現在の沖縄振興特別措置法の前身に当たる沖縄振興開発特別措置法が成立し、沖縄返還後の1972年5月15日には沖縄開発庁と地方支分部局である沖縄総合事務局が設置され、2001年（平成13年）の省庁再編により現在の内閣府沖縄総合事務局となった。沖縄総合事務局は北海道開発局と同様に道路、河川、農地開発などの施策を一体的に実施する役割を持ち、国土交通省地方整備局の業務は沖縄総合事務局開発建設部が担当している。
沖縄県の河川は全て二級河川であり本来特定多目的ダム法の適用範囲外であるが、先の理由もあり沖縄振興特別措置法第107条（沖縄の河川に係る特例）を設けて対処した。すなわち河川法第10条の特例措置として二級河川であっても沖縄県では必要に応じて国土交通大臣が直轄で河川改修を実施できると定め、直轄ダムについては第107条第6・7項に準拠し河川法第10条や特定多目的ダム法の特例として二級河川であっても国土交通大臣が事業者である特定多目的ダムの施工・管理が可能であることが定められた。この法規定により沖縄県では沖縄総合事務局が直轄ダム事業の施工と管理を国土交通省から代行する形で実施しているが、直轄ダムの所有権者は国土交通大臣であり内閣府ではないため「内閣府直轄ダム」にはならない。
沖縄県には大河川が無く、台風常襲地帯であるため大雨が降れば本土に比べ洪水到達時間が早く水害の危険性が高い河川が多い。しかし少雨になれば元来水量が乏しいため容易に水不足に陥る。沖縄県における河川総合開発事業は利水、特に上水道供給などの水資源開発を重視して行われたがその萌芽となったのは1963年（昭和38年）にアメリカ陸軍工兵司令部が沖縄本島北部を流れる新川（あらかわ）川、安波（あは）川、普久（ふん）川の3河川にダムを建設するマスタープランである。また琉球水道公社は逼迫の度合いを強める沖縄本島の水需要に対処するため同じく県北部を流れる福地川に水道専用ダムの計画を1969年（昭和44年）に立てた。こうしたダム計画は1971年より琉球列島米国民政府建設局による多目的ダム事業として統合され進められた。一方日本側は1970年（昭和45年）より当時の建設省水資源開発調査団がダム事業についての調査を行い積極的な財政措置の必要性を報告、1972年の本土復帰後は名護市に沖縄総合事務局北部ダム事務所を設置してこれらの事業を継承し沖縄北部河川総合開発事業として本格的な施工を開始した。
沖縄北部河川総合開発事業は福地（福地川）、新川（新川川）、安波（安波川）、普久川（普久川）、辺野喜（辺野喜川）の5ダムを建設してダム湖間を導水路で連結して貯水を相互に融通することで沖縄本島の水需要に対処すると同時に治水安全度を高めることを目的とし、1990年（平成2年）の福地ダム再開発事業完成により概ね完了した。しかしこの間にも給水制限延べ326日に及ぶ沖縄県大渇水（1981年 - 1982年）を始め渇水が頻発。さらなる水資源開発の必要性が生じ新規の直轄ダム事業が計画され、漢那（漢那福地川）、倉敷（与那原川）、羽地（羽地大川）、大保（大保川）の各ダムが建設され、最後に金武ダム（億首川）が建設された。沖縄県企業局が管理する水道用ダムの再開発事業としてダム直下に建設され、2013年（平成25年）完成した金武ダムは当初重力式コンクリートダムとして計画されたが、事業コスト縮減と環境保護の観点から型式を変更し、世界で初めて台形CSGダムとして施工が開始された。ただし完成については北海道の当別ダム（当別川）が先となる。以上10ダムのうち完成後沖縄県に管理が移管された倉敷ダムを除く9ダムは1983年（昭和58年）に発足した沖縄総合事務局北部ダム統合管理事務所による統合管理下にあり、効率的・一体的な管理が実施されている。
施工中のダム、国土交通省によるダム事業再検証ダムは存在せず、水源地域対策特別措置法（水特法）に指定されたダムも存在しない。沖縄県における直轄ダム事業は、金武ダムの完成により一区切りが付けられた状態になっている。
| 水系       | 河川       | ダム       | 型式         | 高さ | 総貯水容量 | 着工 | 完成 | 分類 | 水特法 | 備考                    |
| ---------- | ---------- | ---------- | ------------ | ---- | ---------- | ---- | ---- | ---- | ------ | ----------------------- |
| 安波川     | 安波川     | 安波ダム   | 重力         | 86.0 | 18,600     | 1972 | 1982 | 特定 |        |                         |
| 新川川     | 新川川     | 新川ダム   | 重力         | 44.5 | 1,650      | 1972 | 1976 | 特定 |        |                         |
| 億首川     | 億首川     | 金武ダム   | 台形CSG      | 39.0 | 8,560      | 1978 | 2013 | 特定 |        | 旧名億首ダム 再開発     |
| 漢那福地川 | 漢那福地川 | 漢那ダム   | 重力         | 45.0 | 8,200      | 1978 | 1992 | 特定 |        | ダム湖百選              |
| 大保川     | 大保川     | 大保ダム   | 重力         | 77.5 | 20,050     | 1987 | 2011 | 特定 |        |                         |
| 羽地大川   | 羽地大川   | 羽地ダム   | ロックフィル | 66.5 | 19,800     | 1976 | 2004 | 特定 |        |                         |
| 福地川     | 福地川     | 福地ダム   | ロックフィル | 91.7 | 55,000     | 1972 | 1974 | 特定 |        | 1990年再開発 ダム湖百選 |
| 普久川     | 普久川     | 普久川ダム | 重力         | 41.5 | 3,050      | 1972 | 1982 | 特定 |        |                         |
| 辺野喜川   | 辺野喜川   | 辺野喜ダム | 複合         | 42.0 | 4,500      | 1975 | 1987 | 特定 |        |                         |

#### 沖縄総合事務局の中止事業
沖縄総合事務局管内で中止されたダム事業は3ダム存在する。
最初に中止された座津武（ざつん）ダム（座津武川）は1992年（平成4年）より計画されたが、2003年（平成15年）に国土交通省が事業再評価を行い中止された。比地ダム（比地川）と奥間ダム（奥間川）は沖縄本島北西部を流れる比地川水系と大保川水系に3箇所の多目的ダムを建設し、沖縄本島の水供給を補強する目的で計画された沖縄北西部河川総合開発事業において、比地川水系の治水と沖縄本島への利水供給を目的に1987年（昭和62年）より計画された。しかし利水事業者である沖縄県企業局が事業から撤退、2010年（平成22年）に両ダムは事業が中止された。ただし残る大保ダムについては両ダムが中止された翌年の2011年（平成23年）に完成している。
| 水系     | 河川     | ダム       | 型式         | 高さ | 総貯水容量 | 分類 | 備考 | 出典    |
| -------- | -------- | ---------- | ------------ | ---- | ---------- | ---- | ---- | ------- |
| 比地川   | 奥間川   | 奥間ダム   | ロックフィル | 65.0 | 1,450      | 特定 |      | [ 380 ] |
| 座津武川 | 座津武川 | 座津武ダム | 重力         | 48.0 | 3,150      | 特定 |      | [ 377 ] |
| 比地川   | 比地川   | 比地ダム   | ロックフィル | 66.5 | 19,200     | 特定 |      | [ 380 ] |

## 管理移管ダム

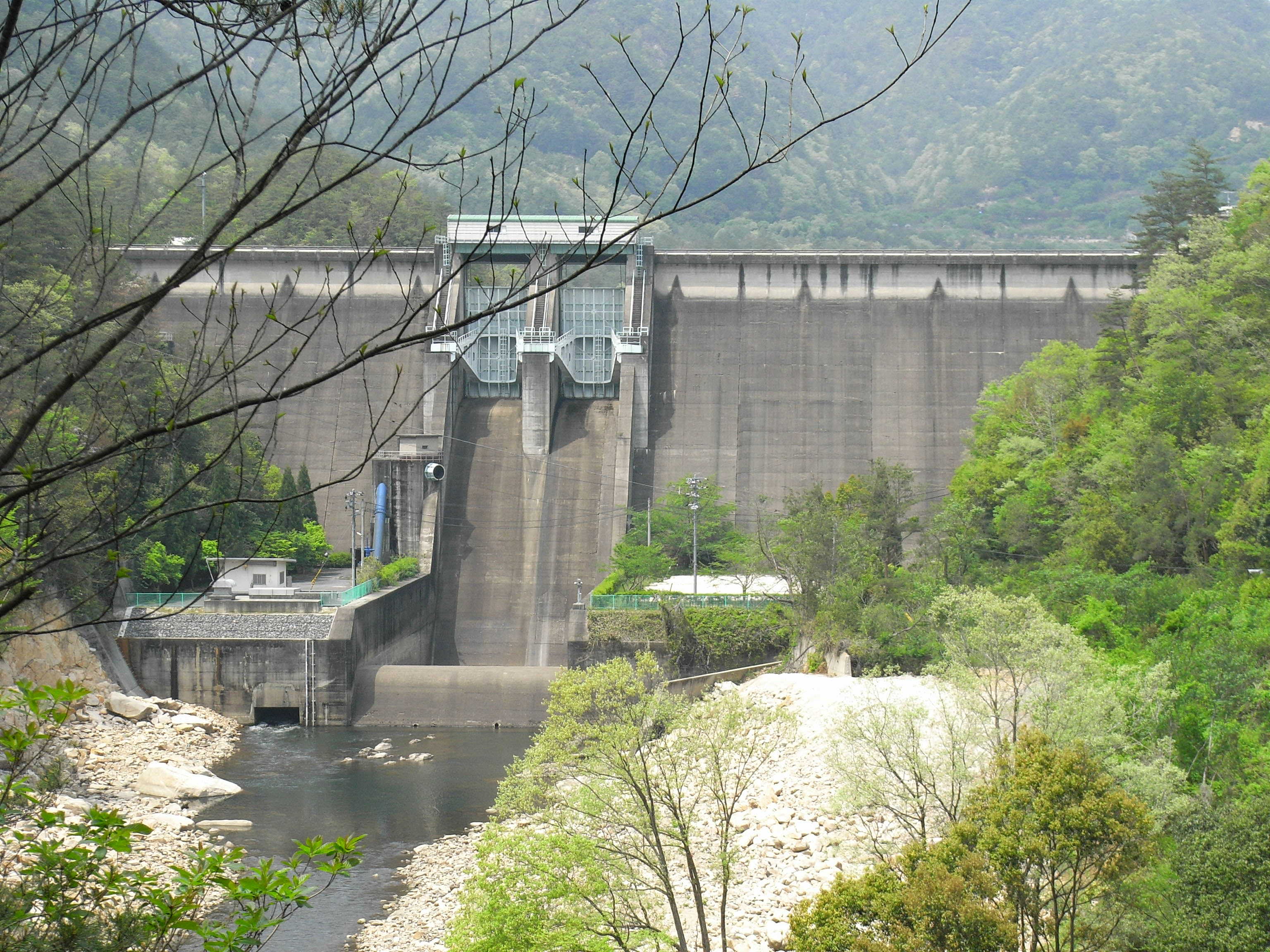
小瀬川ダム（小瀬川）
広島・山口両県の対立を契機に建設省が受託施工を行った。

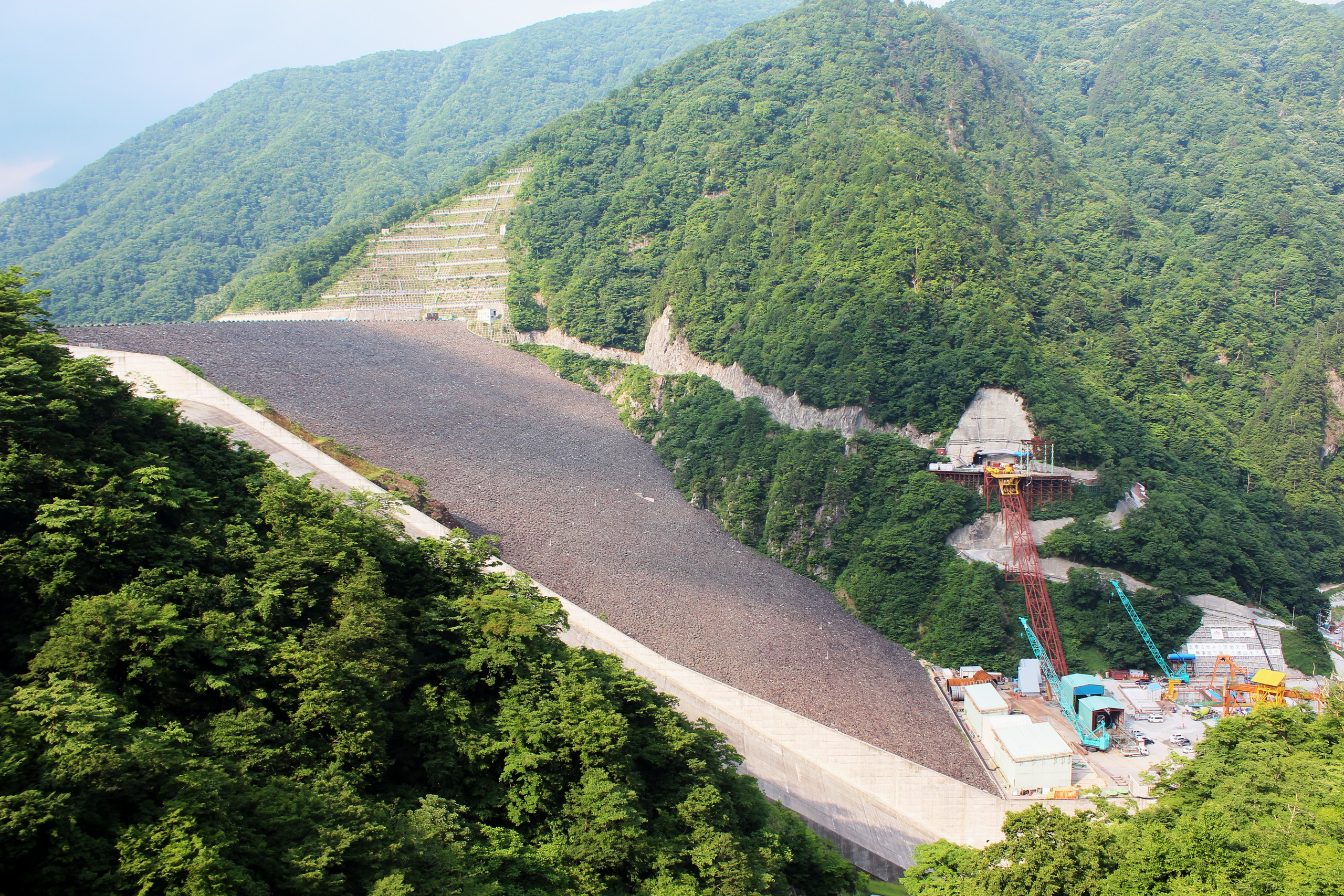
徳山ダム（揖斐川・岐阜県）
1976年（昭和51年）に建設省より水資源開発公団へ事業が移管された。日本最大の多目的ダム。

以下の表に示すダムは旧建設省がダム事業を計画、着手または完成させた後に他の事業者へ施工・管理を移管させたダムである。大別すると地方自治体に移管されたダムと旧水資源開発公団（現在の独立行政法人水資源機構）に移管されたダムがある。
地方自治体に移管されたダム事業のほとんどは、戦後計画された県単独の河川総合開発事業が1950年（昭和25年）の国土総合開発法に基づいて計画された特定地域総合開発計画に組み込まれたことにより、その重要性から建設省直轄事業として施工されている。一例として米代川・雄物川水系が対象になった阿仁田沢特定地域総合開発計画において雄物川水系で計画・施工された鎧畑ダム（玉川）と皆瀬ダム（皆瀬川）は完成後秋田県へ移管され、米代川の二次支流である粕毛川に計画された素波里（すばり）ダムは当初建設省が調査を進め、後に秋田県が事業を承継し完成させている。また完成後に地方自治体へ移管させた理由として、高知県の永瀬ダム（物部川）は物部川水系が高知県のみを流域としているため、河川管理者である高知県知事に管理が継承された。建設省が施工し完成後地方自治体に移管されたダムが属する水系には物部川のほか岩木川（青森県）、名取川（宮城県）、雄物川（秋田県）、由良川（京都府）、球磨川（熊本県）があるが何れも流域面積がほぼ一府県単独に限られており、皆瀬ダムと大倉ダム（大倉川）は特定多目的ダム法の指定を受けた特定多目的ダムとして施工されているにも拘らず、完成後地方自治体に管理が移されている。こうした地方自治体へのダム事業移管は、1996年（平成8年）に完成し沖縄県へ管理が移管された倉敷ダム（与那原川）が最も新しい事例となっている。
なお、旧建設省が施工し管理が地方自治体に移管されたダム事業の例外として小瀬川ダム（小瀬川）がある。小瀬川水系は広島県と山口県の県境を流域としており、小瀬川本流自体が両県境となっている。ダム建設事業は山口県が当初単独で進め、後に広島県との共同事業として計画されたがダムの建設地点と目的の一つである工業用水道配分を巡り両県が対立。協議が難航したことから建設省に裁定を求め、1958年9月第2次岸内閣の建設大臣・遠藤三郎はダム地点と用水配分に関する裁定を下しさらに同年11月両県の委託を受けて建設省中国地方建設局がダムの施工を開始した。完成後は山口・広島両県が管理しているが複数の地方自治体が管理業務を行う多目的ダムは小瀬川ダムが唯一である。
一方水資源開発公団に移管されたダムは、何れも1962年（昭和37年）に制定された水資源開発促進法に基づく水資源開発水系に指定された水系に存在する。大都市圏への上水道・工業用水道供給など利水需要を満たす上で重要なダム事業は、水資源開発基本計画（フルプラン）の策定や改定において計画施設に加えられる。1962年に利根川・淀川水系が水資源開発水系に指定された際に矢木沢ダム（利根川）、下久保ダム（神流川）、高山ダム（名張川）が建設省から公団へ事業承継されたのを皮切りに、多くのダム事業が公団へ移管された。この中には日本最大の多目的ダムである徳山ダム（揖斐川）や「四国のいのち」とも称される早明浦ダム（吉野川）も含まれる。
| 所在 | 水系   | 河川     | ダム       | 型式         | 高さ  | 総貯水容量 | 着工 | 完成 | 現管理        | 移管年 | 備考                  |
| ---- | ------ | -------- | ---------- | ------------ | ----- | ---------- | ---- | ---- | ------------- | ------ | --------------------- |
| 宮城 | 名取川 | 大倉川   | 大倉ダム   | 多連式アーチ | 82.0  | 28,000     | 1956 | 1961 | 宮城県        | 1962   | [ 386 ]               |
| 秋田 | 米代川 | 粕毛川   | 素波里ダム | 重力         | 72.0  | 42,500     | 1967 | 1970 | 秋田県        | 1967   | [ 381 ]               |
| 秋田 | 雄物川 | 皆瀬川   | 皆瀬ダム   | ロックフィル | 66.5  | 31,600     | 1958 | 1963 | 秋田県        | 1963   | [ 381 ]               |
| 秋田 | 雄物川 | 玉川     | 鎧畑ダム   | 重力         | 58.5  | 51,000     | 1952 | 1957 | 秋田県        | 1958   | [ 381 ]               |
| 群馬 | 利根川 | 渡良瀬川 | 草木ダム   | 重力         | 140.0 | 60,500     | 1965 | 1977 | 水資源機構    | 1965   | ダム湖百選            |
| 群馬 | 利根川 | 神流川   | 下久保ダム | 重力         | 129.0 | 130,000    | 1959 | 1968 | 水資源機構    | 1962   | ダム湖百選            |
| 群馬 | 利根川 | 利根川   | 矢木沢ダム | アーチ       | 131.0 | 204,300    | 1959 | 1967 | 水資源機構    | 1962   | ダム湖百選            |
| 埼玉 | 荒川   | 浦山川   | 浦山ダム   | 重力         | 156.0 | 58,000     | 1972 | 1998 | 水資源機構    | 1976   | [ 385 ]               |
| 埼玉 | 荒川   | 中津川   | 滝沢ダム   | 重力         | 132.0 | 63,000     | 1969 | 2007 | 水資源機構    | 1976   | [ 385 ]               |
| 岐阜 | 木曽川 | 阿木川   | 阿木川ダム | ロックフィル | 101.5 | 48,000     | 1969 | 1990 | 水資源機構    | 1976   | ダム湖百選            |
| 岐阜 | 木曽川 | 馬瀬川   | 岩屋ダム   | ロックフィル | 127.5 | 173,500    | 1967 | 1977 | 水資源機構    | 1969   | [ 385 ]               |
| 岐阜 | 木曽川 | 揖斐川   | 徳山ダム   | ロックフィル | 161.0 | 660,000    | 1971 | 2007 | 水資源機構    | 1976   | [ 385 ]               |
| 京都 | 由良川 | 由良川   | 大野ダム   | 重力         | 61.4  | 28,550     | 1953 | 1961 | 京都府        | 1962   | ダム湖百選            |
| 京都 | 淀川   | 名張川   | 高山ダム   | 重力アーチ   | 67.0  | 56,800     | 1960 | 1969 | 水資源機構    | 1962   | [ 385 ]               |
| 島根 | 斐伊川 | 斐伊川   | 三成ダム   | アーチ       | 42.0  | 3,438      | 1950 | 1953 | 島根県        | 1953   | [ 388 ]               |
| 広島 | 小瀬川 | 小瀬川   | 小瀬川ダム | 重力         | 49.0  | 11,400     | 1956 | 1964 | 広島県 山口県 | 1964   | 受託施工              |
| 山口 | 佐波川 | 佐波川   | 佐波川ダム | 重力         | 54.0  | 24,600     | 1952 | 1955 | 山口県        | 1955   | 受託施工              |
| 愛媛 | 吉野川 | 銅山川   | 富郷ダム   | 重力         | 106.0 | 52,000     | 1974 | 2000 | 水資源機構    | 1992   | [ 288 ]               |
| 高知 | 吉野川 | 吉野川   | 早明浦ダム | 重力         | 106.0 | 316,000    | 1963 | 1977 | 水資源機構    | 1967   | ダム湖百選 再生事業中 |
| 高知 | 物部川 | 物部川   | 永瀬ダム   | 重力         | 87.0  | 49,090     | 1949 | 1957 | 高知県        | 1957   | [ 391 ]               |
| 福岡 | 矢部川 | 矢部川   | 日向神ダム | 重力         | 79.5  | 27,900     | 1953 | 1961 | 福岡県        | 1950   | [ 392 ]               |
| 熊本 | 球磨川 | 球磨川   | 市房ダム   | 重力         | 78.5  | 40,200     | 1953 | 1959 | 熊本県        | 1960   | [ 393 ]               |
| 宮崎 | 大淀川 | 岩瀬川   | 岩瀬ダム   | 重力         | 55.5  | 57,000     | 1953 | 1967 | 宮崎県        | 1954   | 再生事業中            |
| 沖縄 | 比謝川 | 与那原川 | 倉敷ダム   | ロックフィル | 33.5  | 7,100      | 1979 | 1996 | 沖縄県        | 1996   | ダム湖百選            |
| 沖縄 | 宮良川 | 宮良川   | 真栄里ダム | アース       | 27.0  | 2,300      | 1972 | 1984 | 沖縄県        | 1984   | [ 396 ]               |